# II wojna północna
II wojna północna – konflikt zbrojny w latach 1655–1660 pomiędzy Szwecją sprzymierzoną przejściowo z Brandenburgią, Siedmiogrodem i magnatem litewskim Januszem Radziwiłłem a Polską (potop szwedzki) oraz później także Austrią, Danią, Holandią i Brandenburgią. Wojna toczyła się równolegle z wojną polsko-rosyjską 1654–1667. Przez pewien czas Rosja występowała także przeciwko Szwecji, atakując bez powodzenia szwedzkie Inflanty.

## Wstęp
Po zwycięskiej wojnie z Rzecząpospolitą w latach 1626–1629 Szwecja w 1630 roku przystąpiła do wojny trzydziestoletniej. Zreformowana armia szwedzka, w znacznym stopniu finansowana przez cła uzyskiwane z polskiego handlu morskiego, po serii zwycięstw opanowała niemal całe Niemcy. Jednak po śmierci Gustawa Adolfa po bitwie pod Lützen Szwedom zaczęło się wieść gorzej, dzięki czemu Rzeczypospolitej udało się w 1635 roku zawrzeć rozejm w Sztumskiej Wsi, który anulował większość niekorzystnych punktów przegranej przez Polskę wojny 1626–1629. Po śmierci Gustawa Adolfa jego następczynią została sześcioletnia Krystyna. Ze względu na wiek faktyczną władzę w jej imieniu sprawował kanclerz Axel Oxenstierna. Przystąpienie Francji do wojny w Niemczech w 1636 roku znacznie poprawiło sytuację Szwedów, którzy tymczasem pokonali także Danię (wojna duńsko-szwedzka 1643–1645), uzyskując na mocy traktatu pokojowego w Brömsebro zawartego 13 sierpnia 1645 r. wyspy Gotlandię i Ozylię oraz Jämtland przy granicy z Norwegią i Härjedalen w Norrlandzie.

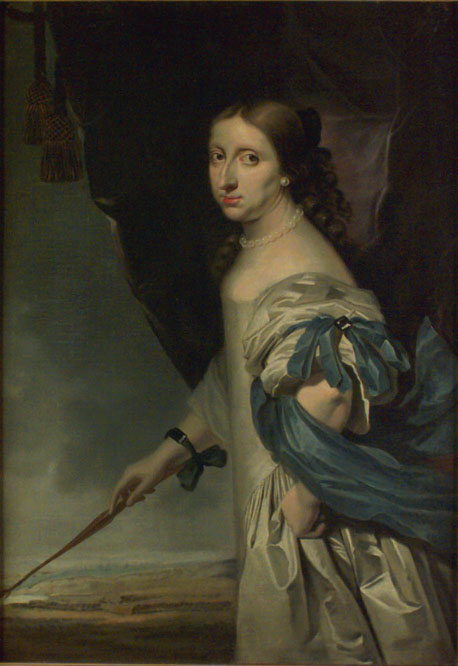
Królowa Krystyna została zmuszona do abdykacji na rzecz Karola Gustawa

W grudniu 1644 roku osiemnastoletnia Krystyna przejęła władzę nad Szwecją. Wstępując na tron, obiecała poślubić swego ciotecznego brata Karola Gustawa, palatyna Dwóch Mostów, którego kanclerz Oxenstierna upatrzył sobie ze względu na jego wybitne zdolności wojskowe. Jego wspólny z Arvidem Wittenbergiem atak na Pragę zrobił takie wrażenie w Wiedniu, że przyspieszył podpisanie traktatu pokojowego przez cesarza – dzięki temu traktatowi doszło do podziału księstwa pomorskiego na część szwedzką i brandenburską, a Krystyna przyjęła w tytulaturze godność księżnej Szczecina, Pomorza i Kaszubów.
W 1647 roku zniecierpliwione stany szwedzkie domagały się od królowej realizacji obietnicy i poślubienia Karola Gustawa, królowa jednak dała odpowiedź wymijającą. Dwa lata później Karol Gustaw przy poparciu Krystyny i szlachty, a wbrew niechętnej silnej władzy królewskiej magnaterii, ogłoszony został następcą tronu i dziedzicznym księciem Szwecji. W 1650 roku Krystyna została uroczyście koronowana, jednak w 1654 roku, w związku z decyzją o przejściu na katolicyzm, została zmuszona do abdykacji. Nowym królem Szwecji został Karol X Gustaw, palatyn Dwóch Mostów i syn przyrodniej siostry Gustawa Adolfa. Nowy, obdarzony talentem wojskowym, władca oparł swą władzę na potężnej armii, zwracając się jednocześnie przeciwko magnatom. Twierdził, że z pomocą żelaza, którego Szwecja posiadała w dużej ilości, można zdobyć złoto. Całkowicie zerwał z pokojową polityką królowej Krystyny i latem 1654 podjął decyzję, by wmieszać się do wojny polsko-rosyjskiej, chcąc udzielić pomocy Rzeczypospolitej w zamian za zrzeczenie się przez Jana Kazimierza pretensji do tronu szwedzkiego i ostateczne uznanie dotychczasowych zdobyczy szwedzkich w Inflantach. W ten sposób zamierzał jednocześnie usunąć coraz poważniejsze zagrożenie rosyjskie, unormować stosunki z Polską i ostatecznie rozwiązać problem praw do tytułu króla Szwecji.
Rokowania polsko-szwedzkie trwały w Lubece już od lipca 1651 roku. Rzeczpospolitą reprezentowali na nich: kasztelan gnieźnieński Jan Leszczyński, kasztelan chełmski Zbigniew Gorayski, starosta lidzki Aleksander Krzysztof Naruszewicz, podkomorzy parczewski Jerzy Fischer de Vireden, sekretarz komisji ksiądz Jan Hilbrandt, natomiast na czele delegacji szwedzkiej stał Johan Adler Salvius. Strona polska domagała się oddania Inflant i anulowania decyzji Riksdagu, która pozbawiła linię polskich Wazów praw do tronu szwedzkiego. Po efektownym zwycięstwie pod Beresteczkiem stanowisko polskie uległo znacznemu zaostrzeniu, a Jan Kazimierz zażądał dla siebie 20 tys. piechoty szwedzkiej do walki z opozycją oraz oddania mu w lenno Inflant i Finlandii. Te niepojęte żądania doprowadziły do zerwania rokowań 12 października 1651. Do rozmów wrócono dopiero jesienią 1652 roku, a delegacji szwedzkiej przewodził wówczas Schering Rosenhane. Gdy strona polska odrzuciła szwedzką propozycję przedłużenia rozejmu na dalsze 20 lat, 1 marca 1653 roku rozmowy zostały zerwane. Rządzący Szwecją od 1654 roku Karol Gustaw uważał, że ze względu na moskiewskie zagrożenie porozumienie między Rzecząpospolitą a Szwecją leży w interesie obu państw, nie mógł jednak zaatakować Rosji bez porozumienia z Polską, gdyż obawiał się, że w takim wypadku oba te państwa mogłyby przerwać walkę między sobą i wystąpić wspólnie przeciwko Szwecji. Utwierdzała go w tym przekonaniu nieprzejednana postawa Jana Kazimierza, który nawet w obliczu katastrofalnej sytuacji, jaka utworzyła się po rozpoczęciu działań wojennych przez Rosję, odrzucił możliwość pomocy szwedzkiej, którą Karol Gustaw oferował za cenę zrzeczenia się przez polskiego króla swych pretensji do tronu szwedzkiego.
Powszechnie uważa się, że Szwecja dążyła do opanowania polskiego Pomorza, by uczynić Bałtyk swym morzem wewnętrznym, co dałoby jej pokaźne zyski z handlu zagranicznego odsuniętych od morza państw Europy wschodniej i środkowej. Wielu jednak historyków (w tym głównie Paweł Jasienica) zwraca uwagę na fakt, że Szwecja po zakończeniu wojny trzydziestoletniej posiadała ogromną armię (w 1655 roku 80 tys. żołnierzy), której nie była w stanie utrzymać. Tylko wojna i życie na koszt podbitych krajów mogły pozwolić Szwedom utrzymać tak liczne wojska – stąd w ówczesnej Europie nikt nie miał wątpliwości, że wkrótce Szwedzi przystąpią do wojny. Nie było tylko pewności, kto będzie ofiarą – czy ponownie będą to Niemcy, czy rządzona przez Jana Kazimierza Rzeczpospolita, której władca wciąż tytułował się królem Szwecji. Obiektem ataku mogła stać się również coraz groźniejsza Rosja, której potężne armie przed rokiem wkroczyły na teren Wielkiego Księstwa Litewskiego i Ukrainy, co również stwarzało potencjalne zagrożenie dla szwedzkiego stanu posiadania nad Bałtykiem (wojna polsko-rosyjska). Sukcesy rosyjskie w wojnie z Rzecząpospolitą sprawiły, że zagrożona Szwecja wzmocniła swe garnizony w graniczących z Rosją prowincjach. Dodatkowym czynnikiem zmuszającym Szwedów do wojny był opłakany stan skarbu państwa po rządach królowej Krystyny, która liczne majątki rozdała magnatom i faworytom. Dyplomacja francuska czyniła wysiłki, by wojska szwedzkie ponownie wkroczyły do Niemiec.
Obok zagrożeń zewnętrznych Rzeczpospolitą osłabiały także spory wewnętrzne – doszło do poważnych zatargów w stosunkach króla Jana Kazimierza z opozycją magnacko-szlachecką, na której czele stali Opalińscy, Lubomirscy, Leszczyńscy i Radziwiłłowie. Sytuacja stała się tak poważna, że wielu spośród szlachty i magnatów poważnie rozważało możliwość detronizacji i powołania na tron nowego monarchy. Radziwiłłowie birżańscy już w końcu 1654 roku nawiązali potajemne kontakty ze Szwecją, otwarcie przy tym grożąc oderwaniem Litwy od Polski i przyłączeniem jej do Szwecji.
Wieści o trudnej sytuacji Rzeczypospolitej oraz o silnej opozycji przeciw Janowi Kazimierzowi poważnie wpłynęły na plany polityczne Karola Gustawa. W tej sytuacji misja dyplomatyczna stolnika sandomierskiego Andrzeja Morsztyna podjęta w styczniu 1655 roku zakończyła się całkowitym fiaskiem, a główną przyczyną była odmowna odpowiedź na wszystkie szwedzkie żądania, czyli odstąpienia Inflant i zrzeczenia się przez Jana Kazimierza praw do tytułu króla szwedzkiego. Ponadto okazało się, że pisma dyplomatyczne przywiezione przez Morsztyna do Sztokholmu zredagowane były w sposób dla Szwedów obraźliwy, a sam poseł nie miał żadnych pełnomocnictw do zawierania umów państwowych. Dla Jana Kazimierza ważniejszy był pusty tytuł króla Szwecji niż dobro Rzeczypospolitej, a ponieważ społeczeństwo szlacheckie zdawało sobie z tego w większości sprawę, nieprzychylne wobec króla Polski nastroje były bardzo powszechne.
Już w marcu Morsztyn zorientował się, że pomimo zabiegów dyplomatów francuskich, którym Polska i Szwecja były potrzebne do szachowania potęgi Habsburgów, oraz sprzeciwów ze strony stanu duchownego i chłopskiego, szwedzki atak na Polskę jest już niemal pewny. Z tego powodu słał alarmujące listy do króla. Jan Kazimierz zwlekał jednak ze zwołaniem sejmu, choć bez niego nie można było uchwalić podatków na wojsko. W końcu postanowił zwołać sejm w listopadzie, jednak wojewoda łęczycki Jan Leszczyński oraz jego brat stryjeczny, prymas Polski i kanclerz wielki koronny Andrzej Leszczyński wymusili na królu, by zwołał sejm w maju. Nie zważając na szwedzkie zagrożenie, Jan Kazimierz 7 czerwca rozkazał wojskom wielkopolskim, by ruszyły na Ukrainę.
Ponieważ w Szwecji doskonale zdawano sobie sprawę z powszechnej niechęci do Jana Kazimierza, senat szwedzki postanowił umocnić ten nastrój, wysyłając do polskich senatorów pismo zrzucające odpowiedzialność za wybuch wojny na polskiego króla. W końcu czerwca polski goniec dyplomatyczny doniósł ze Sztokholmu o ogromnych przygotowaniach wojennych oraz o tym, że najpierw Szwedzi uderzą na Wielkopolskę. Do tego Szwedzi liczyli, że zarówno Prusy, jak i Gdańsk, nie stawią wielkiego oporu i szybko się poddadzą. Później okazało się, że właśnie Prusy i Gdańsk stawiły najtwardszy opór. Największe miasto Rzeczypospolitej i najpotężniejszy wtedy port na Bałtyku doskonale zdawał sobie sprawę z zagrożenia i wcześnie rozpoczął przygotowania do wojny, wzmacniając fortyfikacje i najmując oddziały wojskowe.
Ostateczna decyzja o szwedzkim ataku na Rzeczpospolitą zapadła w końcu marca, a główną przyczyną ataku miało być (jak uważał szwedzki historyk Arne Stade) niedopuszczenie Rosji do wybrzeży Bałtyku. W czerwcu przybył do Warszawy poseł tatarski Dedesz aga z zapewnieniem, że bez względu na rozwój sytuacji pomoc tatarska będzie kontynuowana. Powrócił on na Krym z pismem od Jana Kazimierza do chana Mehmeda IV, w którym król Polski zapowiedział, że wobec możliwego najazdu szwedzkiego w tym roku Polska nie wyśle dużych sił na Ukrainę.
Kolejne polskie poselstwo, które wysłane zostało przez sejm Rzeczypospolitej, przybyło do Sztokholmu 5 lipca. Na czele poselstwa stali wojewoda łęczycki Jan Leszczyński i pisarz Wielkiego Księstwa Litewskiego Aleksander Daniel Naruszewicz. Ponieważ decyzja o wojnie była już postanowiona, to pomimo niezwykle uprzejmego przyjęcia, polscy posłowie, dopuszczeni 7 lipca na audiencję u króla, nie mogli już zatrzymać biegu wypadków. O tym, że atak na Polskę był już pewny, świadczyło przywrócenie do łask królewskich Hieronima Radziejowskiego, który od dawna nakłaniał Szwecję do ataku na Polskę, jednak za panowania królowej Krystyny nikt go nie słuchał. Podczas najazdu miał być doradcą króla Szwecji.
Negocjacje z polskimi posłami odłożono do 14 sierpnia, toteż ku ich wielkiemu zaskoczeniu 19 lipca wręczono im akt wypowiedzenia wojny. Tego samego dnia Karol Gustaw opuścił Szwecję na pokładzie okrętu.
W lipcu armia rosyjsko-kozacka obległa broniony przez Piotra Potockiego Kamieniec Podolski. Do obozu armii kozackiej przybyli posłowie Karola Gustawa, by spróbować przeciągnąć na swoją stronę Bohdana Chmielnickiego. Chmielnicki chętnie prowadził pertraktacje, licząc na to, że protekcja potężnej Szwecji pozwoli uniezależnić mu się od wszystkich dotychczasowych protektorów – Polski, Rosji i Krymu. Już wtedy marzył o stworzeniu państwa kozackiego obejmującego Włodzimierz Wołyński, Lwów, Jarosław i Przemyśl.

## Najazd na Rzeczpospolitą w 1655 roku

### Przygotowania do wojny
Tuż przed rozpoczęciem działań wojennych sytuacja finansowa Szwecji była krytyczna – państwo było w ogromnym stopniu zadłużone wobec armii, w której wielu oficerów od lat nie otrzymywało żołdu. Konieczne więc było na początku zaspokojenie roszczeń żołnierzy, a dokonano tego dzięki licznym pożyczkom otrzymanym pod zastaw. Wielu współczesnych, a wśród nich wojewoda Jan Leszczyński, uważało, że bardzo dużo zależy od wyniku początkowych starć, gdyż stojąca na skraju bankructwa monarchia szwedzka załamie się po pierwszych niepowodzeniach.
Armia szwedzka, która zyskała sobie w całej Europie wielki rozgłos, dzieliła się na siły krajowe i zaciężne. Wojska krajowe składały się z regimentów pieszych i konnych organizowanych przez zaciąg ochotniczy lub przymusowy pobór. Natomiast wojska zaciężne rekrutowano w protestanckich krajach Europy, przeważnie w Niemczech. Ponadto w skład wojsk szwedzkich wchodziło pospolite ruszenie szlachty z całego królestwa Szwecji. Na wiosnę 1655 roku szwedzkie wojska krajowe liczyły 41 725 żołnierzy, natomiast wojska zaciężne – 12,6 tys. żołnierzy.

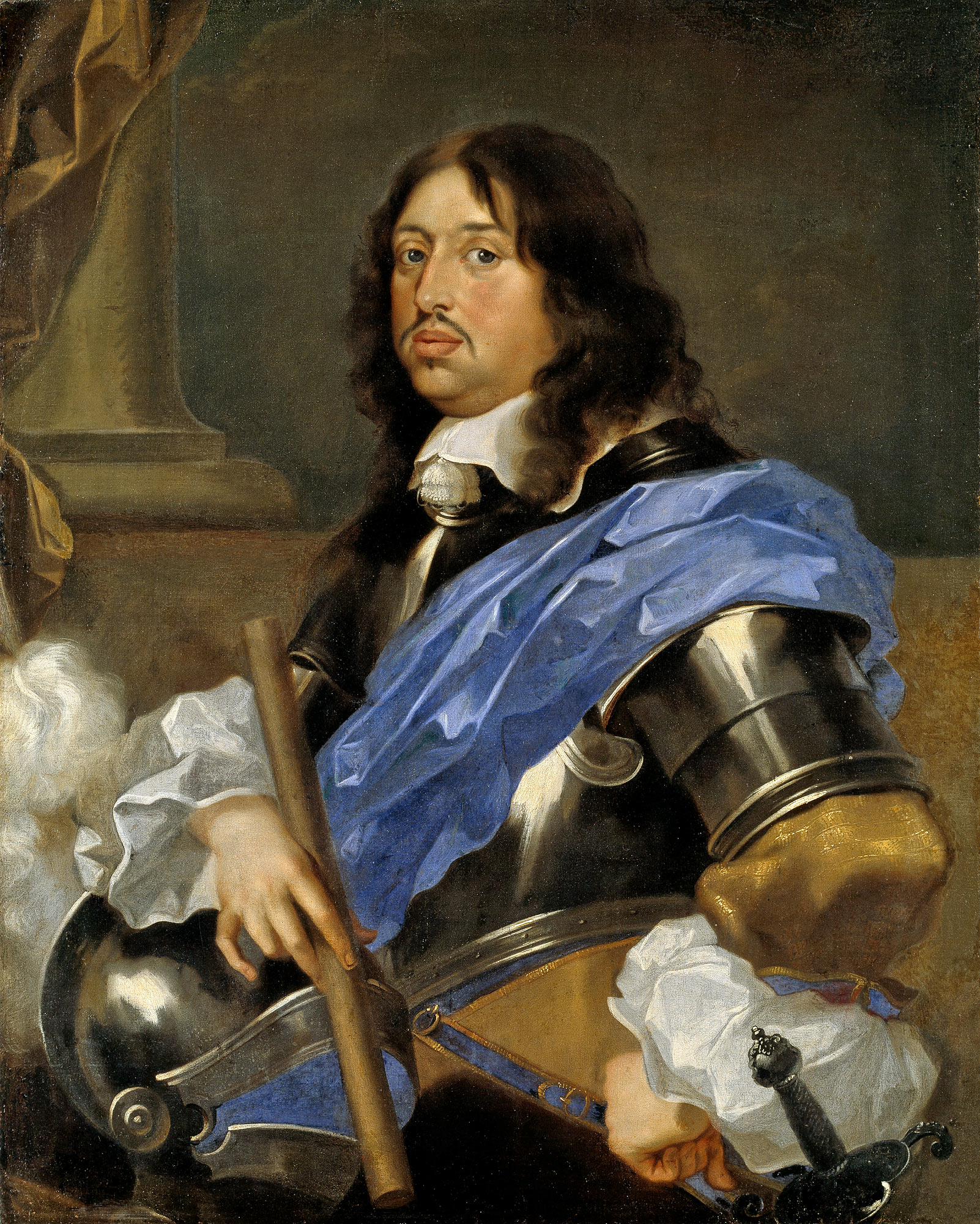
Karol Gustaw

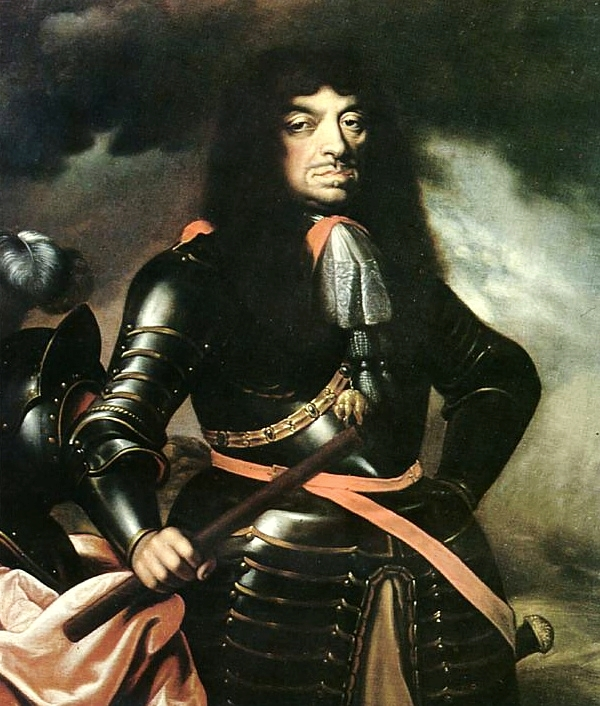
Jan Kazimierz

Wziąwszy pod uwagę ogólną sytuację międzynarodową i dotychczasowe efekty prowadzonych pertraktacji, król Szwecji Karol X Gustaw postanowił uderzyć na najłatwiejszą w tym momencie ofiarę, czyli osłabioną powstaniem Chmielnickiego Rzeczpospolitą, której wschodnia ściana waliła się pod naporem wojsk rosyjskich. Przed uderzeniem na Rzeczpospolitą Szwecja skoncentrowała trzy armie – pierwsza z nich, stojąca na Pomorzu Zachodnim armia Wittenberga liczyła około 14 tys. żołnierzy i 72 działa, a mająca iść za nią armia królewska – 12,7 tys. żołnierzy i aż 178 dział. W Inflantach stacjonował Magnus Gabriel De la Gardie, którego siły liczyły 9 tys. żołnierzy, 44 działa oraz 5 moździerzy.
Wobec nieuchronnego zagrożenia szwedzkim atakiem w kwietniu 1655 roku na wezwanie króla sejmiki pruskie wraz z sejmikiem kaliskim i poznańskim podjęły pierwsze uchwały w sprawie obrony granic. Postanowiono powołać pod broń piechotę łanową oraz zwołać pospolite ruszenie. Wykonując rozkazy Jana Kazimierza wojewoda malborski Jakub Weiher obsadził główne miasta pomorskie załogami. Do Warszawy zwołano 19 maja sejm, który uchwalił odpowiednie podatki (w wysokości 10 mln złotych – pomimo toczącej się wojny od czerwca 1655 roku do lipca 1656 roku wpłynęło aż 80% z uchwalonych podatków) i powołał pospolite ruszenie. Sejm zakończył obrady 20 czerwca, a jego uchwały sejmiki miały zaaprobować w lipcu. Jak później się okazało, było już za późno i wojna się rozpoczęła.
Konieczność wojny na dwa fronty sprawiła, że sejm podjął decyzję o wystawieniu przeciwko Szwedom sił liczących w samej tylko Koronie 52 tys. żołnierzy, z czego po odliczeniu załóg fortecznych w polu można było użyć 47 tys. (w tym tylko 7 tys. piechoty). Siły te złożone być miały z 10 200 żołnierzy zaciężnych, 4,3 tys. piechoty łanowej i wybranieckiej, około 32 tys. pospolitego ruszenia oraz 5,3 tys. żołnierzy pochodzących z zaciągów wojewódzkich i prywatnych. Wojska te nie tylko były słabo wyszkolone i pozbawione dostatecznej siły ognia – były też niechętne Janowi Kazimierzowi, co w znacznej mierze rzutowało na morale tych sił. Zbyt późna mobilizacja sprawiła, że tylko Wielkopolska zdążyła w porę zgromadzić przewidzianą liczbę żołnierzy. W drugim kwartale 1655 roku, tuż przed szwedzkim najazdem, armia koronna liczyła 23 tys. żołnierzy, w tym 86 chorągwi kozackich, 12 wołoskich i 11 tatarskich.
Przeciwko zaprawionym w boju licznym pułkom szwedzkim Rzeczpospolita nie była w tym momencie zdolna przeciwstawić żadnych wojsk regularnych, gdyż te w całości zaangażowane były w walkę na froncie rosyjsko-kozackim. Siły, które walczyły z Rosjanami i Kozakami liczyły 14 tys. żołnierzy koronnych, w tym 9,4 tys. zaciężnych. Litwa przeciwko obu przeciwnikom wystawiła około 10 tys. żołnierzy. W tej arcytrudnej sytuacji Jan Kazimierz liczył na pomoc zarówno cesarza Ferdynanda III, jak i elektora brandenburskiego Fryderyka Wilhelma Hohenzollerna. Przyszłość miała wkrótce pokazać, że jedynym niezawodnym sojusznikiem byli Tatarzy krymscy.

### Plany wojenne Szwedów
Karol Gustaw, atakując Polskę, zamierzał zdobyć Prusy Królewskie wraz z Gdańskiem, Prusy Książęce oraz Kurlandię. Była to bardzo ryzykowna akcja, gdyż takie nagłe wzmocnienie szwedzkiej potęgi nie leżało w interesie wielu państw, i to nie tylko katolickich jak Austria, ale także Danii, Rosji oraz ciągnącej znaczące zyski z handlu gdańskiego Holandii. Z tego powodu do ataku na Polskę Szwedzi nie użyli wszystkich swych sił, ale pozostawili też dużą liczbę wojska wewnątrz swego kraju, by odeprzeć ewentualny atak Duńczyków lub Holendrów. Wzmocniono także załogi inflanckie, by zabezpieczyć się od strony Rosji. Karol Gustaw liczył też na to, że błyskawiczne zwycięstwa, jakich się spodziewał, zniechęcą inne kraje do wojny ze Szwecją.
Według planu Karola Gustawa armie szwedzkie miały dokonać dwustronnego uderzenia na Prusy – z Inflant i Pomorza Zachodniego. De la Gardie, który dysponował fińskimi regimentami i oddziałami zaciągniętymi w Estonii i Inflantach, miał wkroczyć do północnej Litwy, opanować tereny nad Niemnem i Wilią, by nie dopuścić do zajęcia ich przez posuwających się od wschodu Rosjan, a następnie skierować się w kierunku Wisły, mijając Prusy Książęce. Arvid Wittenberg dowodzący oddziałami zaciągniętymi w Niemczech miał wkroczyć do Wielkopolski i zająć ziemie między Wartą a Notecią. Zaraz za nim miała wkroczyć armia, którą osobiście dowodził Karol Gustaw. Armia królewska złożona z regimentów krajowych oraz szwedzkich i fińskich wojsk zaciężnych połączyć się miała z siłami Wittenberga i po rozbiciu wojsk polskich wspólnie odciąć Prusy Królewskie od reszty kraju. Następnie wszystkie trzy armie szwedzkie, przy współudziale floty wojennej, miały dokonać koncentrycznego uderzenia na Prusy Królewskie. Późniejszy rozwój wydarzeń i zaskakujące sukcesy wojsk szwedzkich całkowicie zburzyły te plany.

### Początek wojny i kapitulacja pod Ujściem
Ostatecznie Szwedzi zerwali obowiązujący wciąż rozejm, a jako pierwszy działania wojenne przeciwko Rzeczypospolitej rozpoczął feldmarszałek Gustaw Adolf Lewenhaupt, który na przełomie czerwca i lipca, mając niewielkie siły złożone z garnizonu Rygi, ruszył wzdłuż Dźwiny i 11 lipca zajął Dyneburg, hamując tym samym postępy wojsk rosyjskich w tym kierunku. Do następnych walk w Inflantach doszło miesiąc później, gdy Magnus de la Gardie wkroczył na Litwę i zajął Birże wraz z kilkoma innymi pogranicznymi miejscowościami. Następnie przystąpił do rokowań z księciem Kurlandii Jakubem Kettlerem, Litwinami oraz Rosjanami.

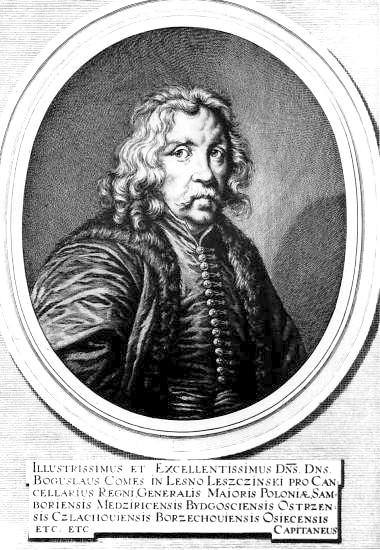
Podskarbi koronny Bogusław Leszczyński miał dowodzić siłami polskimi pod Ujściem – wymówił się jednak chorobą i w porę uszedł na Śląsk

Arvid Wittenberg dokonał 5 lipca przeglądu swej armii, po czym ruszył ze Szczecina w kierunku polskich granic. Zanim dotarł do polskiej granicy, wysłał do stojących pod Ujściem wojsk trębacza z żądaniem kapitulacji. Wojska feldmarszałka Wittenberga, którym towarzyszył Hieronim Radziejowski, 21 lipca przekroczyły granicę Polski pod Siemczynem koło Czaplinka i weszły na teren Wielkopolski, a trzy dni później dotarły pod Ujście, gdzie czekało na nich liczące 13 tys. ludzi pospolite ruszenie z Wielkopolski oraz 1,4 tys. piechoty łanowej. Naczelnym wodzem sił wielkopolskich mianowano podskarbiego wielkiego koronnego Bogusława Leszczyńskiego. Miał on przygotować prowincję do wojny, jednak nie podjął się obowiązków i wymówiwszy się chorobą wyjechał do Wrocławia. Ostatecznie siłami wielkopolskimi dowodzili wojewoda poznański Krzysztof Opaliński i wojewoda kaliski Andrzej Karol Grudziński. Po krótkim oporze 25 lipca dowództwo polskie podpisało akt kapitulacji. Niewielką część polskich oddziałów, które nie rozeszły się i zostały w obozie, oddano pod komendę Hieronima Radziejowskiego.
Utrzymanie linii Noteci było dla słabo wyszkolonych wojsk zgromadzonych pod Ujściem absolutnie niemożliwe, jednak dłuższy opór mógł zmusić Szwedów do szukania odleglejszej przeprawy i dać polskim wojskom czas na wykonanie odwrotu i połączenie się pod Toruniem z pospolitym ruszeniem Prus Królewskich. Podpisana kapitulacja całkowicie zmieniła sytuację. Marszałek Wittenberg zgodnie z wcześniejszymi planami ruszył w głąb Wielkopolski i 31 lipca zajął bez walki Poznań, a następnie założył obóz w okolicach Środy, oczekując na przybycie armii królewskiej. Poznań chciał się bronić, jednak mieszczanie ulegli perswazjom i groźbom wojewodów Opalińskiego i Grudzińskiego. Niedługi czas po opanowaniu miasta Szwedzi przystąpili do rabunków, gwałtów i morderstw.
W momencie, gdy Wittenberg zajął Poznań, wieść o kapitulacji pod Ujściem dotarła do Warszawy, wywołując fatalne wrażenie. Kompletnie załamany Jan Kazimierz wysłał do cesarza błagalny list o pomoc, a 2 sierpnia nawet zaoferował mu polską koronę. Na naradzie wojennej odbytej wspólnie z obecnymi przy nim senatorami król postanowił zrezygnować z wcześniejszego planu koncentracji swych sił w Solcu Kujawskim. Niektórzy senatorowie proponowali obronę linii Wisły z użyciem wojsk regularnych wspartych przez pospolite ruszenie Mazowsza i Podlasia, jednak ostatecznie przeważyło zdanie prymasa Andrzeja Leszczyńskiego, by ruszyć pod Łęczycę i zatrzymać Szwedów na przeprawach przez Bzurę. Wieści o rozbiciu wojsk litewskich, utracie Wilna i zwycięskim pochodzie armii rosyjskich spowodowały, że 11 sierpnia zarzucono plan obrony słabo umocnionej Warszawy. Rezydent cesarski Jan Krzysztof Fragstein donosił swemu władcy o bardzo ponurych nastrojach, jakie ogarnęły w tym czasie miasto.

### Przybycie Karola Gustawa i poddanie Litwy

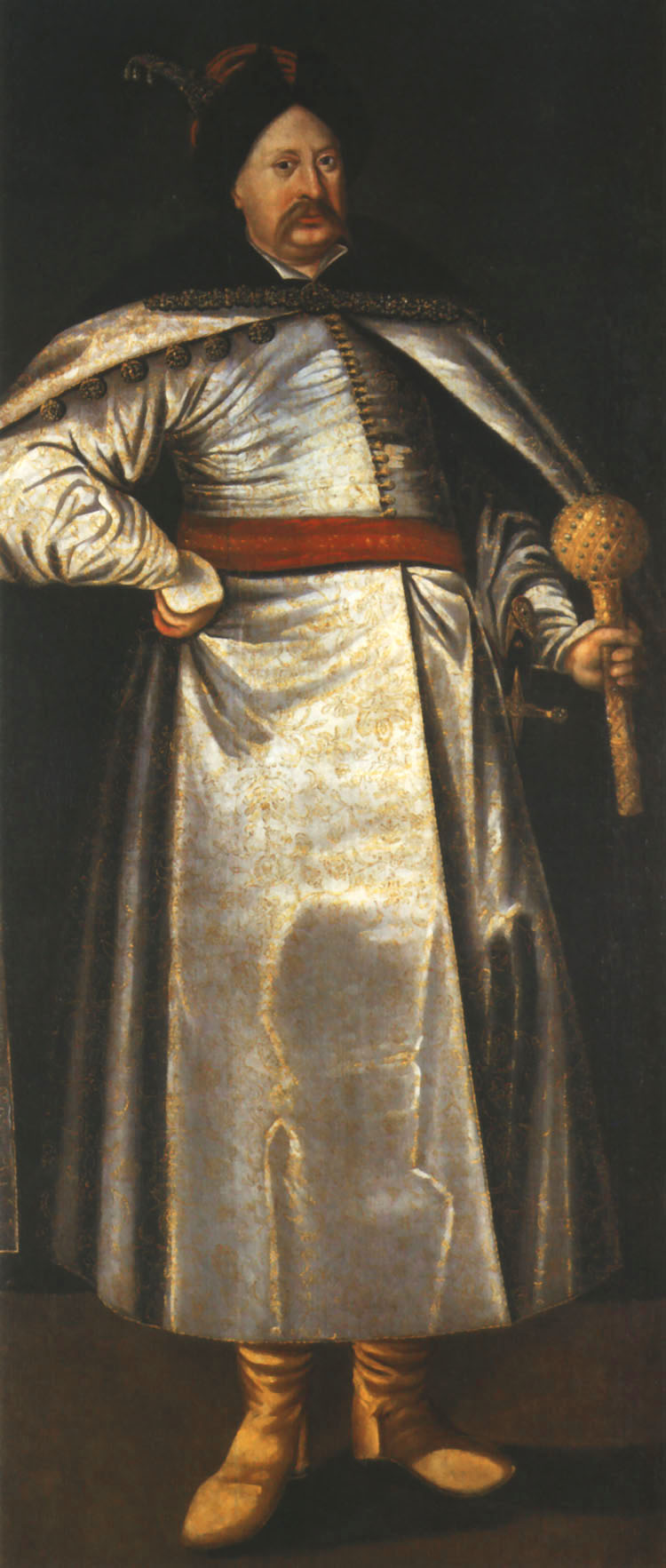
Janusz Radziwiłł poddał Litwę Szwedom

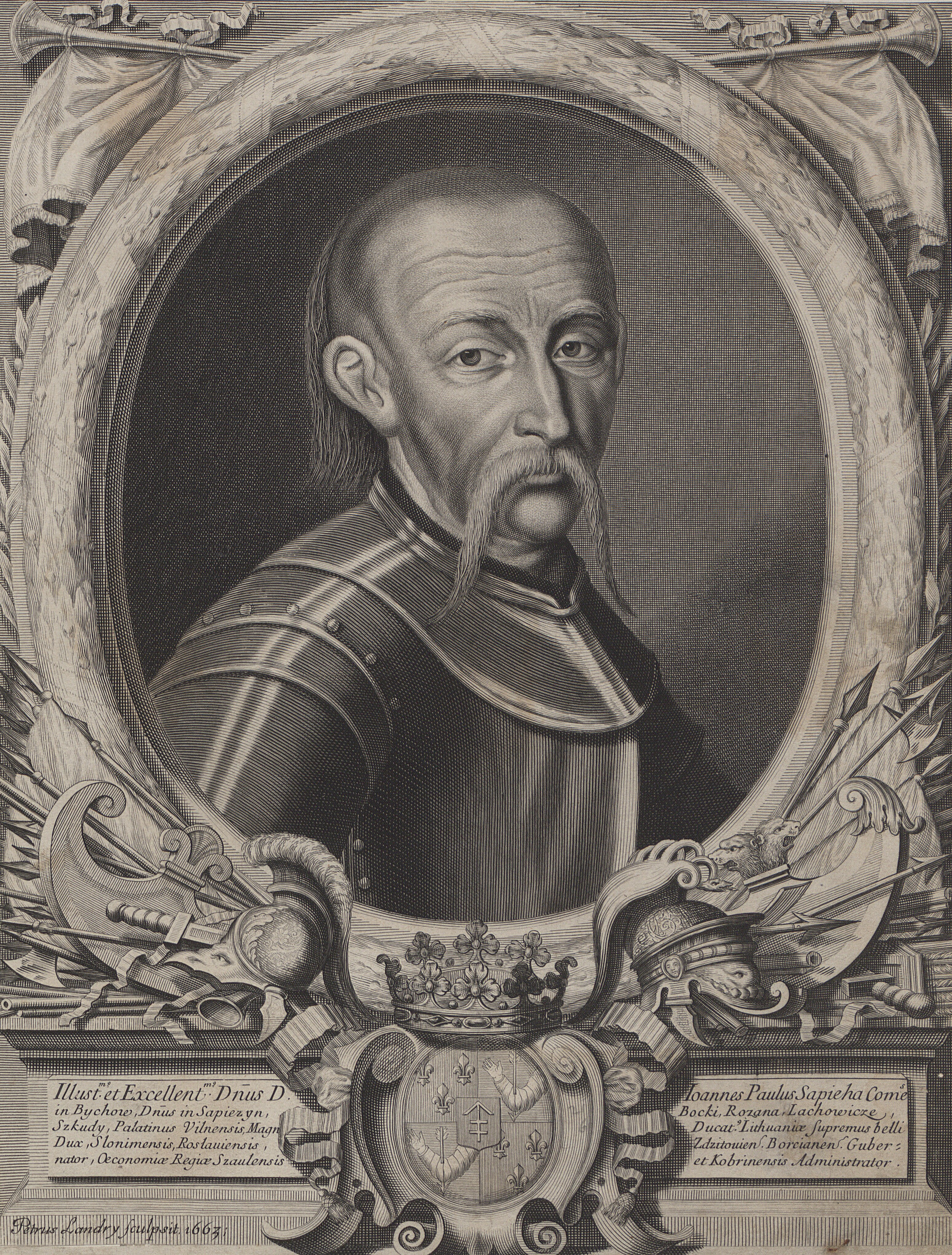
Paweł Sapieha pozostał wierny Janowi Kazimierzowi

Karol Gustaw opuścił Szwecję 19 lipca, skąd przybył do Wołogoszczy. W stronę granic polskich wyruszył dopiero 10 sierpnia, przekraczając granicę Rzeczypospolitej 14 sierpnia w okolicach Barnimia. Następnego dnia armia królewska została podzielona na dwa korpusy – pierwszy pod osobistym dowództwem króla ruszył na Konin i Koło, podczas gdy drugi, dowodzony przez zbrojmistrza Szwecji Gustawa Ottona Stenbocka, ruszył okrężną drogą przez Ujście i Gniezno, po czym też przybył do Koła, gdzie nastąpiło połączenie wszystkich sił szwedzkich.
Jan Kazimierz opuścił Warszawę 18 sierpnia, zabierając ze sobą całą gwardię i zostawiając niewielką liczbę wojska. Oznaczało to, że król Polski rezygnuje z obrony swojego miasta rezydencjonalnego. Pod Łęczycą i Łowiczem zebrało się 10 tys. żołnierzy, w większości wojsk regularnych, co było siłą zbyt słabą, by stawić czoło połączonym armiom szwedzkim. Jednak już wówczas w walce podjazdowej wykazał się pułkownik Stefan Czarniecki, który w kilku potyczkach rozbił szwedzkie oddziały i zadał Szwedom pierwsze poważne straty. Na wieść o zbliżających się głównych siłach szwedzkich Jan Kazimierz rozpoczął odwrót na południe, wzywając do siebie pospolite ruszenie. W tym czasie za namową Radziejowskiego część szlachty sieradzkiej poddała się pod władzę Karola Gustawa.
Tego samego dnia, w którym Jan Kazimierz opuścił Warszawę, hetman wielki litewski Janusz Radziwiłł zawarł w Jaszwojniach koło Kiejdan traktat, na mocy którego zrywał związek Wielkiego Księstwa Litewskiego z Koroną i łączył je z Królestwem Szwecji. Król Szwecji zobowiązał się odzyskać wszystkie utracone przez Litwę prowincje. Wkrótce po kiejdańskiej umowie część wojsk litewskich zbuntowała się przeciwko hetmanowi, wywołując powstanie na Żmudzi. Zbuntowane oddziały radziwiłłowskie utworzyły 23 sierpnia w Wierzbołowie konfederację wymierzoną przeciwko Szwedom i Januszowi Radziwiłłowi. Ponadto nie wszyscy Radziwiłłowie poszli za Januszem, czego najlepszym przykładem był krajczy wielki litewski Michał Kazimierz Radziwiłł.
Zachęcony tak łatwym powodzeniem Karol Gustaw, który 24 sierpnia dotarł do Środy i połączył się z Wittenbergiem, całkowicie zmienił pierwotne plany i postanowił podbić całą Rzeczpospolitą. Konsekwencją tego była decyzja o zajęciu Warszawy. Armia szwedzka 25 sierpnia ruszyła z Konina do Koła, by 27 sierpnia przeprawić się przez Wartę. Do Kutna Szwedzi dotarli 1 września. Gdy Karol Gustaw dowiedział się o wojskach polskich stojących pod Piątkiem, natychmiast na nie ruszył, by je rozbić. Na widok przeważających sił wroga Jan Kazimierz po kilku starciach koło Soboty nakazał odwrót. Ścigający wycofujących się Polaków Szwedzi zdołali jedynie przechwycić część taboru i zagarnąć niewielka liczbę maruderów. By dalej kontynuować pościg za Janem Kazimierzem, Szwedzi podzielili się – 8 tys. żołnierzy pod wodzą Arvida Wittenberga ruszyło za wycofującymi się wojskami polskimi, natomiast król szwedzki z resztą sił (17 tys. żołnierzy) skierował się na Warszawę, którą zajął 8 września. W Warszawie króla Szwecji powitał Hieronim Radziejowski. Karol Gustaw 11 września opuścił miasto, zostawiając w mieście silny garnizon i korpus Stenbocka w okolicy. Okupacja Warszawy miała początkowo przebieg łagodny, jednak zaraz po wyjeździe Karola Gustawa rozpoczął się rabunek, z początku pod pretekstem szukania ukrytej broni, później już bez żadnych ograniczeń.

### Próby powstrzymania Szwedów przez wojska koronne
Do największej potyczki doszło pod Inowłodzem, gdzie wojska Czarnieckiego wciągnęły w pułapkę tylną straż armii Wittenberga złożoną z 500 rajtarów (dowodzoną przez Jerzego Forgella). Oddział ten został całkowicie rozbity, a Szwedzi stracili 200 ludzi. Nie zahamowało to marszu armii Wittenberga, która wkrótce zajęła i zniszczyła Inowłódz, Drzewicę i Odrzywół. Opoczno padło 12 września po krótkim oblężeniu.
Król Szwecji na wieść o zbierających się znacznych siłach polskich pod Wolborzem ruszył za Wittenbergiem. Informacje te nie były jednak ścisłe, gdyż do Jana Kazimierza dołączyła jedynie część pospolitego ruszenia z Mazowsza i Małopolski. W Wolborzu dogoniła monarchę delegacja konfederatów antyradziwiłłowskich, by powiadomić go, że na Litwie wciąż ma wielu zwolenników.
Wobec coraz bardziej nieprzychylnych nastrojów, które panowały wśród otaczającej króla szlachty, czujący się niepewnie Jan Kazimierz postanowił cofnąć się w kierunku Krakowa. Nie pozwoliło na to pospolite ruszenie, które zażądało stoczenia walki w pobliżu rodzinnych stron. W tej sytuacji król Polski, który przybył do Żarnowa 15 września, mając przy sobie 6,9 tys. wojsk regularnych wspomaganych przez 3–4 tys. pospolitego ruszenia, zdecydował się zaskoczyć Szwedów i przejść do działań ofensywnych. Tym sposobem 16 września doszło do bitwy po Żarnowem, w której Szwedzi pobili armię koronną.
Do najbardziej zaciętych walk doszło na Pomorzu Gdańskim, gdzie przystąpiła do działania flota szwedzka, wsparta przez wyprawę grupy generała Henryka Horna, który przybył w drugiej połowie września z Pomorza Zachodniego. Na początku września okręty szwedzkie, którymi dowodził admirał Karol Gustaw Wrangel, wpłynęły do Zatoki Gdańskiej. Desant szwedzki opanował najpierw Hel, po czym wysadzony został pod Puckiem, gdzie stoczył walkę z oddziałami wojewody malborskiego Jakuba Weihera i pospolitym ruszeniem nadmorskich powiatów. W tym czasie Horn ruszył w głąb Polski opanowując Bydgoszcz, Człuchów i Tucholę. Po zatoczeniu koła dotarł do Pucka, jednak tak samo jak desant Wrangla został odparty. Zawrócił więc na południe, by dołączyć do Karola Gustawa.
Zwycięstwo pod Żarnowem otworzyło Szwedom drogę do podboju kolejnej polskiej prowincji – Małopolski. Jan Kazimierz wraz ze Stefanem Czarnieckim wycofał się na Kraków. Dowodzący częścią sił koronnych hetman polny koronny Stanisław Lanckoroński wkrótce też podążył za wycofującym się monarchą. Wojska szwedzkie po zniesieniu resztek pospolitego ruszenia koło wsi Ruszenice ruszyły za uchodzącą armią koronną. Załamany niepowodzeniami król przybył do Krakowa 19 września. Początkowo osobiście zamierzał bronić Krakowa, jednak senatorowie przekonali go do opuszczenia miasta. Król wraz z królową Ludwiką Marią i towarzyszącymi im senatorami opuścili Kraków 25 września i wraz z grupą wojsk, którą dowodził Lanckoroński, ruszyli do granicy cesarskiej, by schronić się na Śląsku. Dowództwo nad garnizonem Krakowa objął Stefan Czarniecki, który energicznie zabrał się za przygotowanie miasta do obrony.
Na Mazowszu, pomimo upadku Warszawy, wciąż trwał opór miejscowej szlachty, która dochowała wierności Janowi Kazimierzowi i zebrała się pod wodzą wojewody płockiego Jana Kazimierza Krasińskiego, zagrażając okupującemu Warszawę garnizonowi szwedzkiemu. W celu likwidacji zagrożenia przeciwko tym siłom wyruszył korpus Stenbocka liczący 8 tys. żołnierzy, głównie piechoty z artylerią. W toku walk trwających do końca września Szwedom udało się pokonać mazowieckie pospolite ruszenie w bitwie pod Nowym Dworem. Zwycięstwo to dało Szwedom panowanie nad szlakami wodnymi i lądowymi skupionymi wokół węzła modlińskiego oraz otwarło drogę do Prus i komunikację z siłami szwedzkimi w Inflantach.

### Wyjazd Jana Kazimierza na Śląsk
Tego samego dnia, w którym król Polski opuścił Kraków, przednie oddziały armii szwedzkiej pojawiły się pod Krakowem. Gdy nie udało się zdobyć miasta wstępnym bojem, następnego dnia Szwedzi rozpoczęli oblężenie Krakowa. Karol Gustaw, przyzwyczajony do łatwych zwycięstw, zaskoczony został tym, że Kraków zamierza jednak się bronić, i to pomimo braku większych nadziei na odsiecz. Okoliczne oddziały koronne nie chciały walczyć, ponadto bez żadnego oporu skapitulowały przez Szwedami Lanckorona oraz silnie ufortyfikowany Wiśnicz. Twardy opór stawili natomiast górale, którymi dowodził były komendant Jasnej Góry pułkownik Jan Paweł Cellari. W bitwie pod Myślenicami nie sprostali jednak regularnej armii szwedzkiej i zostali rozproszeni. By odebrać załodze Krakowa wszelkie nadzieje na zewnętrzną pomoc, Karol Gustaw zostawił walkę oblężniczą Arvidowi Wittenbergowi, a sam z częścią sił ruszył przeciwko siłom Lanckorońskiego i Potockiego, które pobił 3 października w bitwie pod Wojniczem.
W tym czasie Jan Kazimierz, po krótkim postoju w Wiśniczu, udał się do Czorsztyna, gdzie marszałek koronny Jerzy Sebastian Lubomirski zaproponował mu schronienie w Lubowli na Spiszu, która była potężną twierdzą położoną na szczycie wzgórza nad Popradem. Jan Kazimierz po naradzie z senatorami postanowił wyjechać do znajdującego się na cesarskim Śląsku Głogówka należącego do jego znajomego barona Oppersdorfa, gdzie jednocześnie królowa Ludwika Maria była dziedziczką należących do Wazów księstw opolskiego i raciborskiego. Tam właśnie królowa razem z dworem oczekiwała swego małżonka.
Przy Janie Kazimierzu była niewielka część dygnitarzy – towarzyszyli mu prymas Andrzej Leszczyński, biskup krakowski Piotr Gębicki, biskup poznański Florian Czartoryski, biskup warmiński Wacław Leszczyński, wojewoda poznański Jan Leszczyński, kanclerz wielki koronny Stefan Koryciński, podkanclerzy koronny Andrzej Trzebicki i jeszcze kilku innych. Wielu jednak z tych, co było przy Janie Kazimierzu potajemnie kontaktowało się z królem Szwecji. Na naradach prymas radził podjęcie rozmów z Karolem Gustawem, inni senatorowie domagali się, by Jan Kazimierz zrezygnował z korony i wyznaczył następcę. Karol Gustaw chciał, by Jan Kazimierz usynowił go i wyznaczył na swego sukcesora, a sam ze swej strony obiecywał zachować religię katolicką i przywileje szlacheckie. Przyrzekał także, że przystąpi do wojny z Rosją, by odebrać utraconą Białoruś i Ukrainę. W zamian za tę przysługę Rzeczpospolita miała przekazać Szwecji Prusy Królewskie, całe Inflanty i prawdopodobnie Kurlandię. Takim pomysłom zdecydowanie sprzeciwiła się królowa Ludwika Maria, zakazując wszelkich rozmów na ten temat.

### Karol Gustaw opanowuje Małopolskę
Oblężony Kraków na skutek kapitulacji wojsk koronnych nie miał już szans na odsiecz. Zdając sobie z tego sprawę Stefan Czarniecki postanowił uratować swoje nieliczne, lecz prezentujące wysokie walory bojowe oddziały i 12 października przystąpił do rozmów kapitulacyjnych.
Po 3 tygodniach walk Kraków skapitulował 17 października, a dwa dni później, stosownie do zawartej umowy kapitulacyjnej, broniący miasta garnizon polski złożony z oddziałów Stefana Czarnieckiego i Fromholda Wolffa opuścił miasto. Wojska te otrzymały wyznaczone w umowie leże zimowe i do 18 listopada miały zdecydować, czy pozostać na służbie u Jana Kazimierza, czy też poddać się Karolowi Gustawowi. W tym samym dniu, w którym skapitulował Kraków, król Polski Jan Kazimierz dotarł do Głogówka.
Kraków był ostatnim poważnym punktem oporu i w nim 21 października poddało się Karolowi Gustawowi 7 województw koronnych: krakowskie, sandomierskie, kijowskie, ruskie, wołyńskie, lubelskie i bełskie. Choć niektóre z nich były w ręku rosyjsko-kozackim, przysięgę na wierność królowi Szwecji składała zbiegła stamtąd szlachta. Kilka dni później to samo uczynił Aleksander Koniecpolski (1620–1659), mający przy sobie niedobitki wojsk kwarcianych. Do Szczecina zaczęły ciągnąć pierwsze tabory łupów zdobytych na obszarze Polski.
W tydzień po wymarszu Czarnieckiego z Krakowa znajdujące się pod Tarnowem wojska Lanckorońskiego (pobite pod Wojniczem) uznały władzę Karola Gustawa. Stało się to dzięki agitacji wysłanników króla Szwecji, a także za namową niektórych wysokich rangą oficerów jak Aleksander Koniecpolski, Dymitr Wiśniowiecki i Jan Sobieski. Dwa dni później (28 października) to samo uczyniły wojska hetmana wielkiego koronnego Stanisława Potockiego, które pokonane zostały pod Gródkiem Jagiellońskim (29 września) i chcąc uniknąć ostatecznej zagłady, wycofały się za San i schroniły się pod szwedzką protekcję. Za przykładem wojska koronnego poszły liczne sejmiki szlacheckie.
Na Litwie natomiast w tym samym okresie hetman litewski Janusz Radziwiłł zawarł 20 października ostateczny układ ze Szwedami – na jego podstawie Szwedzi zobowiązali się do przywrócenia Litwie wszystkich utraconych ziem.

### Szwedzi u szczytu powodzenia
Na przełomie października i listopada Szwedzi panowali w Wielkopolsce, Kujawach, na Mazowszu, mieli w rękach niemal całą Małopolskę, część polskich Inflant i Litwę. Jedyną prowincją, która nie chciała się poddać bez walki Karolowi Gustawowi były Prusy Królewskie. Także część Podlasia wolna była od okupacji szwedzkiej i właśnie tam schroniła się część wojska i szlachty, które sprzeciwiały się decyzji Janusza Radziwiłła o unii Litwy ze Szwecją. Wojska szwedzkie nie dotarły jeszcze do Częstochowy i pogranicza ze Śląskiem, wolna była od nich także część Rusi Czerwonej ze Lwowem, choć garnizon tego miasta podlegał Potockiemu – a ten uznał panowanie Karola Gustawa. Niemal cała Rzeczpospolita była pod obcym panowaniem, gdyż Białoruś i Ukraina oraz znaczna część Litwy z Wilnem, Kownem i Grodnem były w rękach Rosjan i Kozaków. Oddziały rosyjsko-kozackie docierały pod Lwów oraz pojawiały się nad Bugiem koło Podlasia.
Sukcesy szwedzkie w znacznym stopniu ułatwiła postawa szlachty i magnaterii, która w większości zrażona do Jana Kazimierza, dotychczasowy rozwój wypadków traktowała nie jako najazd Szwecji na Polskę, a jedynie jako zmianę panującego, o czym zapewniał król Szwecji Karol Gustaw. Ucieczka króla za granicę połączona z nadzieją na pomoc Szwedów przy odzyskaniu Białorusi i Ukrainy dodatkowo umocniły proszwedzką postawę szlachty.
Król Szwecji opuścił Kraków 30 października, a wraz z nim główne siły szwedzkie i 5 tys. wojsk koronnych dowodzonych przez Aleksandra Koniecpolskiego. Nad silnym garnizonem krakowskim dowództwo objął generał Paweł Wirtz. Także w pozostałych zdobytych twierdzach małopolskich zostawiono szwedzkie załogi. Nad południową Rzecząpospolitą jako gubernator władzę miał sprawować feldmarszałek Arvid Wittenberg.
Niedługo po wyjeździe króla Kraków dobitnie poznał ciężar szwedzkiej okupacji, gdy Wittenberg zażądał od rady miasta 300 tys. złotych kontrybucji wojennej. Zagroził przy tym, że w razie niezapłacenia tej kwoty wszyscy członkowie rady natychmiast zostaną aresztowani. Rynek został obstawiony przez szwedzkich żołnierzy, dopóki senat i mieszczanie nie zapłacili 160 tys. złotych – pierwotna suma została zmniejszona po usilnych prośbach członków rady.

### Szwedzi atakują Prusy Królewskie
Karolowi Gustawowi pozostała teraz do zdobycia najważniejsza dla Szwedów polska prowincja – Prusy Królewskie. Z tego powodu w kierunku Prus skierowała się licząca 9 tys. żołnierzy armia inflancka, która 29 października przekroczyła Niemen pod Wieloną. Karol Gustaw nie mógł już w tym momencie liczyć na pomoc floty admirała Wrangla, gdyż ta w obawie przed jesiennymi sztormami odpłynęła 2 listopada do Szwecji. Oddziały polskie na obszarze Prus Królewskich były nieliczne, toteż miejscowa szlachta zwróciła się o pomoc do lennika Rzeczypospolitej elektora Fryderyka Wilhelma. Na mocy zawartego 12 listopada sojuszu władca Prus i Brandenburgii zobowiązał się posłać na pomoc Polakom 14 tys. swych żołnierzy. Razem z polskimi wojskami zaciężnymi (3,6 tys. żołnierzy), piechotą łanową (600 żołnierzy), 3–4 tys. pospolitego ruszenia oraz doliczając do tego miejskie garnizony siła ta mogła stawić Szwedom długotrwały opór.
Trzy dni po zawarciu umowy szlachty pruskiej z elektorem Karol Gustaw przybył do Warszawy. Jego armia maszerowała z Krakowa przez Proszowice, Korczyn, Opatów i Radom, przy czym po drodze część sił (6 tys. żołnierzy) pod wodzą feldmarszałka Roberta Douglasa poszła pod Sandomierz, by odebrać przysięgę wierności od wojsk Potockiego. Douglas po odebraniu przysięgi obsadził przeprawy na Wiśle i posunął się w kierunku Lwowa.
Idący przed królem Stenbock zajął 19 listopada Czerwińsk, po czym połączył się z maszerującą od północy grupą Horna. Po połączeniu Stenbock zajął Brodnicę, a 2 grudnia Toruń, gdzie wkrótce dołączył do niego Karol Gustaw. W tym czasie w okolicach Kwidzyna, Iławy i Pasłęka koncentrowały się wojska elektora Fryderyka Wilhelma. Karol Gustaw postanowił ruszyć w sam ich środek, podczas gdy Stenbock skierował się na Grudziądz, skąd potem poszedł na Elbląg. Od wschodu w kierunku Prus od kilkunastu dni maszerowała armia inflancka. Koncentryczne uderzenie trzech armii szwedzkich na Prusy doprowadziło do uzyskania przez Szwedów ogromnej przewagi liczebnej. Elbląg padł 22 grudnia, a 3 stycznia 1656 roku Tczew, Gniew i Starogard (którego załoga zdążyła się ewakuować). Główne siły szwedzkie uderzyły następnie na Królewiec i gdy zbliżyły się do miasta na odległość 25 km, Fryderyk Wilhelm podjął rokowania. Ostatecznie elektor zawarł 17 stycznia w Królewcu układ ze Szwedami, na mocy którego przeszedł na stronę Szwedów i uznał się lennikiem Karola Gustawa. W zamian za to Fryderyk Wilhelm miał otrzymać Warmię. Wkrótce po podpisaniu umowy władca Brandenburgii spotkał się uroczyście w Bartoszycach ze swym nowym zwierzchnikiem lennym królem Szwecji Karolem Gustawem. W tym momencie w Prusach pozostały już tylko trzy punkty oporu – obok Gdańska były to: Malbork i Puck. Opór tych twierdz mógł doprowadzić do przewlekania się wojny na północy, i to w czasie, gdy reszta kraju zaczęła stawiać coraz większy opór, zagrażając szwedzkiemu panowaniu.
Błyskawiczne sukcesy szwedzkie stworzyły szansę na unię personalną między Polską, Litwą i Szwecją. Jednak łupiestwo szwedzkich żołnierzy połączone z brutalnością Karola Gustawa zamknęło drogę do unii i doprowadziło do zaciętych i okrutnych walk, które w przyszłości miały wyjść na korzyść jedynie wrogom obu walczących stron. Karol Gustaw łamał wszystkie przyrzeczenia, dając swoim żołnierzom zachętę do okrutnego traktowania ludności opanowanego kraju. Robił, co tylko mógł, by przekonać Polaków do stawienia mu bezwzględnego oporu. Przyszłość pokazała, że władca Szwecji mógł mieć albo całą Polskę, albo nic.
Z biegiem czasu Szwedzi coraz bardziej angażowali się w Polsce, toteż od lipca do końca 1655 roku siły szwedzkie na terenie Rzeczypospolitej wzrosły z 42 tys. żołnierzy do 68 tys. żołnierzy. Ponieważ aż 2/3 tego stanu zostało rozlokowane w licznych garnizonach na rozległych obszarach Polski, w przyszłości bardzo to ułatwiło Polakom walkę podjazdową z najeźdźcą.

## Początek walki ze szwedzką okupacją
W miarę trwania szwedzkiej okupacji, która stawała się coraz bardziej uciążliwa, nastroje zaczęły się zmieniać. Jeszcze w tym samym 1655 roku do walki przeciwko szwedzkim okupantom zerwała się Wielkopolska, która jako pierwsza została opanowana i jako pierwsza zdała sobie sprawę, że szwedzkie obietnice były kłamstwem, a Karol Gustaw nie miał najmniejszego zamiaru sięgać po polski tron, czego dobitnym dowodem dla szlachty wielkopolskiej były łupiestwa dokonywane przez regularną armię szwedzką. Najpierw wystąpili ci, którzy najmocniej odczuli skutki okupacji – a więc chłopi, mieszczanie i drobna szlachta. Do oporu skłaniały nie tylko niezwykle ciężkie podatki od sprzedaży płodów rolnych, z których najbardziej uciążliwa była akcyza od sprzedaży zboża, bydła, masła, serów i innych towarów spożywczych. Dodatkowym czynnikiem skłaniającym do oporu były samowolne rekwizycje dokonywane przez rozsyłane po całym kraju oddziały. Coraz liczniejsze grabieże i gwałty nie pozwoliły mieszkańcom Polski na zachowanie dotychczasowej bierności. Łupiestwa dokonywane na kościołach i klasztorach połączone z rozmyślną profanacją, a do tego obrażanie uczuć religijnych mieszkańców Polski wywołały powszechną nienawiść do najeźdźców, która wkrótce miała doprowadzić do powszechnej walki nacechowanej wyjątkowym okrucieństwem z obu stron.

### Walka partyzancka w Wielkopolsce, a następnie w innych regionach
Pierwsza opór Szwedom stawiła Wielkopolska, która jako pierwsza znalazła się pod szwedzką okupacją. Już w sierpniu doszło do wystąpień chłopów, które miały miejsce w okolicach Górki Miejskiej, Jutrosina i Krobi. We wrześniu gwałty i grabieże szwedzkie doprowadziły do samorzutnego powstania pierwszych oddziałów samoobrony, które później przekształcić się miały w wojska partyzanckie. Coraz częściej dochodziło do sytuacji, w których szlachta nie pozwalała bezkarnie się ograbiać i z pomocą swych poddanych na własną rękę tępiła niewielkie oddziały szwedzkich grabieżców. Spośród największych magnatów wielkopolskich od początku przeciwko Szwedom opowiadał się wojewoda inowrocławski Jakub Hieronim Rozdrażewski
Decydującą rolę w organizowaniu antyszwedzkiego oporu na terenie Wielkopolski odegrał starosta babimojski Krzysztof Jan Żegocki. Zaraz po zajęciu Wielkopolski przez wojska szwedzkie założył on tuż za granicami Polski, w leżącym koło Zielonej Góry Zaborze (wówczas były to ziemie podległe Habsburgom) bazę, która miała stać się podstawą przyszłych działań partyzanckich. Śladem Żegockiego na ziemi lubuskiej schroniło się wielu Polaków nie chcących uznać panowania Karola Gustawa oraz oddziałów wojskowych, które miały wkrótce dokonywać stąd wypadów przeciw Szwedom. Pierwszym poważnym sukcesem wielkopolskiej partyzantki było odniesione 4 października zwycięstwo oddziału Żegockiego pod Kościanem, zakończone zdobyciem miasta.
Odniesiony przez Żegockiego sukces zachęcił innych dowódców do organizowania własnych oddziałów partyzanckich. W Wielkopolsce do walki przeciw Szwedom dołączył wojewoda podlaski Jan Piotr Opaliński. W końcu września chłopi w Krakowskiem starli się z wojskami szwedzkimi pod Myślenicami. W listopadzie wybuchło antyszwedzkie powstanie na Podkarpaciu. Na Podgórzu Karpackim dowodzeni przez pułkownika Gabriela Wojniłłowicza uzbrojeni chłopi wypędzili na początku grudnia Szwedów z Nowego Sącza, inny oddział szwedzki pobili pod Żywcem oraz zadali klęskę hrabiemu Wrzesowiczowi. Partyzanci wypędzili też Szwedów z Lanckorony i z zamku w Pilicy. Pierwszym organizatorem walk partyzanckich w ziemi krakowskiej był starosta nowokorczyński Dembiński. Po zdobyciu Wieliczki i Wiśnicza zbliżył się do Krakowa, gdzie na skutek nieostrożności jego oddział został rozproszony przez garnizon generała Paula Würtza
W miarę trwania okupacji przybywało oddziałów partyzanckich. Do walki ruszyli górale podhalańscy i żywieccy, zbójnicy beskidzcy oraz chłopi podkarpaccy. Zaciekły opór Szwedom stawili mieszkańcy Pilzna i Biecza. Mieszczanie Krosna sami wypędzili garnizon szwedzki ze swego miasta. Górale żywieccy zdobyli Oświęcim, a jego załogę wybili, następnie połączyli się z oddziałem Żegockiego odpierającym krwawą ekspedycję pacyfikacyjną hrabiego Wrzesowicza i generała Burcharda Müllera.
Na wschodzie wkrótce doszło do wydarzeń, które znacząco poprawiły sytuację Polski. Po zapłaceniu okupu armia rosyjsko-kozacka Chmielnickiego, Buturlina i Potemkina zwinęła oblężenie Lwowa 8 listopada, jednak już dwa dni później została otoczona pod Jezierną przez potężną armię krymską chana Mehmeda IV Gireja, wspomaganą przez wojska garnizonu polskiego z Kamieńca Podolskiego dowodzone przez pułkownika Piotra Potockiego. Rosjan wypuszczono za okupem, za to Bohdan Chmielnicki zmuszony został około 20 listopada do podpisania traktatu zobowiązującego go do zerwania związków z carem i udzielenia pomocy Rzeczypospolitej.

### Szwedzki atak na Jasną Górę przyczyną powszechnego oporu
W listopadzie Szwedzi postanowili opanować Jasną Górę – oficjalnie chcieli zająć twierdzę jedynie po to, by zostawić tam swój garnizon dla zwalczania antyszwedzkiej opozycji na śląskim pograniczu. W rzeczywistości głównym celem były legendarne skarby, jakie klasztor zdołał zebrać w czasie swego istnienia. Stojący na czele klasztoru ksiądz Augustyn Kordecki, by uniknąć oblężenia, 7 listopada poddał się władzy Karola Gustawa. Niewiele to pomogło, gdyż już następnego dnia grupa 200 jeźdźców pod wodzą hrabiego Wrzesowicza zamierzała z zaskoczenia opanować twierdzę i klasztor. W 10 dni później pod Jasną Górą rozłożyła się armia szwedzka Burcharda Müllera (2250 żołnierzy i 8 dział). Rozpoczęło się oblężenie Jasnej Góry, której broniło 300 ludzi. Przyszłość miała pokazać, że atak na słynny klasztor wywołał wstrząs moralny wielu dotychczasowych zwolenników panowania Karola Gustawa i w znacznym stopniu przyczynił się do zmiany nastawienia całego społeczeństwa polskiego. Głębokie urażenie uczuć religijnych społeczeństwa polskiego stało się katalizatorem, który gwałtownie pobudził do oporu także te rejony Polski, które dotąd jeszcze zachowywały spokój. Dużą wagę dla sprawy obrony twierdzy jasnogórskiej przywiązywał król Polski, gdyż zanim doszło do oblężenia klasztoru, główny partyzant wielkopolski Krzysztof Jan Żegocki otrzymał 16 listopada od Jana Kazimierza rozkaz marszu na pomoc Częstochowie. W trakcie trwania oblężenia antyszwedzki opór rósł w coraz szybszym tempie, powstawały liczne oddziały chłopskie, a walki przybierały charakter wojny nie tylko narodowej, ale również religijnej. Z tych powodów zagrożeni byli także polscy protestanci, którzy w znacznej mierze stanęli po stronie najeźdźcy.
Zmieniająca się sytuacja w kraju wywarła wpływ na postawę dworu królewskiego, który wciąż przebywał w Głogówku. Wahający się dotąd dygnitarze zdecydowali się teraz na walkę przeciwko Szwedom. Nietracąca wiary w odmianę fortuny królowa Ludwika Maria dodawała otuchy zniechęconemu Janowi Kazimierzowi. Po naradzie senatorów w Opolu 20 listopada wydany został manifest do narodu. Wzywał on całe społeczeństwo do walki i zapowiadał rychły powrót króla. Wojewoda bracławski Piotr Potocki wezwał 26 listopada całą szlachtę, by łączyła się z Tatarami.
Stojący w Haliczu chan Mehmed IV Girej wysłał 27 listopada pisma do Jana Kazimierza, w których zapewniał go o swojej pomocy dla Polski oraz żądał od wojsk koronnych, by porzuciły służbę szwedzką i ponownie poddały się władzy swego prawowitego króla. Oznaczało to, że dyplomacja Karola Gustawa, która za pośrednictwem Siedmiogrodu usiłowała nawiązać kontakt z Krymem, nie zdołała przeciągnąć Tatarów na swoją stronę. Wkrótce chan wrócił na Krym, a pod Haliczem z większością sił został nureddin Adil Girej, który w ten sposób szachował Szwedów i dawał osłonę tym siłom polskim, które pozostały wierne Janowi Kazimierzowi.
Potężne wystąpienie tatarskiego sojusznika znacząco podniosło morale społeczeństwa polskiego, a także swymi działaniami zapewniło podstawę terytorialną dla przyszłych walk. Dochowanie wierności Rzeczypospolitej przez garnizony Lwowa i Kamieńca Podolskiego spowodowało, że całe województwo ruskie i część województwa podolskiego była pod kontrolą stronników Jana Kazimierza. Stąd właśnie starosta kamieniecki pułkownik Piotr Potocki rozesłał pierwsze uniwersały wzywające szlachtę ruską i podolską do walki. Decydujące znaczenie dla uwolnienia Podkarpacia od wojsk szwedzkich miało zwycięstwo pod Krosnem odniesione 7 grudnia przez okolicznych mieszkańców zebranych z inicjatywy Gabriela Wojniłłowicza nad wojskami szwedzkimi wspomaganymi przez oddziały Aleksandra Prackiego. Znacznie ułatwiło to późniejszy powrót Jana Kazimierza do Polski.
Gdy Jan Kazimierz odzyskał wiarę w możliwość odzyskania królestwa, 10 grudnia na naradzie z senatorami i znajdującym się czasowo na Śląsku Stefanem Czarnieckim postanowił wrócić do kraju. Następne kilka dni trwały narady związane z wyborem drogi. Ostatecznie przyjęto propozycję marszałka Jerzego Lubomirskiego, by Jan Kazimierz przedostał się na Spisz do potężnego zamku w Lubowli. Stąd król zamierzał udać się do Lwowa, gdzie w wolnym od najeźdźców mieście zaczęły się koncentrować wojska polskie. Na krótki okres Lwów miał się stać stolicą Rzeczypospolitej.
Przeciągające się oblężenie klasztoru jasnogórskiego ściągało w pobliże Częstochowy coraz więcej oddziałów partyzanckich. Idący klasztorowi na odsiecz Krzysztof Jan Żegocki przybył jednak już po zakończeniu oblężenia (armia Müllera ruszyła 27 grudnia do Prus). Pod Częstochowę przybył także organizator partyzantki na Żywiecczyźnie Stanisław Kulesza oraz inne oddziały chłopskie i góralskie. W tej sytuacji Żegocki uderzył na Wieluń. Po zdobyciu miasta wybici zostali nie tylko żołnierze szwedzcy, ale także protestanccy mieszkańcy narodowości niemieckiej. W odwecie generał Wrzesowicz, choć sam katolik, wyparł Polaków z Wielunia i dokonał rzezi wśród ludności katolickiej miasta, która w większości była narodowości polskiej.
Gdy w wielu miejscach, zwłaszcza w Małopolsce południowej, walka partyzancka osiągnęła pokaźne rozmiary, Szwedzi przystąpili do kontrataku, licząc na zdławienie narastającego oporu w zarodku. W znacznej części udało im się rozbić oddziały partyzanckie w Wielkopolsce, opanowali także Województwo sieradzkie, gdzie sytuacja Szwedów stawała się krytyczna z powodu oblężenia przez pospolite ruszenie garnizonów w Piotrkowie i Łęczycy. Wojska szwedzkie opanowały liczne miejscowości położone przy granicy ze Śląskiem. Jednak gdy w jednym miejscu udało się przytłumić opór, nowe oddziały partyzanckie pojawiały się w innych regionach. Wkrótce pożar wojny partyzanckiej objął Mazowsze, ziemię sandomierską oraz Żmudź. Widząc narastający opór społeczeństwa, wojsko koronne zaczęło się chwiać w swej wierności do Karola Gustawa. Niechęć pogłębił fakt, że oddziały koronne nie otrzymały obiecanego im zaległego żołdu. Zmiana sytuacji wpłynęła na hetmanów, którzy 16 grudnia w Sokalu wydali uniwersał wzywający naród do walki. Gdy korpus generała Douglasa wycofał się na północ, cała Małopolska wypowiedziała posłuszeństwo Karolowi Gustawowi.

### Powrót Jana Kazimierza
Jan Kazimierz z orszakiem i małym oddziałem wojska opuścił Głogówek 18 grudnia i przez Racibórz, Cieszyn oraz Przełęcz Jabłonkowską ruszył do Lubowli, gdzie dotarł jeszcze przed Nowym Rokiem. Następnie udał się do Krosna, gdzie przybył 4 stycznia 1656 roku.
Gdy Jan Kazimierz wracał do Polski, w Tyszowcach 29 grudnia zawarta została konfederacja wojskowa. Akt konfederacji podpisali hetmani koronni Stanisław Potocki i Stanisław Lanckoroński, oficerowie wojsk znajdujących się na leżach zimowych w województwach lubelskim, ruskim i częściowo sandomierskim oraz przedstawiciele tej części wojsk litewskich, które wystąpiły przeciw Radziwiłłom. Akt podpisywała także okoliczna szlachta. Dwa dni później wydany został uniwersał konfederacji, wzywający cały naród do walki i informujący o powrocie króla. W połowie stycznia w należącym wtedy do marszałka Lubomirskiego Łańcucie król Jan Kazimierz spotkał się z hetmanami. W czasie tego spotkania ogłoszono, że konfederacja tyszowiecka przekształciła się w generalną.
Zupełnie nie wiodło się Szwedom na Podlasiu, gdzie powstańcy oblegli w Tykocinie ich głównego sprzymierzeńca hetmana Janusza Radziwiłła. Gdy Janusz Radziwiłł zmarł niespodziewanie 31 grudnia, doszło do znacznego zamieszania wśród stronników Karola Gustawa. Bogusław Radziwiłł, brat stryjeczny zmarłego hetmana, który do tej pory nie ujawniał swego stanowiska, zmuszony został zdecydowanie opowiedzieć się po jednej z walczących stron. Gdy wyszły na jaw konszachty Bogusława z Karolem Gustawem, Jan Kazimierz rozkazał Pawłowi Sapieże przystąpić do walki ze zdrajcą.
Choć na początku 1656 roku w rękach Szwedów znajdowała się większość ważniejszych miast (Brodnica, Bydgoszcz, Kraków, Łęczyca, Łowicz, Nowy Dwór, Ostrołęka, Poznań, Pułtusk, Rajgród, Toruń, Tykocin, Warszawa, Birże na Żmudzi oraz niemal całe Prusy Królewskie z wyjątkiem Gdańska, Pucka i Malborka), a szwedzka armia okupacyjna liczyła już ponad 60 tys. żołnierzy, nastąpił wyraźny zwrot w wojnie polsko-szwedzkiej. Ogarniający cały kraj ruch partyzancki wciągnął do walki wszystkie klasy społeczne, a do tego coraz większa liczba polskich oddziałów porzucała służbę u Szwedów.
Wieść o powrocie, a następnie sam powrót Jana Kazimierza, który zdecydował się wrócić do kraju i stanąć na czele ogólnonarodowej walki ze szwedzkim najeźdźcą, radykalnie zmieniły nastroje w kraju. Król wraz z hetmanami oraz Czarnieckim i Lubomirskim prowadził narady najpierw w Krośnie, potem w Łańcucie, których celem było opracowanie planu kampanii przeciwko Szwedom. Postanowiono, że całe wojsko regularne skupi się we Lwowie. Nie było ono zbyt liczne – składało się z 7,5 tys. jazdy z grupy Potockiego, kilkuset żołnierzy Lubomirskiego oraz z garnizonów Lwowa i Kamieńca Podolskiego. Ponadto postanowiono skupić pod Lwowem pospolite ruszenie z województw, których dotąd Szwedzi nie opanowali – czyli z wołyńskiego, ruskiego i bełskiego, a także z części województw krakowskiego i sandomierskiego. Pod Sandomierz wezwano 17 stycznia stojącego pod Brześciem Litewskim regimentarza Pawła Sapiehę, by ten przybył wraz z podległymi mu siłami antyradziwiłłowskimi. By wspomóc narastające w kraju powstanie, wysłano z 2 pułkami do województwa krakowskiego pułkownika Gabriela Wojniłłowicza, a do województwa sandomierskiego 2,5 tys. jazdy i dragonii pod Czarnieckim. Wojniłłowicz rozbił kilka drobnych oddziałów szwedzkich, wyzwolił Wiśnicz, a pod koniec stycznia zbliżył się do Krakowa. Przyprowadził do Lwowa kilka tysięcy rekrutów, aktywizując po drodze ruch oporu na Podgórzu. Czarniecki 1 lutego przeprawił się przez Wisłę i wkroczył do północnej części Sandomierszczyzny, gdzie przystąpił do werbowania rekrutów, ściągania koni oraz zbierania pieniędzy.
Jan Kazimierz około 8 lutego w Samborze potwierdził nadanie wojsku litewskiemu dóbr po Januszu Radziwille, a dwa dni później dotarł do Lwowa.

## Kampania zimowo-wiosenna 1656

### Układ szwedzko-brandenburski i marsz Karola Gustawa na południe
Gdy do Karola Gustawa dotarła wieść o powstaniu w południowej Małopolsce, przyśpieszył rokowania z elektorem brandenburskim i zawarł z nim 17 stycznia w Królewcu układ, na mocy którego Prusy Książęce stały się lennem Szwecji i oddawały Szwedom do dyspozycji swój korpus posiłkowy liczący 1,5 tys. żołnierzy. Gdy tylko układ z elektorem został podpisany, Karol Gustaw przerwał oblężenie Gdańska i ruszył na południe. Armię inflancką 30 stycznia wysłał na Żmudź, a w Prusach zostawił korpus Stenbocka, który miał kontynuować oblężenie Malborka. Niemałym sukcesem Szwedów było zdobycie w lutym twierdzy Głowy Gdańskiej. Karol Gustaw musiał teraz działać zdecydowanie, gdyż stosunek sił zmieniał się bardzo szybko. Służbę u Szwedów porzucały stojące dotąd przy nich oddziały wojskowe Rzeczypospolitej. Bardzo poważną stratą było odejście 2 lutego pułku jazdy litewskiej Połubińskiego, który skierował się w kierunku Bielska. 12 lutego do stolicy Chanatu Krymskiego Bakczysaraju przybyło polskie poselstwo z podczaszym chełmskim Janem Szumowskim na czele. Posłowie zostali przyjęci bardzo życzliwie, a wchodzący w skład poselstwa tłumacz Piotrowicz powiadomił listownie Jana Kazimierza, że wiosną chan ruszy na Szwedów z całą potęgą.
Armia Karola Gustawa skoncentrowała się w Łowiczu, skąd ruszyła na południe. Jej celem było zdobycie Lwowa, zniszczenie gromadzonych przez Jana Kazimierza sił i ostateczne zdławienie ogólnonarodowego powstania w zarodku. Z powodu wieści o zbliżającej się armii litewskiej Pawła Sapiehy król Szwecji wysłał list do elektora, w którym zaproponował mu w zamian za przysłanie mu swoich wojsk województwa poznańskie i kaliskie. Marsz wojsk szwedzkich na południe utrudniała chłopsko-szlachecka partyzantka oraz wysłana przez polskiego króla dywizja Stefana Czarnieckiego. Karol Gustaw wraz z 7,5 tys.-8 tys. jazdy i 3 tys. wiernych jeszcze wojsk polskich przeprawił się 12 lutego przez Pilicę i zmusił Czarnieckiego, by ten wycofał się za Wisłę, zajmując pozycje pod Gołębiem, przy ujściu Wieprza do Wisły. Pod Gołębiem król Szwecji 19 lutego odniósł zdecydowane zwycięstwo nad dywizją Czarnieckiego. Większość pobitych wojsk Czarnieckiego uszła w kierunku Końskowoli i Kurowa.
Karol Gustaw przecenił jednak swój sukces, gdyż rozproszone w bitwie polskie oddziały już po kilku dniach zdołały się zebrać, dzięki czemu Czarniecki był równie groźny, jak przed bitwą. Zatem pomimo zwycięstwa pod Gołębiem sytuacja armii króla szwedzkiego wciąż się pogarszała. Widząc to oraz martwiąc się z powodu nadchodzących wojsk Sapiehy, Karol Gustaw 22 lutego posłał do Fryderyka Wilhelma kolejne pismo, w którym do poprzedniej propozycji dodał województwo sieradzkie i ziemię wieluńską. Wysłał także listy z propozycją przymierza do starszyzny kozackiej i Bohdana Chmielnickiego.
W tym samym okresie, w nocy z 23 na 24 lutego na Mazowszu, kilka tysięcy wojsk kwarcianych dowodzonych przez chorążego koronnego Aleksandra Koniecpolskiego porzuciło służbę u Szwedów i pomaszerowało na południe by dołączyć do Czarnieckiego. Wojska te na początku marca dotarły do Lwowa. Jednocześnie Lubomirski zebrał duże siły pod Łańcutem, w tym wielu chłopów, którym obiecał nagrodę i zwolnienie z pańszczyzny. Pojawienie się wojska koronnego na ziemi sandomierskiej zaktywizowało miejscowe społeczeństwo, przez co szlachta województwa sandomierskiego utworzyła konfederację i uchwaliła zwołanie pospolitego ruszenia oraz pobór rekrutów łanowych i dymowych. Ponadto po zdobyciu słabo umocnionych zamków opanowano przeprawy wiślane pod Zawichostem i Solcem. Dzięki tym poczynaniom wkrótce do walki ze Szwedami ruszyły z Sandomierszczyzny tysiące pospolitego ruszenia i chłopskich rekrutów.
Ze względu na szybko rosnącą liczebność regularnych wojsk polskich i coraz większą liczbę oddziałów partyzanckich gołębiowska wiktoria niczego nie zmieniła w sytuacji strategicznej Szwedów, która wciąż się pogarszała. Nie zmieniło tego również opanowanie 21 lutego przez armię Karola Gustawa Lublina. Spory sukces odniosła armia szwedzka na północy, gdy opanowała 24 lutego Malbork (pozostał sam zamek, który bronił się jeszcze trzy tygodnie), dzięki czemu przejęła kontrole nad ujściem Wisły. Pogorszyło to znacznie sytuację broniącego się wciąż Gdańska, obok którego opór stawiał Szwedom także Puck. W lutym doszło także do walk na Podlasiu, gdzie rozpoczęła się wojna stronników Jana Kazimierza z siłami radziwiłłowskimi. W trakcie tych walk Bogusław Radziwiłł uwolnił od oblężenia Tykocin.

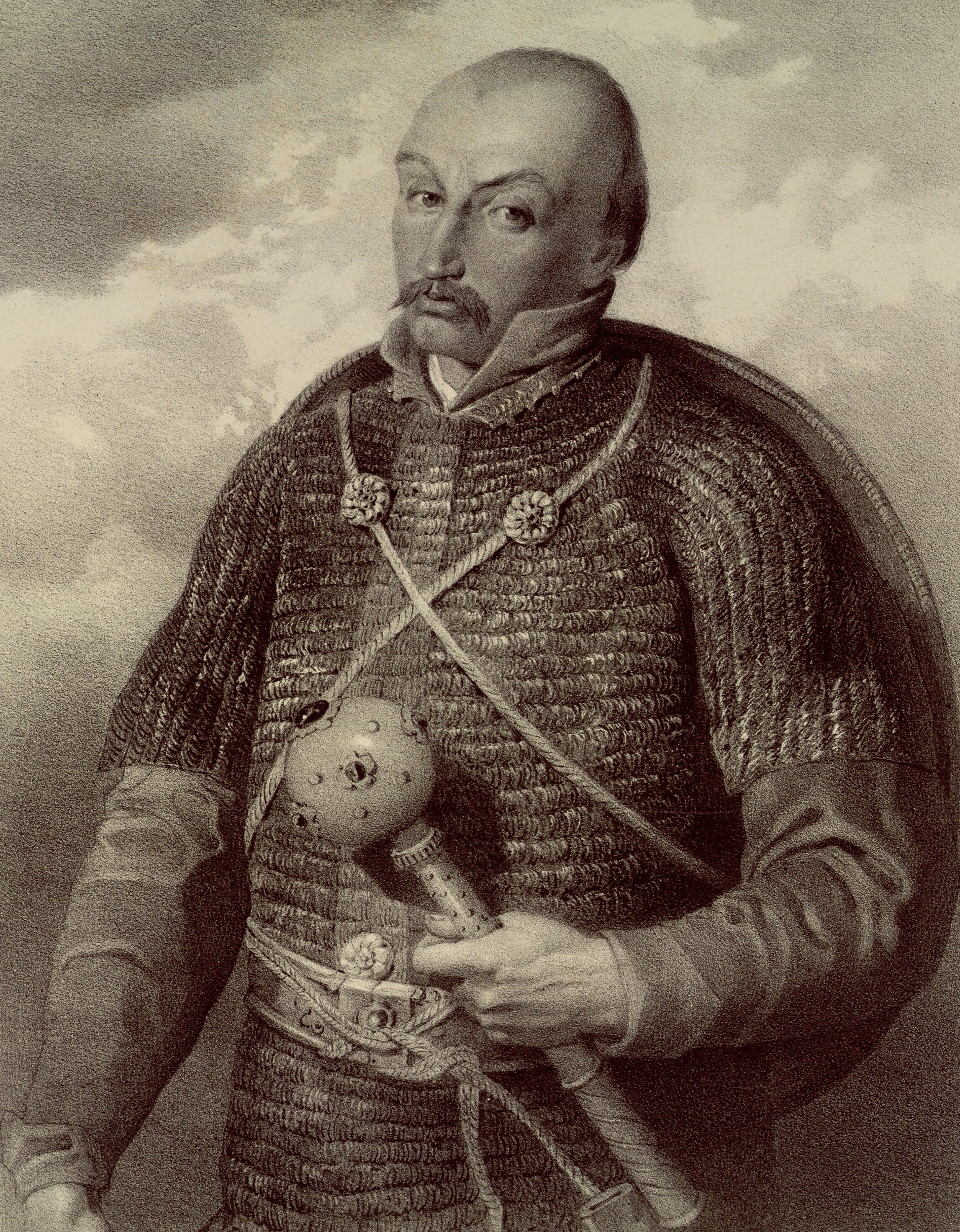
Jan Sapieha bezskutecznie przekonywał „Sobiepana” Zamoyskiego, by poddał Zamość Karolowi Gustawowi

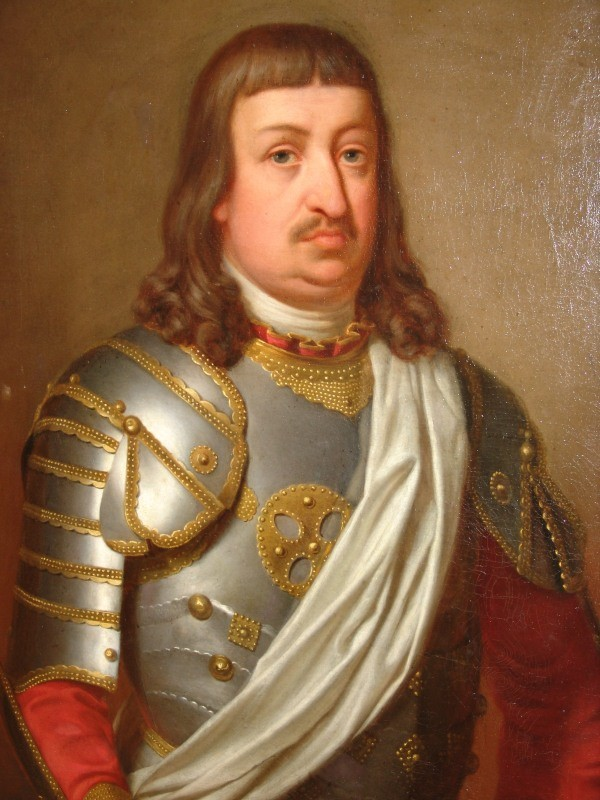
„Sobiepan” Zamoyski nie oddał Zamościa Szwedom

Już 25 lutego jazda szwedzka pod wodzą feldmarszałka Roberta Douglasa stanęła pod Zamościem, a 27 lutego przybył pod mury twierdzy król Karol Gustaw wraz z resztą armii. Wezwanie do kapitulacji zostało zdecydowanie odrzucone przez Jana „Sobiepana” Zamoyskiego. Ponieważ lekkie działa polowe Szwedów, strzelające w nocy z 27 na 28 lutego, nie miały szans w pojedynku z potężną artylerią zamojską, a perswazje posłów Jerzego Forgella i Jana Sapiehy nie zdołały przekonać „Sobiepana” Zamoyskiego, Karol Gustaw zwinął oblężenie 1 marca i ruszył na południe, zamierzając dopaść Jana Kazimierza zanim wzmocni go maszerująca od strony Brześcia armia litewska (6 tys.-8 tys. żołnierzy) prowadzona przez Pawła Sapiehę, która na początku marca dotarła do Bielska. Idący spod Zamościa w kierunku Tomaszowa Szwedzi z zemsty palili wsie należące do „Sobiepana” Zamoyskiego. Pod Bełżcem 3 marca król szwedzki zmienił plan – zamiast iść na Lwów, postanowił ruszyć do Jarosławia, by tam założyć bazę operacyjną dla przyszłych działań.
Gdy Jan Kazimierz przybył do Lwowa, został przywitany bardzo uroczyście, a Czarniecki 6 marca zaprezentował pod murami miasta królowi całą swoją dywizję, która liczyła 6 tys. żołnierzy podzielonych na 75 chorągwi. Na początku marca przybyła do Lwowa również część jazdy litewskiej (2 tys.-2,5 tys. żołnierzy) pod wodzą Połubińskiego. W pierwszej połowie marca zebrało się pod Lwowem wojsko w sile 22–24 tys. żołnierzy, złożone przeważnie z pospolitego ruszenia i rekrutów. Świadomy tych faktów Karol Gustaw wiedział już, że jego siły są zbyt słabe, by uderzyć na Lwów, tym bardziej że wciąż musiał się liczyć z jazdą koronną i licznymi grupami partyzanckimi. W tej sytuacji zgodnie z nowym planem armia szwedzka zawróciła w kierunku Sanu i 11 marca dotarła do Jarosławia. Przepraw przez San broniły chorągwie Lubomirskiego, które rozpędziła szwedzka straż przednia, która następnie zajęła miasto. Próba zdobycia Przemyśla przez regimenty pułkownika Hammerskjölda nie udała się. Wkrótce nadeszła od strony Lwowa dywizja Czarnieckiego, która zadała Szwedom znaczne straty w bitwie pod Jarosławiem. Zakończenie oblężenia Przemyśla można uznać za początek kurczenia się obszaru zajmowanego przez Szwedów podczas wojny.
Tymczasem na pozostałym obszarze Polski opór wciąż narastał i przybierał coraz bardziej zorganizowaną formę. Szlachta poznańska i kaliska 15 marca zawiązały konfederację antyszwedzką, a prowadzona przez Wielkopolan walka wkrótce miała zachęcić Czarnieckiego do wyprawy wielkopolskiej.

### Karol Gustaw w pułapce
Niepowodzenia w walkach nad Sanem i związane z nimi odejście znacznej części sił polskich, stojących dotąd przy Szwedach, do Czarnieckiego, przekonały Karola Gustawa, że nie zdoła założyć w Jarosławiu głównej bazy do walki z Janem Kazimierzem. Także fatalne warunki terenowe, widmo głodu oraz zadająca poważne straty partyzantka przekonały dowództwo szwedzkie, że nie tylko nie uda się zniszczyć stale rosnących sił Jana Kazimierza, ale istnieje poważne niebezpieczeństwo, że wyprawa może zakończyć się całkowitą zagładą armii Karola Gustawa. W tej sytuacji armia szwedzka zaczęła się wycofywać wzdłuż Wisły i Sanu na północ. Karol Gustaw ocenił swą sytuację jako bardzo trudną i z tego powodu 16 marca rozkazał bratu księciu Adolfowi Janowi wysłać z Warszawy posiłki pod wodzą margrabiego badeńskiego Fryderyka. Czarniecki natomiast 19 marca spotkał się w Głuchowie pod Łańcutem z marszałkiem koronnym Lubomirskim. Obaj wodzowie postanowili ściągnąć ze Lwowa piechotę i otoczyć Karola Gustawa w Jarosławiu. Jednak 22 marca Szwedzi niespodziewanie zdecydowali się wyruszyć z Jarosławia na północ. W zmienionej sytuacji znajdujący się wciąż w Głuchowie Czarniecki i Lubomirski tego samego dnia zgodzili się, że należy zamknąć Szwedom przeprawy przez San i Wisłę od północy. Postanowiono także, by podczas marszu przez Puszczę Sandomierską nękać cofającą się armię szwedzką, by zadać jej możliwie największe straty. Po naradzie Lubomirski ruszył na północ by opanować Sandomierz, co zamknęłoby Szwedom drogę odwrotu przez Wisłę. W tym czasie od strony Lublina powoli zbliżała się armia litewska Pawła Sapiehy, uniemożliwiając przeprawę przez San.
Karol Gustaw i jego armia maszerowali w sam środek pułapki zastawionej przez wojska koronne i litewskie. Marsz armii szwedzkiej przez Puszczę Sandomierską, bo błotnistych drogach, podczas padającego deszczu i przy niskiej temperaturze znacznie wyczerpał siły żołnierzy Karola Gustawa. Dodatkową udręką był głód i nękające działania wojsk Czarnieckiego. Za Przeworskiem jazda koronna rozbiła tylną straż szwedzką, a pod Rudnikiem Teodor Szandarowski zaskoczył Karola Gustawa podczas obiadu na plebanii. Król Szwecji tylko poświęceniu swych rajtarów zawdzięczał swe ocalenie. Karol Gustaw kilkakrotnie zamierzał wydać walną bitwę, jednak Czarniecki zawsze zdołał uniknąć głównej walki, koncentrując się na tak męczącej dla żołnierzy szwedzkich wojnie podjazdowej. Świadomi legend krążących wśród żołnierzy szwedzkich o waleczności i okrucieństwie Tatarów, żołnierze i partyzanci często przebierali się za krymskich wojowników, co często wywoływało spodziewane skutki psychologiczne.
Straty szwedzkie powiększała okoliczna ludność chłopska, która atakowała niewielkie grupki maruderów. Według historiografa Karola Gustawa Samuela Pufendorfa z powodu wyjątkowo zaciętej postawy chłopstwa w czasie marszu spod Jarosławia armia szwedzka poniosła największe straty w tej wojnie. Czarniecki wysoko oceniał działalność wiejskiej partyzantki i by jeszcze bardziej zachęcić chłopów do walki, wydał 22 marca uniwersał, który wzywał chłopów do walki i jednocześnie groził surowymi karami tym spośród szlachty, którzy przeszkadzali by swym poddanym w podjęciu walki. Uniwersał ten był również groźny dla tej części szlachty, która wciąż stała przy Szwedach. Podobne odezwy wydali w tym czasie król Jan Kazimierz i marszałek Jerzy Lubomirski. Również Karol Gustaw pragnął zjednać sobie chłopów i obiecywał za zabicie szlachcica-powstańca połowę jego dóbr oraz zwolnienie od pańszczyzny i poddaństwa. Jednak szwedzkie wezwania nie miały żadnego skutku.
Na apel Czarnieckiego i Lubomirskiego zebrało się w Puszczy Sandomierskiej kilka tysięcy chłopów uzbrojonych przeważnie w kosy, cepy i kije, choć zdarzali się także uzbrojeni w strzelby. Czarniecki postanowił z zaskoczenia uderzyć na armię Karola Gustawa, doprowadzając 28 marca do bitwy pod Niskiem. Szwedom udało się odeprzeć natarcie, jednak tego dnia reszta wojsk kwarcianych (a z nimi Jan Sapieha), które stały jeszcze przy Szwedach, odeszła do Czarnieckiego. Lubomirski zgodnie z planem przekroczył Wisłę koło Osieka i ruszył na Sandomierz. W tym samym czasie 29 marca nad Sanem stanęła armia litewska Sapiehy. Armia szwedzka dotarła do Wisły 30 marca. Następnego dnia Szwedzi spróbowali przeprawić się przez Wisłę w Sandomierzu, który zajęty był już przez wojska Lubomirskiego. Jedynie zamek był jeszcze w rękach szwedzkiego garnizonu dowodzonego przez pułkownika Dawida Sinclaira. Szwedzkie próby przeprawy na lewy brzeg Wisły przy silnym ostrzale wojsk polskich nie powiodły się – Lubomirski skutecznie bronił przeprawy, zamykając Karola Gustawa w widłach Wisły i Sanu.
Ponieważ w tym samym czasie za Sanem stała armia litewska Sapiehy, a na tyłach wojsk szwedzkich znajdował się Czarniecki oraz chłopscy partyzanci, armia Karola Gustawa nie miała możliwości manewru. Zgromadzone w rejonie wideł Wisły i Sanu siły Rzeczypospolitej pod względem liczebnym czterokrotnie przewyższały siły Karola Gustawa, toteż armia króla Szwecji w końcu marca znalazła się w pułapce, a jej jedyną nadzieją stał się maszerujący od strony Warszawy korpus margrabiego badeńskiego.
Czarniecki przeprawił się przez Wisłę 2 kwietnia i stanął pod Sandomierzem. Na południowy wschód od Baranowa stanęły chorągwie dowodzone przez Jacka Szemberka, Aleksandra Koniecpolskiego i Jana Sapiehy. W ten sposób Polacy odcięli Szwedom możliwość otrzymania posiłków z Krakowa, i to zarówno prawym, jak i lewym brzegiem Wisły.
Karol Gustaw, by wzmocnić swe siły, wysłał w nocy kilka szkut i ściągnął z zamku sandomierskiego broniącą go załogę pułkownika Dawida Sinclaira, obleganą przez siły Lubomirskiego, którego wojska już wcześniej zajęły miasto Sandomierz. Zgodnie z relacją będącego wtedy na służbie szwedzkiej Hieronima Chrystiana Holsena Karol Gustaw nakazał zdetonowanie ładunków wybuchowych w razie kolejnego szturmu wojsk polskich. Gdy setki Polaków (głównie chłopów), wbrew wyraźnym rozkazom Czarnieckiego, rzuciło się do plądrowania opuszczonego zamku, twierdza została wysadzona. Zniszczenie zamku i zabicie kilkuset ludzi Lubomirskiego nie poprawiło jednak położenia armii szwedzkiej.
Karol Gustaw nie pozostał bierny i dokonał kolejnej próby przeprawy przez Wisłę. Dla odwrócenia uwagi od planowanego miejsca przeprawy 3 kwietnia ruszył pod Baranów i z zaskoczenia uderzył na chorągwie Jana Sapiehy. Rajtaria rozbiła kilka polskich chorągwi, reszta wojsk kwarcianych zdołała uciec. Na miejscu król szwedzki przekonał się, że większość sił polskich jest już po drugiej stronie rzeki. Król spróbował udać, że zamierza przeprawić się pod Baranowem, jednak nie udało się odciągnąć Polaków od miejsc, gdzie toczyły się właściwe przygotowania. Po nieudanej próbie Szwedzi wrócili do swych okopów w widłach Wisły i Sanu. Ponieważ Wisła w tym czasie wezbrała, obóz szwedzki zalany został wodą, co sprawiło zmęczonym oddziałom dodatkową udrękę. Jednak sytuacja Szwedów nie była do końca beznadziejna, gdyż dzięki komunikacji rzecznej armia Karola Gustawa wciąż utrzymywała łączność z Warszawą i miastami pruskimi, skąd Wisłą przybyły posiłki w sile prawie 3 tys. żołnierzy. Jednocześnie Robert Douglas ściągał do szwedzkiego obozu znajdujące się na Sanie środki przeprawowe (jak komięgi czy tratwy), mające posłużyć do budowy mostu łodziowego.
Przebywający we Lwowie Jan Kazimierz poczynał sobie bardzo energicznie, organizując wojsko, wydając uniwersały oraz uczestnicząc w naradach wojennych z dowódcami i senatorami. Podczas uroczystej mszy, którą koncelebrował nuncjusz papieski, król 1 kwietnia 1656 roku złożył słynne śluby, w których oddał całą Rzeczpospolitą pod opiekę Matki Boskiej. W tym samym okresie dowództwo wojsk blokujących Karola Gustawa dowiedziało się o maszerującym na południe korpusie Fryderyka Badeńskiego. Czarniecki i Lubomirski na naradzie 3 kwietnia postanowili ruszyć w tajemnicy przeciwko zbliżającym się od strony Warszawy Szwedom. Decyzja była zasadna, gdyż oblegający dysponowali głównie jazdą, której nie można było wykorzystać do atakowania umocnień przeciwnika, zwłaszcza że Szwedzi dysponowali w obozie artylerią, lepiej więc było spotkać się z nadchodzącą odsieczą w polu. Tak więc następnego dnia wyszło na północ 8 tys. jazdy, na miejscu zaś zostały oddziały chłopskie i pospolite ruszenie, które wystarczająco blokowały Szwedów. W tym czasie margrabia badeński (2,5 tys. rajtarów i dragonów), który z trudem przedzierał się przez Puszczę Kozienicką, walcząc z oddziałami chłopskimi, dotarł do Janowca, gdzie otrzymał od Karola Gustawa rozkaz, by natychmiast zawrócić do Warszawy. Król Szwecji pomimo polskich starań zorientował się, że główne siły Lubomirskiego i Czarnieckiego wyruszyły na północ, doszedł więc do wniosku, że korpus margrabiego wykonał swoje zadanie i w nowej sytuacji armia królewska zdoła wyrwać się z potrzasku. Margrabia badeński zastosował się do królewskich poleceń i zawrócił swe siły. Pomimo przewagi 80 kilometrów i trudnych szlaków zalanych z powodu roztopów wiosennych, margrabia nie zdążył jednak ujść polskiej jeździe, która po rozbiciu jego tylnej straży dopadła go 7 kwietnia pod Warką. Odniesione zwycięstwo było pierwszym w tej wojnie sukcesem wojsk Rzeczypospolitej w walnej bitwie ze Szwedami.

### Wyprawa Czarnieckiego i Lubomirskiego do Wielkopolski
Karol Gustaw wykorzystał fakt, że wojska Czarnieckiego i Lubomirskiego odeszły spod Sandomierza i 5 kwietnia niespodziewanie sforsował San i przełamał litewską obronę, wydostając się z matni. Następnego dnia król szwedzki załadował na trzy szkuty artylerię, amunicję oraz tabor i wraz z silną eskortą złożoną z piechoty posłał je Wisłą do Warszawy. Także 9 kwietnia w Kazimierzu Karol Gustaw załadował na szkuty pozostałą piechotę i wysłał ją do Warszawy, do której sam zmierzał lądem z całą jazdą. W trakcie marszu król szwedzki ponownie oszukał ścigającego go Pawła Sapiehę – po dojściu do przeprawy na Wieprzu pod Bobrownikami wojska szwedzkie 10 kwietnia rozdzieliły się i przeprawiły się przez rzekę pod Skokami. Sapieha, zamiast iść za głównymi siłami Karola Gustawa, zmylony rozdzieleniem sił przeciwnika, ruszył na Lublin.
W zaistniałej sytuacji Czarniecki i Lubomirski nie mieli już po co wracać do Sandomierza i postanowili ruszyć do Wielkopolski, by wspomóc tamtejszą partyzantkę. Z Wielkopolski zamierzali udać się pod Gdańsk, mając nadzieję, że uzyskają tam tak potrzebną zarówno w walce w polu, jak i przy odzyskiwaniu twierdz piechotę. Dnia 9 kwietnia po przybyciu czterech pozostałych pułków koronnych spod Sandomierza (Jana Sapiehy, Michała Zbrożka, Seweryna Kalińskiego i Aleksandra Koniecpolskiego) złożonych łącznie z 17 chorągwi, licząca teraz około 12 tys. jazdy i 2,5 tys.-4 tys. rabarzy (uzbrojonej czeladzi i chłopów) armia koronna ruszyła na Grójec i Mszczonów. Pod Łowiczem 12 kwietnia Polacy natknęli się na pułk szwedzki dowodzony przez Israela Ridderhielma, konwojujący tabor dla garnizonu warszawskiego. Tabor szwedzki został zdobyty, jednak zajęte plądrowaniem wojska polskie pozwoliły Szwedom schronić się w zamku łowickim, którego z braku artylerii i piechoty nie można było zdobywać. Tymczasem 13 kwietnia Karol Gustaw przybył wraz z armią do Warszawy, gdzie oczekiwał na niego korpus posiłkowy dowodzony przez feldmarszałka Karola Gustawa Wrangla i palatyna Sulzbachu Filipa. Po bitwie łowickiej armia koronna 17 kwietnia pojawiła się pod Toruniem, gdzie przepędziła za szańce wysunięty oddział szwedzkiej rajtarii. Nie udało się jednak zdobyć miasta z marszu. Po drodze siły Lubomirskiego i Czarnieckiego zajmowały miasteczka i wsie, likwidując drobne posterunki nieprzyjaciela.
W kwietniu wojnę ze Szwecją rozpoczęła Rosja, która zaatakowała nad Zatoką Fińską, w okolicach Keksholmu i Noteburga. Latem wojna rosyjsko-szwedzka miała przenieść się do Inflant.
Pokonani nad Sanem i zmyleni nad Wieprzem Litwini ruszyli w pościg za wycofującymi się Szwedami, czynili to jednak tak mało energicznie, że dopiero 20 kwietnia dotarli pod Lublin i uwolnili miasto od szwedzkiej okupacji. W związku ze zbliżaniem się wojsk litewskich Pawła Sapiehy do Podlasia, znajdujące się tam wojska Bogusława Radziwiłła wycofały się, by połączyć się w Warszawie z Karolem Gustawem. Karol Gustaw jednak, po krótkim odpoczynku w Warszawie, już 17 kwietnia ruszył na czele 10 tys. żołnierzy przeciwko Czarnieckiemu i Lubomirskiemu, by ratować szwedzkie panowanie w Wielkopolsce. Przez kilka dni trwała gonitwa armii Karola Gustawa za unikającymi otwartej bitwy wojskami polskimi.
Czarniecki i Lubomirski, wciąż zasilani przez pospolite ruszenie szlachty, 21 kwietnia zaatakowali Bydgoszcz. Do ataku ruszyły pułki Jana Sapiehy i kasztelana sandomierskiego Witowskiego, które z pomocą mieszczan opanowały miasto. Broniący się w zamku słaby garnizon skapitulował po dwóch dniach. W tym samym czasie pospolite ruszenie dowodzone przez Piotra Opalińskiego zdobyło 22 kwietnia Leszno, po czym obległo Kościan. W Lesznie powstańcy wielkopolscy wywarli zemstę na ludności protestanckiej, która w znaczącym stopniu opowiedziała się przy Szwedach. Pożar strawił wtedy zbiory i rękopisy twórcy pedagogiki nowoczesnej Czecha Jana Ámosa Komeńskiego, któremu udało się uciec i dostać się do Holandii. Ponadto Opaliński wyciął wysłany z Poznania oddział, który miał dać Kościanowi odsiecz.
Ze świeżo odzyskanej Bydgoszczy Czarniecki z Lubomirskim wyruszyli 24 kwietnia i wkrótce zdobyli Nakło. Po 17 dniach nieprzerwanego marszu i ciągłych potyczek armia koronna obsadziła przeprawy na Noteci, rozesłała podjazdy w kierunku Tucholi, Świecia i Brodnicy i rozłożyła się na kilkudniowy odpoczynek. Dywizja Czarnieckiego zajęła pozycje w okolicach Piły, natomiast siły Lubomirskiego wokół Łobżenicy. W okresie odpoczynku wodzowie Polscy wysłali posłów do Gdańska, prosząc o piechotę i artylerię. Jednak wciąż zagrożeni przez Szwedów Gdańszczanie odmówili. W czasie oczekiwania na odpowiedź Gdańska siły koronne dokonały wypadku na Szczecinek. Czarniecki chciał nawet wkroczyć na Pomorze Szwedzkie, jednak przeciwstawił się temu Lubomirski.
Król szwedzki po bezskutecznym pościgu za Czarnieckim i Lubomirskim dał za wygraną i po dotarciu 28 kwietnia do Pakości ruszył z 2 tys. żołnierzy wraz z wojskami Gustawa Ottona Stenbocka do Prus, by kolejny raz spróbować zdobyć Gdańsk. W Wielkopolsce zostawił swego brata księcia Adolfa Jana, licząc, że ten zmusi rozłożone nad Notecią wojska koronne do otwartej walki. Tymczasem Paweł Sapieha wraz ze swoją armią stanął pod Pragą. W końcu kwietnia armia litewska zbudowała most na Wiśle i po przeprawieniu się zablokowała Warszawę. Sytuację Szwedów pogorszyła zaniepokojona szwedzkimi sukcesami Rosja, która już od dawna wstrzymała swą ofensywę przeciwko Polsce i Litwie, a w kwietniu wystąpiła zbrojnie przeciwko Szwecji na pograniczu z Finlandią, zapoczątkowując tym samym wojnę rosyjsko-szwedzką.
Zbliżanie się armii szwedzkiej Adolfa Jana przerwało odpoczynek wojsk polskich, które 3 maja skoncentrowały się koło Piły, skąd ruszyły w kierunku Noteci. Wojska polskie 4 maja, nie wiedząc jeszcze o odejściu Karola Gustawa do Prus, przeprawiły się przez Noteć pod Ujściem i ruszyły na Oborniki. Następnie, omijając Poznań, Polacy 5 maja dotarli pod Gniezno. Adolf Jan natomiast 6 maja dotarł do leżącego blisko Kłecka Jabłkowa, czyli około 15 kilometrów na północny wschód od Gniezna.
Czarniecki i Lubomirski, gdy tylko dowiedzieli się o odejściu Karola Gustawa do Prus i zmniejszeniu sił szwedzkich w Wielkopolsce, postanowili zaprzestać ucieczki i spróbować szczęścia w walnej bitwie. Z tego powodu Adolfowi Janowi udało się wreszcie doprowadzić 7 maja do bitwy pod Kłeckiem. Kolejny raz okazało się, że sama kawaleria bez wsparcia piechoty i artylerii nie jest w stanie pokonać w otwartej bitwie zaopatrzonych w silne jednostki ogniowe Szwedów.
Wobec wciąż narastającego oporu zwycięstwo pod Kłeckiem w niewielkim stopniu poprawiło sytuację najeźdźców w Wielkopolsce. Tymczasem szlachta sieradzka zdobyła Bolesławiec i Sieradz. Natomiast pobita armia Czarnieckiego i Lubomirskiego stanęła w Uniejowie pod Łęczycą, gdzie zdemoralizowane porażką, głodne i zmęczone wojsko z powodu fatalnego zaopatrzenia próbowało zdobyć żywność na własną rękę, co doprowadziło do gwałtów na ludności cywilnej. Wobec zdecydowanych protestów szlachty, które dotarły do Jana Kazimierza, Czarniecki musiał zaostrzyć dyscyplinę. Trudności w zaopatrzeniu skłoniły w końcu wodzów do rozdzielenia swych wojsk – Czarniecki z 12 pułkami około 20 maja ruszył z obozu w Uniejowie w kierunku Bydgoszczy, z zamiarem uderzenia na Pomorze, natomiast Lubomirski wraz z pospolitym ruszeniem i dwoma pozostałymi pułkami (własnym i Jacka Szemberka) pięć dni po Czarnieckim wymaszerował w kierunku Łowicza.
Łęczycy marszałek nie próbował zdobywać, gdyż nie miał artylerii. Pod zamkiem łowickim wojska Lubomirskiego stały blisko dwa tygodnie pomimo polecenia, by 30 maja znalazły się w Ujazdowie. Na początku czerwca pod Warszawą stanęło początkowo tylko pospolite ruszenie dowodzone przez chorążego łęczyckiego Łukasza Wierzbowskiego. Reszta sił Lubomirskiego zjawiła się pod murami Warszawy nieco później. Łącznie siły, które marszałek przyprowadził pod Warszawę, szacowano na 10 tys. żołnierzy, ale w rzeczywistości liczyły 7–8 tys. żołnierzy, w tym dwa pułki jazdy komputowej oraz pospolite ruszenie województw sieradzkiego i łęczyckiego.
Przegrana bitwa pod Kłeckiem nie zmieniła faktu, że wyprawa do Wielkopolski była bardzo korzystna, a towarzysząca jej ciągła wojna podjazdowa wielkopolskich oddziałów partyzanckich powodowała gwałtowne topnienie okupacyjnych sił szwedzkich w tej prowincji. Oddziały armii Czarnieckiego i Lubomirskiego w ciągu sześciu tygodni przebyły w sumie około 12 tys. kilometrów, wyzwoliły 11 miast i 4 zamki oraz stoczyły wiele potyczek z oddziałami szwedzkimi.
Także cała kampania zimowo-wiosenna, pomimo zdobycia Malborka, w poważnym stopniu uszczupliła szwedzki stan posiadania na obszarze Polski. Armia szwedzka utraciła niemal całe województwo krakowskie i sandomierskie, a jej pozycja w Wielkopolsce, na Mazowszu i na Żmudzi znacznie osłabła. Także Podlasie wymknęło się szwedzkiemu panowaniu. W okresie tym Szwedzi stracili 7–8 tys. żołnierzy, nie licząc faktu, że opuściła ich znaczna część wojsk kwarcianych. Takiego ubytku sił nie zrekompensowały świeże zaciągi dokonane na terenie Niemiec.

## Kampania letnio-jesienna 1656

### Odzyskanie Warszawy
Idący z Wielkopolski do Prus Czarniecki 25 maja zdobył znajdujący się przy ujściu Brdy pod Bydgoszczą szaniec, a następnie połączył się w okolicach Nakła z wojewodą malborskim Jakubem Weyherem, który stał na czele pospolitego ruszenia Prus Królewskich. Połączone siły polskie zajęły pozycje pod Kcynią. Planom Czarnieckiego starał się przeszkodzić książę Adolf Jan, który 26 maja ponownie zdobył miasto Bydgoszcz, jednak później stracił orientację co do dalszych działań wojsk polskich. Rozesłane przez Adolfa Jana podjazdy przynosiły sprzeczne informacje co do położenia wojsk Czarnieckiego, dlatego dopiero oddziały wysłanie 30 maja w kierunku Nakła przyniosły wieść o rzeczywistym położeniu wojsk polskich.
Poczynania Czarnieckiego zaniepokoiły oblegającego Gdańsk Karola Gustawa. Król szwedzki, który podczas oblężenia odniósł pewne sukcesy (zdobył trzy ważne punkty obronne – Grobin (ob. Grobiņa), szaniec Steblak i Głowę), gdy tylko otrzymał wiadomość o położeniu wojsk polskich, porzucił niespodziewanie Gdańsk i 1 czerwca przeprawił się przez Noteć. Następnie niespodziewanie zaatakował polską armię i pobił ją pod Kcynią. Po tej porażce Czarniecki szybko zebrał rozproszone oddziały i ruszył na Warszawę, gdzie koncentrowały się główne siły Jana Kazimierza.
Jan Kazimierz, korzystając z zaangażowania sił szwedzkich w Prusach i w Wielkopolsce, postanowił odzyskać Warszawę, którą już od końca kwietnia blokowała armia litewska Pawła Sapiehy. W połowie maja przybyła pod Warszawę ze Lwowa piechota i artyleria, a 30 maja stanął pod miastem sam król wraz z dywizją hetmanów koronnych.
Oblegający Gdańsk Karol Gustaw wiedział o trudnym położeniu garnizonu szwedzkiego w Warszawie i choć sytuacja ogólna była ze szwedzkiego punktu widzenia coraz gorsza, próbował przyjść oblężonym z pomocą. Dlatego 6 czerwca rozkazał swemu bratu księciu Janowi Adolfowi, by ruszył z Torunia na Nowy Dwór Mazowiecki i przejął przeprawy na Narwi i Wiśle. Wykonując królewski rozkaz, Jan Adolf oraz Karol Gustaw Wrangel 7 czerwca ruszyli na południe wzdłuż Wisły. Tego samego dnia Karol Gustaw wysłał Roberta Douglasa do Pułtuska, by wzmocnić jego załogę.
Wkrótce stojące pod Warszawą siły królewskie wzmocnił marszałek wielki koronny Jerzy Sebastian Lubomirski. Ponieważ Arvid Wittenberg nie zgodził się na proponowaną kapitulację, 8 czerwca wojska Rzeczypospolitej ruszyły do generalnego szturmu, z trudem odpartego przez Szwedów. Następnego dnia po nieudanym szturmie przybył z Prus Czarniecki, który przyprowadził ze sobą około 20 tys. zbrojnych, w tym wielu powstańców chłopskich z Kujaw, a także czeladzi i chorągwi powiatowych pospolitego ruszenia. W sumie pod Warszawą zebrało się 28,5 tys. regularnego wojska, 18-20 tys. pospolitego ruszenia i kilkanaście tysięcy czeladzi i chłopów. Garnizon warszawski dowodzony przez Wittenberga liczył 2484 żołnierzy. Większy był tylko szwedzki garnizon Krakowa – 3550 żołnierzy. W tym czasie w Elblągu było 1240 żołnierzy, w Toruniu 1974 żołnierzy, a w Poznaniu około 1 tys. żołnierzy.
Idący prawym brzegiem Wisły przez Dobrzyń, Płock, Wyszogród i Czerwińsk Adolf Jan i Wrangel dotarli 13 czerwca nad Narew i założyli na polach wsi Modlin obóz warowny. Douglas po oczyszczeniu północnego Mazowsza z luźnych grup chłopsko-szlacheckich wkrótce także przybył do Modlina.
Planujący kontrofensywę skierowaną na południe Karol Gustaw bardzo sobie cenił zajętą przez Jan Adolfa umocnioną pozycję nad Wisłą i Narwią. Bojąc się, by stojąca bezczynnie pod Warszawą jazda Rzeczypospolitej nie wyparła stąd sił szwedzkich, wysłał 16 czerwca posiłki w postaci trzech świeżo zwerbowanych regimentów rajtarii i jednego regimentu piechoty. Posiłkami dowodził Karol Magnus, margrabia Badenii-Durlach.
Stojący pod Warszawą Jan Kazimierz wraz z wysokimi dygnitarzami prowadzili intensywne działania dyplomatyczne. Przy królu stale przebywali poseł francuski Antoni de Lumbres oraz poseł cesarski Jan Krzysztof Fragstein. W czerwcu przybył pod Warszawę wraz z tłumaczem Romaszkiewiczem poseł chański Mehmed Ali murza. Przywiózł ze sobą obietnice chana dotyczące szybkiej pomocy oraz groźby pod adresem elektora Fryderyka Wilhelma. W czerwcu przybył także wysłany wcześniej do Moskwy marszałek orszański Piotr Galiński, który od kwietnia prowadził pertraktacje z Rosjanami w sprawie zawieszenia broni na Litwie. W rozmowach z bojarami Bogdanem Chitrym i Ałmazem Iwanowem ustalił, że negocjacje w sprawie rozejmu między obu państwami mają się odbyć w Wilnie na przełomie lipca i sierpnia.
Jan Kazimierz chciał również odciągnąć Brandenburgię od sojuszu ze Szwecją i w tym celu wysłał do Fryderyka Wilhelma łowczego koronnego Teodora Maydla. Na spotkaniu w Bałdze 17 czerwca Maydel zaproponował ulgi w powinnościach lennych z Prus Książęcych oraz obiecał tron polski. Elektor jednak w tym momencie wolał pozostać w sojuszu z Karolem Gustawem, który wobec zademonstrowanej pod Warszawą potęgi wojsk Rzeczypospolitej był zdany na pomoc swego sojusznika. Fryderyk Wilhelm spodziewał się, że w tej sytuacji wojna się przedłuży i dzięki temu zdoła uzyskać od króla Szwecji więcej korzyści.
Gdy Karol Gustaw zrozumiał, że sam nie zdoła utrzymać w swych rękach Rzeczypospolitej, zaczął szukać sojuszników. Prowadził pertraktacje z Chmielnickim, którego zamierzał skierować także przeciw Rosji, oraz z elektorem brandenburskim. Ponieważ Fryderyk Wilhelm chętnie zgodził się na współpracę, już 25 czerwca podpisany został w Malborku traktat, na mocy którego Szwecja przekazała Brandenburgii województwa: kaliskie, łęczyckie, poznańskie i sieradzkie, a także ziemię wieluńską. Ponadto elektor otrzymał Warmię oraz gwarancje pełnej suwerenności w Prusach Książęcych.
W tym samym czasie w okolicach Warszawy wysłany 25 czerwca pułk łowczego podolskiego Jacka Szemberka rozbił kilka skwadronów szwedzkich pochodzących z węzła modlińskiego i zagarnął kilkaset koni.
Sukcesy szwedzkie mocno zaniepokoiły Holandię, dla której gospodarki handel bałtycki miał newralgiczne znaczenie. Stany Generalne, chcąc chronić interesy swojego kraju, wysłały na Bałtyk potężną flotę złożoną z 42 okrętów, na której czele stał admirał Jacob van Wassenaer Obdam. Gdy 27 czerwca okręty holenderskie zbliżyły się do Zatoki Gdańskiej, okręty szwedzkie bez walki odpłynęły w kierunku swoich wybrzeży, uwalniając Gdańsk od morskiej blokady. Za zgodą polskich władz w Gdańsku garnizon miasta został wzmocniony wojskiem holenderskim, a Karol Gustaw, któremu nie zależało na wojnie z Holandią, uznał neutralność miasta i przerwał działania oblężnicze.
Wkrótce po zawarciu układu malborskiego miasta wielkopolskie obsadziły brandenburskie garnizony, a armia polowa Fryderyka Wilhelma miała wziąć udział w kolejnej ofensywie Karola Gustawa. Król szwedzki przystąpił do koncentracji wojsk znajdujących się na obszarze Prus Królewskich, po czym na czele 4 tys. żołnierzy ruszył na Pasłęk, gdzie ponownie spotkał się z Fryderykiem Wilhelmem, z którym utworzył wstępny plan działań przeciwko zgromadzonym pod Warszawą siłom polsko-litewskim.
W związku z coraz większym powodzeniem, jakie towarzyszyło Janowi Kazimierzowi w walce z najeźdźcą, królowa Ludwika Maria wraz z licznym orszakiem opuściła 28 czerwca Głogówek i 1 lipca znalazła się na obszarze państwa polskiego. Tymczasem po przybyciu pod Warszawę potężnych dział oblężniczych z Zamościa, dokonano wyłomu w murach miasta i 1 lipca przeprowadzono generalny szturm. Widząc beznadziejną sytuację feldmarszałek Wittenberg skapitulował. Zgodnie z umową garnizon szwedzki miał opuścić miasto pod bronią i z honorami, jednak wzburzenie polskich żołnierzy sprawiło, że Szwedów internowano. Dzień po odzyskaniu Warszawy sieradzkie pospolite ruszenie zmusiło do kapitulacji załogę Piotrkowa. Miasto poddało się bez walki, gdyż komendant załogi Jan de Piron był dawniej paziem królowej Ludwiki Marii. Przeszedł wraz z załogą na służbę Jana Kazimierza, twierdząc, że Karol Gustaw nie zapłacił jemu i jego żołnierzom żołdu. W dowód wierności wysłał do Warszawy żonę wraz z dziećmi.
W czasie, gdy wojska polsko-litewskie prowadziły oblężenie Warszawy, Jan Adolf i Douglas odbudowali mosty łodziowe na Wiśle i Narwi, tworząc jednocześnie silne fortyfikacje przedmostowe w Kazuniu (za Wisłą) i w Kępie Szwedzkiej (za Narwią). Znajdujące się tu siły uległy znacznemu wzmocnieniu, gdy 3 lipca dotarły nad Wisłę i Narew wysłane wcześniej przez szwedzkiego króla regimenty prowadzone przez margrabiego Karola Magnusa. Oba szwedzkie obozy zablokowały wojskom Rzeczypospolitej działania w kierunku na Prusy Książęce, Podlasie i Żmudź. Mocne pozycje zajęte przez Szwedów wokół Modlina pozwoliły na szachowanie stojącej pod Warszawą armii Rzeczypospolitej oraz na pełne panowanie w północnym Mazowszu i Podlasiu.
Wojskom Adolfa Jana i Douglasa sprawiały kłopoty chorągwie litewskie, które krążyły, by utrzymać komunikację między oblegającymi od dwóch miesięcy Tykocin siłami pułkownika Samuela Oskierki a stojącą pod Warszawą armią.
W tym samym okresie Karol Gustaw po zakończonym spotkaniu z elektorem w Pasłęku ruszył na Łasin, a stąd na Brodnicę. Po kilkudniowym odpoczynku w Brodnicy król szwedzki ruszył dalej i 4 lipca dotarł do Bryńska, gdzie doszła go wieść o kapitulacji Warszawy. Pomimo toczącej się już wtedy wojny rosyjsko-szwedzkiej Karol Gustaw postanowił zebrać możliwie największe siły i po połączeniu się z armią brandenburską Fryderyka Wilhelma odzyskać Warszawę. Ruszył więc przez Kuczbork do Szreńska, gdzie przeprowadził przegląd szwedzkiej jazdy. Następnie dotarł 7 lipca do Płońska i 8 lipca znalazł się w Nowym Dworze Mazowieckim, gdzie dołączył do stacjonujących tam sił księcia Jana Adolfa. Adolf Jan po upadku Warszawy obawiał się ataku przeważających sił polsko-litewskich i z tego powodu postanowił rozebrać mosty na Wiśle i Narwi. Okazało się jednak wkrótce, że wezbrane wody obu rzek same dokonały zniszczenia obu przepraw – padające od 2 lipca ulewne deszcze sprawiły, że 9 lipca zerwane zostały przeprawy łodziowe wybudowane przez Szwedów pod Zakroczymiem i Nowym Dworem. Zniszczeniu uległ również most pod Warszawą, co zniechęciło Jana Kazimierza do dwustronnego uderzenia na Szwedów – część wojsk idąca lewym brzegiem Wisły miała uderzyć na umocnienia pod Zakroczymiem, podczas gdy reszta idąc prawym brzegiem miała sforsować Narew i zaatakować obóz Adolfa Jana. Nie tylko zniszczone przeprawy, ale również trwające wciąż ulewne deszcze w znacznej mierze zniechęcały obie armie do podjęcia bardziej energicznych działań. Ostatecznie plan polsko-litewskiego ataku na obozy szwedzkie pod Modlinem i Pomiechowem uniemożliwiło przybycie wojsk Karola Gustawa.
Karol Gustaw dysponował w tym momencie armią w sile 10 tys. żołnierzy. Pomimo przewagi wojsk polsko-litewskich stojących pod Warszawą, król Szwecji zamierzał natychmiast przystąpić do działania i dlatego rozpoczął odbudowę zniszczonych przepraw. Od dalszych działań powstrzymały go jednak długotrwałe opady deszczu oraz brak paszy dla koni, którą wybrały z okolicy podjazdy hetmana litewskiego Gosiewskiego. Okoliczności te zmusiły Karola Gustawa do biernego czekania na przybycie sił elektora Fryderyka Wilhelma. Również Polacy i Litwini nie przejawiali większej aktywności i nawet nie próbowali odbudować mostu łączącego Warszawę z Pragą. Tymczasem elektor 10 lipca opuścił Królewiec na czele regimentów piechoty i artylerii.
Bojąc się utraty Tykocina, co utrudniłoby łączność z Inflantami i Żmudzią, Karol Gustaw wysłał 10 lipca obleganemu tam garnizonowi szwedzkiemu odsiecz. Na jej czele stał książę Bogusław Radziwiłł wspomagany przez posiłki szwedzkie dowodzone przez Douglasa. Jednocześnie tego samego dnia król szwedzki wysłał regiment rajtarii pod wodzą majora Hansa Böddekera w celu rozpoznania sił polsko-litewskich stojących pod Warszawą. Posuwający się lewym brzegiem Wisły Böddeker miał się upewnić, czy większość armii koronnej wciąż znajduje się na lewym brzegu Wisły. Gdy regiment Böddekera dotarł do Błoni, wywołał nawet popłoch wśród niektórych polskich oficerów, sądzących, że szykuje się generalna rozprawa z głównymi siłami Karola Gustawa. Na wieść o pojawieniu się znacznej grupy szwedzkiej ruszył w kierunku Zakroczymia sam Jan Kazimierz, biorąc ze sobą stojące dotąd bezczynnie pułki jazdy koronnej. Szwedzka rajtaria zdążyła się wycofać, a król Polski zrezygnował z pościgu, gdyż nie mając przy sobie artylerii, nie mógł opanować przedmościa pod Kazuniem, ani tym bardziej dobrze umocnionego obozu Adolfa Jana. Z tego powodu Jan Kazimierz wrócił spod Zakroczymia do Warszawy, gdzie 11 lipca, po dwutygodniowej podróży, przybyła królowa Ludwika Maria, zatrzymując się w Pałacu Ujazdowskim. Tego samego dnia elektor brandenburski Fryderyk Wilhelm wysłał do Jana Kazimierza pismo z wypowiedzeniem wojny.
Działający błyskawicznie Radziwiłł 13 lipca pobił Oskierkę pod Tykocinem, a następnego dnia wkroczył do uwolnionej twierdzy. W tym czasie na cześć niedawno przybyłej królowej Ludwiki Marii odbył się okazały przegląd armii koronnej.
Gdy Radziwiłł wypoczywał w Tykocinie, Fryderyk Wilhelm wraz z piechotą i artylerią dotarł 14 lipca do Szreńska, gdzie czekała na niego brandenburska rajtaria pod wodzą Jerzego Fryderyka Waldecka. Stąd elektor brandenburski skierował się na Płońsk, natomiast zwycięskie wojska Radziwiłła po krótkim odpoczynku 17 lipca ruszyły w kierunku obozu modlińskiego, posuwając się szybko prawym brzegiem Narwi. W obozie pod Nowym Dworem Fryderyk Wilhelm znalazł się już 19 lipca – przybyło z nim kilka skwadronów rajtarii oraz regiment gwardii przybocznej dowodzony przez pułkownika Aleksandra von Spaen. Trzy dni później, czyli 22 lipca, przybył do nowodworskiego obozu Radziwiłł – w ciągu 5 dni jego wojska pokonały odległość ponad 200 km.
Dowództwo Rzeczypospolitej zostało całkowicie zaskoczone szybkością działania wojsk Radziwiłła i nie zdążyło zapobiec przeprowadzonej akcji. Wysłano 16 lipca na pomoc Oskierce hetmana Gosiewskiego z siłami liczącymi około 2 tys. jazdy, jednak decyzja ta była zdecydowanie spóźniona. Pojawiła się teraz obawa, że z powodu zniszczonego mostu łączącego Warszawę z Pragą, wojska litewskie, pozbawione wsparcia stojących po drugiej stronie Wisły wojsk koronnych, mogą zostać rozbite przez Szwedów. By temu zapobiec, przystąpiono do budowy nowego mostu łodziowego niedaleko ujścia rzeczki Drny do Wisły, na północ od Nowego Miasta (zniszczona przeprawa znajdowała się koło Ujazdowa). Prace rozpoczęto od sypania szańców przedmostowych po obu stronach rzeki. W tym samym okresie w kierunku Warszawy zbliżały się posiłki tatarskie, które w połowie lipca dotarły do Sokala. By zmusić Tatarów do przyspieszenia pochodu, Jan Kazimierz posłał 16 lipca pułk jazdy pod wodzą Aleksandra Koniecpolskiego. Wbrew pogłoskom idący z pomocą oddział Tatarów krymskich nie był zbyt duży, gdyż liczył tylko około 2 tys. żołnierzy.
Odblokowanie Tykocina dało Szwedom pełną kontrolę nad północnym Mazowszem oraz usunęło wszelkie przeszkody w komunikacji ze Żmudzią, a w szczególności z Inflantami, gdzie wojska szwedzkie toczyły zażarte walki o Rygę z armią carską. Jednocześnie Karol Gustaw otrzymał dokładne informacje o siłach polsko-litewskich pod Warszawą od wysłanego wcześniej majora Böddekera.
Idący na odsiecz Oskierce Gosiewski dotarł 21 lipca pod Wyszków, gdzie przeprawił się przez Bug i ruszył na Ostrołękę, którą opanował 22 lipca (lub 23 lipca). Jeńcy poinformowali Gosiewskiego o grupie Radziwiłła, która wyruszyła z Tykocina przed kilkoma dniami. Hetman litewski ruszył w pościg za uchodzącym Radziwiłłem, docierając 24 lipca do Pułtuska. Litwini zdecydowali się na oblężenie miasta, gdyż doszli do wniosku, że Radziwiłł jest już poza ich zasięgiem. Oblężenie nie było łatwe, ponieważ Szwedzi wznieśli wokół Pułtuska fortyfikacje bastionowe.
Tak jak akcja Radziwiłła zaskoczyła Polaków i Litwinów, tak samo energiczne poczynania Gosiewskiego zaskoczyły Szwedów i Brandenburczyków, do których wieść o utracie Ostrołęki dotarła 23 lipca. Działania Gosiewskiego szczególnie zaniepokoiły elektora, który obawiał się, że wojska litewskie przerwą komunikację idącej na Nowy Dwór armii brandenburskiej z Prusami. Fryderyk Wilhelm bał się także, że w odpowiedzi na układ malborski Polacy i Litwini zaatakują Prusy Książęce.
By powstrzymać Gosiewskiego, Karol Gustaw w nocy z 23 na 24 lipca rzucił na Płońsk blisko 3 tys. rajtarii pod wodzą Karola Gustawa Wrangla. Do Szwedów dołączyły posiłki brandenburskie dowodzone przez generała lejtanta Waldecka. Obaj wodzowie na wieść, że Litwini znajdują się koło Pułtuska, postanowili tam ich zaatakować.
Gdy Karol Gustaw dowiedział się o oblężeniu Pułtuska, wziął ze sobą 4–5 tys. żołnierzy i ruszył 25 lipca na odsiecz. Król działał tak szybko, że wyprzedził maszerujących na Pułtusk Wrangla i Waldecka. Gosiewski w porę dostrzegł zagrożenie i nie ryzykując starcia zakończył oblężenie i przeszedł na lewy brzeg Narwi. Karol Gustaw uczynił to samo 26 lipca, chcąc kontynuować pościg, okazało się jednak, że wojska litewskie są dla Szwedów zbyt ruchliwe. Widząc, że nie ma szans na dopadnięcie zagonu Gosiewskiego, Karol Gustaw zawrócił do obozu pod Modlinem, gdzie przybył 27 lipca.
Obok odzyskania Ostrołęki sukcesem akcji Gosiewskiego było przechwycenie dużej liczby koni należących do szwedzkiej rajtarii, które przebywały na pastwiskach pod Pomiechowem.

### Bitwa trzydniowa
Po przybyciu do Modlina z nieudanej wyprawy przeciwko Gosiewskiemu Karol Gustaw 27 lipca zastał już na miejscu główne siły armii elektorskiej, które poprzednio przez dłuższy okres stacjonowały w okolicach Szczytna i Szreńska, obawiając się zarazy i kłopotów z zaopatrzeniem. Obaj monarchowie jeszcze tego samego dnia zwołali pierwszą naradę wojenną. Na naradzie postanowiono ruszyć prawym brzegiem Wisły, by zaatakować wojska litewskie. Poza tym zdecydowano, że na razie z powodów aprowizacyjnych główne siły brandenburskie staną koło Płońska, czyli ok. 30 km (kilka godzin marszu) od głównego obozu armii szwedzkiej. Zaraz po naradzie wojska szwedzkie zaczęły przeprawiać się przez Narew, rozpoczynając kampanię mającą na celu odzyskanie utraconej Warszawy.
W obozie polsko-litewskim, pomimo nieudanej misji łowczego koronnego Teodora Jana Majdla do Fryderyka Wilhelma (Majdel przywiózł elektorowi wystosowany w ostrym tonie królewski nakaz opuszczenia terenów Rzeczypospolitej pod groźbą utraty Prus Książęcych), wciąż łudzono się nadzieją, że Brandenburczycy nie wesprą armii Karola Gustawa. Liczono przy tym na pośrednictwo francuskiego posła de Lumbresa, jednak okazało się, że ten bardziej dbał o interesy zaprzyjaźnionych z Francją Szwedów. Gdy de Lumbresowi nie udało się przekonać Jana Kazimierza do rozmów pokojowych z Karolem Gustawem, opuścił 28 lipca obóz wojsk Rzeczypospolitej. Odesłany został także cesarski poseł hrabia Franciszek Euzebiusz Pöttingen, gdyż Jan Kazimierz był pewny, że elektor nie weźmie udziału w wyprawie Karola Gustawa i będzie czekał na rozwój wypadków. Dodatkowo liczono na efekt uniwersału Jana Kazimierza, wydanego 26 lipca, w którym król Polski nakazywał swym poddanym z Prus Książęcych, by do 10 sierpnia wrócili do swych domów. Przyszłość pokazała, że wezwanie królewskie nie odniosło żadnego skutku. Także elektor w piśmie z 27 lipca ostatecznie rozwiał wątpliwości co do swego udziału w kampanii, uzasadniając swoje wystąpienie tym, że Jan Kazimierz już w maju planował odwetowy atak na Prusy Książęce. Gdy Szwedzi i Brandenburczycy maszerowali na Warszawę, wojska Rzeczypospolitej wciąż kłóciły się o podział łupów. Król Polski musiał wysłać kłócących się o dobra radziwiłłowskie Litwinów pod Pułtusk.
Dodatkowym czynnikiem, który osłabił armię Jana Kazimierza, było odejście pospolitego ruszenia – najpierw wielkopolskiego, potem mazowieckiego, łęczyckiego i kujawskiego. Pozostało jedynie część pospolitego ruszenia z Mazowsza, Lubelszczyzny, Sandomierszczyzny oraz z województw ruskich. Głównym powodem odejścia znacznej części pospolitego ruszenia były trudności w zaopatrzeniu dużych sił stojących pod Warszawą. Także Lubomirski ruszył na Kraków, zabierając ze sobą swoją dywizję (16 chorągwi komputowych, regiment piechoty dowodzony przez Mikołaja Konstantego Gizę, dragonia i piechota polsko-węgierska – razem 3,5 tys. żołnierzy zaciężnych) i małopolskie pospolite ruszenie – razem 8 tys. żołnierzy. Poza tym część drobnej szlachty i czeladzi, która nie miała szans na zaciąg do oddziałów regularnych przeszła na Pragę. Łącznie armia polsko-litewska stopniała o około 20 tys. ludzi. Uważa się, że tak poważna redukcja sił wobec zbliżającej się armii szwedzko-brandenburskiej była bardzo poważnym błędem polsko-litewskiego dowództwa.
Na naradzie polskich i litewskich wodzów, do jakiej doszło 27 lipca w Warszawie, Stefan Czarniecki domagał się, by kontynuować wojnę podjazdową, jednak król za wszelką cenę pragnął spróbować sił w walnej bitwie. Po odejściu dywizji Lubomirskiego pod osaczony przez Polaków Kraków oraz części pospolitego ruszenia, wojska Rzeczypospolitej pod Warszawą liczyły 24–25 tys. wojsk regularnych (w tym 16,5–17 tys. jazdy koronnej, 4,5 tys. porcji piechoty koronnej oraz 5–7,5 tys. żołnierzy litewskich), 10–13 tys. pospolitego ruszenia i 2 tys. Tatarów przysłanych przez chana Mehmeda Gireja IV, których dowódca Subhan Gazi aga, po przebyciu świeżo odbudowanego mostu na Wiśle, stanął przed królem 27 lipca. Łącznie siły, które pozostały przy Janie Kazimierzu, liczyły 40 tys. żołnierzy. Polacy i Litwini niewiele wiedzieli o nieprzyjacielu, gdyż oprócz chorągwi Szemberka nie wysłano więcej podjazdów i z tego powodu wciąż uważano, że główne siły elektorskie cały czas stoją w Płońsku.
Maszerująca na Warszawę armia szwedzko-brandenburska była liczebnie ponad dwa razy słabsza, gdyż miała 18 tys. żołnierzy (w tym 9,5 tys. Szwedów), dysponowała jednak zdecydowaną przewagą ogniową oraz górowała wyszkoleniem żołnierzy. Po naradzie w Modlinie Karol Gustaw i Fryderyk Wilhelm ruszyli przeciwko armii Jana Kazimierza, którą pobili w dniach 28–30 lipca w trzydniowej bitwie pod Warszawą. Po południu 30 lipca na Zamku Królewskim zebrała się rada wojenna. Ponieważ po przegranej bitwie wojska polskie rozdzieliły się (król wraz z piechotą, niewielką liczbą jazdy i pospolitym ruszeniem znalazł się na lewym brzegu Wisły, podczas gdy niemal cała jazda wciąż była na prawym brzegu), Jan Kazimierz postanowił opuścić Warszawę. Sprzeciwiali się temu kanclerz Stefan Koryciński i wojewoda łęczycki Jan Leszczyński. Królowa Ludwika Maria groziła nawet, że będzie bronić Warszawy ze swym fraucymerem. Król jednak uległ powszechnie panującej panice i bez zapewnienia właściwej ewakuacji sprzętu, w tym artylerii, przed wieczorem opuścił Warszawę.
Jan Kazimierz, który miał przy sobie 5 tys. żołnierzy (głównie piechota i wojska cudzoziemskiego autoramentu) oraz pospolite ruszenie, 30 lipca spędził noc w Zawadach koło Wilanowa, a po szybkim pochodzie następnego dnia dotarł aż do Warki. Pozostała na prawym brzegu jazda polska pod Stefanem Czarnieckim nie zraziła się porażką i już 31 lipca zaczęła nękać wojska szwedzko-brandenburskie wojną podjazdową, po czym cofnęła się na południe lewym brzegiem Wisły. Król ze swymi wojskami przeprawił się na prawy brzeg Wisły koło Gołębia. Gosiewski na początku sierpnia ponownie zaatakował Pułtusk.
Na skutek szwedzko-brandenburskiego zwycięstwa Warszawa 3 sierpnia znów dostała się pod obcą okupację, która, choć trwała krótko, była poważnym ciosem dla miasta i dla polskiej kultury. Tego samego dnia, gdy Warszawa znalazła się w rękach nieprzyjaciół, król przybył do Garwolina, skąd wysłał wiadomość polskim komisarzom, którzy w Niemieży mieli pertraktować z wysłannikami cara Rosji. Wojska królewskie 4 sierpnia połączyły się z jazdą koronną i Tatarami. By osłabić efekt propagandowy przegranej bitwy rozpuszczano wieści o nowych, zwycięskich starciach jazdy koronnej ze Szwedami.
Karol Gustaw i Fryderyk Wilhelm przebywali w Warszawie od 3 do 8 sierpnia. Zajmujący Pałac Ujazdowski król Szwecji zdawał sobie sprawę, że jego sytuacja po bitwie nie poprawiła się. Z tego powodu szukał sojuszników, więc 6 sierpnia wysłał do Bohdana Chmielnickiego list z propozycją sojuszu przeciwko Rzeczypospolitej. Rokowania te wsparł Hieronim Radziejowski, który 17 sierpnia wysłał do hetmana zaporoskiego Samuela Grochowskiego. Ponadto 6 sierpnia Karol Gustaw skierował do szlachty województwa rawskiego, ziemi gostyńskiej i sochaczewskiej uniwersał nakazujący ponowne poddanie się prawdziwemu monarsze, czyli jemu. Gdy 8 sierpnia Karol Gustaw i Fryderyk Wilhelm opuścili Warszawę, rozpoczęła się intensywna grabież miasta, a w transporcie zrabowanych rzeczy pod karą utraty własnych towarów pomagać musieli warszawscy kupcy. Spalono także pozostałą część przedmieść wraz z tamtejszymi kościołami. Szczególnie duże straty poniosły warszawskie rezydencje królewskie. Pozostałe w Zamku Królewskim archiwalia i księgi wertowali z rozkazu Karola Gustawa dwaj szwedzcy urzędnicy – Wawrzyniec Canthersten i Maciej Biörenklou. Komendant Warszawy generał von Bülow otrzymał 11 sierpnia rozkaz wywiezienia z Zamku wszystkich dzieł sztuki i kosztowności. Wśród wywiezionych łupów znalazło się 200 obrazów, w tym plafony z pięciu sal zamkowych, królewskie srebra oraz 33 arrasy.
Karol Gustaw po dotarciu do Radomia zarządził odwrót – wojska szwedzkie i brandenburskie powoli zaczęły przemieszczać się w kierunku Prus Królewskich. Ściągnięto załogi z Iłży, Ujazdu oraz Janowca i ruszono na Łowicz, natomiast zdobyte łupy skierowano do Warszawy. Stało się to z powodu Fryderyka Wilhelma, który pragnął jak najszybciej opanować przyznane mu układem obszary Wielkopolski. Także Karol Gustaw zdawał sobie sprawę, że armia polska wcale nie została rozbita i wobec tego dalszy marsz w głąb Polski jest bardzo ryzykowny. Jednocześnie Jan Kazimierz rozkazał Stefanowi Czarnieckiemu, by zaatakował Szwedów. W związku z tym Czarniecki wziął 4 tys. jazdy i 2 tys. Tatarów, przeprawił się przez Wisłę w okolicach Kazimierza i ruszył 20 sierpnia na Szwedów. Było oczywiste, że wynik bitwy warszawskiej jedynie przedłużył wojnę i że Szwedzi nie mają już żadnych szans na utrzymanie się w Polsce, nawet z brandenburską pomocą.
Zanim 26 sierpnia obce wojska opuściły Warszawę, zdołały wyekspediować Wisłą znaczne transporty dzieł sztuki, ksiąg oraz zabytków – wśród nich m.in. jaspisowe kolumny z ogrodu królewskiego, malowidła Tomasza Dolabelli pokazujące koronację Zygmunta III oraz bitwę pod Byczyną oraz portrety polskich królów pędzla Danckersa de Rij. Realizację projektu wysadzenia kolumny Zygmunta III powstrzymał list Arvida Wittenberga, któremu zagrożono, że pozostanie w niewoli do chwili, aż Warszawa zostanie odbudowana ze zniszczeń wojennych. Szwedzi przystąpili też do niszczenia murów miasta, jednak po wysadzeniu Bramy Krakowskiej zaprzestali tego dzieła na rozkaz Karola Gustawa, który przychylił się do prośby posłanej do niego delegacji warszawskiego magistratu, reprezentowanego przez Dawida Weyssa i Jana Lancberga.
Tymczasem w sierpniu Rosja zaatakowała szwedzkie Inflanty. Po zdobyciu na początku sierpnia Dyneburga potężna armia rosyjska pod wodzą samego cara Aleksego zajęła Kokenhuzę i Dorpat, po czym pod koniec sierpnia przystąpiła do oblężenia Rygi. W czasie walk pozostałe twierdze inflanckie odparły rosyjskie uderzenie.
Czarniecki, który po przegranej pod Warszawą bitwie wycofał się do Lublina, 20 sierpnia przeprawił się przez Wisłę pod Kazimierzem i ponownie rozpoczął wojnę podjazdową. Pod Strzemesznem koło Rawy Mazowieckiej 24 sierpnia rozbił konwój szwedzki, który osłaniał tabor i żony oficerów szwedzkich. Następnego dnia rozgromił pod Łowiczem potężny oddział rajtarii szwedzkiej (dowódca Hans Böddeker), gdzie został ranny w nogę. Intensywne działania dywizji Czarnieckiego zmusiły 25 sierpnia stojące koło Łowicza główne siły szwedzko-brandenburskie do odwrotu na północ. Armia szwedzka ruszyła w kierunku Zakroczymia, a stąd po przeprawieniu się przez Wisłę na Gdańsk, natomiast Brandenburczycy w kierunku Królewca. Szwedzi 1 września wycofali się z Warszawy – przez dłuższy czas nie była obsadzona przez żadne wojska.
Cesarz Ferdynand III uważał, że jego pomoc dla Rzeczypospolitej jest niezbędna, ale sądził, że na bezpośredni udział jego wojsk jest jeszcze za wcześnie i postanowił wspomóc porozumienie polsko-rosyjskie, wysyłając swych posłów Alegrettiego i Lorbacha do Moskwy. Jednocześnie w Wiedniu przyjęto uprzejmie posłów polskich – Jana Leszczyńskiego i Jana Wielopolskiego. Skutek tych zabiegów był taki, że 22 sierpnia w Niemieży pod Wilnem rozpoczęły się rokowania między Polską a Rosją.

### Ofensywa wojsk Rzeczypospolitej
Po odejściu głównych sił szwedzkich pospolite ruszenie wielkopolskie pobiło pod Śremem wojska szwedzkie dowodzone przez hrabiego Wrzesowicza, po czym zdobyło Kalisz. Zebrana w Lublinie narada wojenna postanowiła, że Lubomirski będzie kontynuował oblężenie Krakowa, natomiast armia litewska wraz z częścią sił koronnych i Tatarami zaatakuje Prusy Książęce. Król i hetmani koronni mieli się skoncentrować na Prusach Królewskich. Atak pospolitego ruszenia wielkopolskiego na Nową Marchię połączony z uderzeniem na Prusy Książęce miał skłonić Fryderyka Wilhelma do porzucenia sojuszu ze Szwecją. Tak więc już kilka tygodni po porażce pod Warszawą Rzeczpospolita przechodziła do ofensywy, i to na kilku kierunkach.
Na początku października dowodzona przez hetmana polnego litewskiego Wincentego Gosiewskiego armia litewska, która z posiłkami liczyła 11 tys. żołnierzy (głównie jazda), zaatakowała Prusy Książęce. W bitwie pod Prostkami Litwini rozbili 6-tysięczną armię szwedzko-brandenburską dowodzoną przez Jerzego Fryderyka Waldecka i Bogusława Radziwiłła. Z pola bitwy uszło jedynie 1 tys. żołnierzy szwedzkich i brandenburskich, a Bogusław Radziwiłł dostał się do tatarskiej niewoli. Po zwycięskiej bitwie, w czasie gdy Karol Gustaw rezydował we Fromborku, armia Gosiewskiego przekroczyła granicę i przystąpiła do pustoszenia ziem elektorskich. Po przegranej 22 października bitwie pod Filipowem z korpusem Stenbocka Gosiewski zawarł rozejm z Fryderykiem Wilhelmem i wycofał się z Prus Książęcych. Stenbock tymczasem ruszył nad Wisłę.
Próbująca zabezpieczyć swój kraj ze wszystkich stron dyplomacja brandenburska przystąpiła do pertraktacji z Rosją, zakończonych podpisaniem 22 września dwustronnego układu, który przewidywał neutralność Brandenburgii w konflikcie rosyjsko-szwedzkim i rosyjsko-polskim.
W październiku armia carska zakończyła nieudolnie prowadzone oblężenie Rygi, dając tym samym znak, że rosyjski atak na Inflanty zupełnie się nie udał. Ponadto walki szwedzko-rosyjskie toczyły się też w Ingrii, Karelii i na pograniczu Finlandii. Dla Polski było to o tyle korzystne, że na pewien czas odciągnęło część sił szwedzkich. Pojawiły się nawet głosy, których głównym rzecznikiem był hetman polny litewski Wincenty Gosiewski, by rosyjskie wystąpienie przekształcić w trwały sojusz. Nie było to jednak możliwe ze względu na fakt okupacji przez wojska rosyjskie znacznych obszarów należących do Litwy i Polski.
Gdy Rosjanie bezskutecznie oblegali Rygę, armia koronna, na której czele stanął Jan Kazimierz, koncentrowała się pod Inowłodzem, osiągając stan 20 tys. żołnierzy i pospolitego ruszenia. Wojska te 4 października zdobyły szturmem Łęczycę, której bronił garnizon szwedzko-brandenburski w sile 1 tys. żołnierzy. Trzy dni po zdobyciu miasta skapitulował zamek. Po odzyskaniu Łęczycy armia Jana Kazimierza ruszyła na Pomorze, zajmując Bydgoszcz i Chojnice oraz nawiązując współdziałanie z licznie tutaj operującymi grupami partyzanckimi. W końcu 12 października armia polska znalazła się pod Gdańskiem. Największe miasto Rzeczypospolitej pierwszy raz w tej wojnie mogło poczuć się bezpieczne.
Gdy wojska polskie wyzwalały Pomorze, wielkopolskie pospolite ruszenie w myśl ustalonych w Lublinie planów zaatakowało Nową Marchię, odpowiadając tym samym na niedawne i nieudane uderzenie sił elektorskich na Wielkopolskę. Król planował teraz uderzenie na Tczew i Grudziądz, jednak wygłodzeni żołnierze zbuntowali się, żądając wypłaty zaległego żołdu. Stojące pod Gdańskiem w bezczynności wojska koronne z powodu braków pożywienia zaczęły grabić okolice. Trudności zaopatrzeniowe skłoniły wreszcie Jana Kazimierza, by odesłać jazdę na leże zimowe do Wielkopolski. Jan Kazimierz pozostał pod Gdańskiem z samą piechotą, która zajęła kwatery na zimę.
W końcu 1656 roku w szwedzkich rękach była już tylko linia Wisły od Nowego Dworu do Gdańska, prawobrzeżna część Prus Królewskich z kilkoma twierdzami na zachodnim wybrzeżu, północne Mazowsze, Tykocin, Rajgród na Podlasiu, Poznań, Kościan i Kórnik w Wielkopolsce (obsadzone wspólnymi garnizonami szwedzko-brandenburskimi), Łowicz, Kraków, część polskich Inflant oraz Żmudzi. Znaczna część zajętych przez Szwedów i Brandenburczyków miast była blokowana przez siły Rzeczypospolitej, a ich losy zdawały się być przesądzone. Ponadto gdy Szwedzi dowiedzieli się o możliwości uderzenia ze strony Danii, już w grudniu zaczęli wycofywać część swych sił z obszaru Polski. Rok 1656 był więc dla Polski i Litwy udany i rokował rychłe uwolnienie reszty kraju spod obcej okupacji. Widzący gwałtowną zmianę sytuacji Hieronim Radziejowski postanowił wrócić na służbę do Jana Kazimierza i rozpoczął odpowiednie starania, które zostały jednak odkryte, przez co w grudniu były podkanclerzy został wywieziony do Szwecji i do końca wojny uwięziony.
Pod koniec roku szczególnie ciężko dotknięte zostało Wielkie Księstwo Litewskie, gdzie z powodu działań wojennych i plagi myszy doszło do klęski głodu, która swoje apogeum osiągnęła w następnym roku. Ponadto z przyczyny zarazy opustoszały miasta litewskie. Pamiętnikarz Stefan Medeksza zanotował, że liczna obecność dzikich zwierząt i zdziczałych psów w opustoszałych miastach skłoniła go do obozowania w szczerym polu.

## Próba rozbioru Rzeczypospolitej

### Rozszerzenie się konfliktu na inne państwa
Po długich pertraktacjach między Rosją a Polską doszło w końcu 3 listopada 1656 roku do zawarcia rozejmu w Niemieży, który oficjalnie przerywał wojnę między obu państwami i pozwalał skoncentrować się jedynie na zagrożeniu szwedzko-brandenburskim. Rozmowy już przed rokiem zainicjował Wincenty Aleksander Gosiewski. Zawarta umowa przewidywała wybór cara Aleksego na króla, a miał tego dokonać sejm jeszcze za życia Jana Kazimierza, który rządzić miał dożywotnio. W trakcie prowadzonych pod namiotami narad bojarowie moskiewscy obok szerokich żądań terytorialnych wspominali o odzyskaniu dla Polski Śląska, a nawet Moraw i Czech. Zawarty układ zapewnił Rosji utrzymanie dotychczasowych zdobyczy w połączeniu z nadziejami na tron polski oraz dawał możliwość przeciwdziałania wzrostowi potęgi szwedzkiej nad Bałtykiem, którego wybrzeża Rosja od dawna próbowała zdobyć.
Miesiąc później, 1 grudnia, podpisany został sojusz obronny między Polską a cesarzem Ferdynandem III, na mocy którego oddano na żołd polski 4,6 tys. żołnierzy cesarskich i udzielono Polsce wsparcia dyplomatycznego w rozmowach z Danią. Rokowania w Wiedniu prowadzili Jan Leszczyński i kasztelan wojnicki Jan Wielopolski. Ponieważ układ ten nie w pełni spełniał oczekiwania Polaków, pertraktacje mające na celu uzyskanie większej pomocy cesarskiej trwały także w następnym roku. Także i w tym przypadku strona polska kusiła Habsburgów koroną, którą po Janie Kazimierzu miałby otrzymać arcyksiążę Karol. Mirażem polskiej korony Jerzy Sebastian Lubomirski i inni magnaci już w końcu 1655 roku kusili także władcę Siedmiogrodu Jerzego II Rakoczego, którego już dawniej mamili polską koroną zarówno Bohdan Chmielnicki, jak i skłócony z Janem Kazimierzem Janusz Radziwiłł. Oswojony z tą myślą książę zdecydował się w końcu sięgnąć po Kraków, jednak zamierzał dojść do celu przy pomocy Szwedów.
Szwedzka dyplomacja także starała się zdobyć nowych sojuszników. Najpierw 20 listopada 1656 roku Karol Gustaw w Labiawie zawarł układ z elektorem Fryderykiem Wilhelmem, w którym przyznał mu pełną suwerenność w Prusach Książęcych i Warmii oraz ponowił obietnicę przekazania Wielkopolski.
Ostatecznym skutkiem starań szwedzkiej dyplomacji był zawarty 6 grudnia 1656 roku traktat w Radnot (koło Koloszwaru w Siedmiogrodzie). W myśl jego postanowień miał być przeprowadzony rozbiór ziem Rzeczypospolitej – Szwecja miała otrzymać Prusy Królewskie, Kujawy, północne Mazowsze, Żmudź oraz Kurlandię, Brandenburgia Warmię i Wielkopolskę (co było potwierdzeniem układu malborskiego), Bogusław Radziwiłł województwo nowogródzkie, Siedmiogród całą południową część Korony aż po Warszawę, natomiast Bohdan Chmielnicki miał zatrzymać całą Ukrainę. Traktat w Radnot zakładający rozbiór Rzeczypospolitej zaniepokoił Duńczyków oraz Habsburgów austriackich. Ci ostatni obawiali się już nie tylko rosnącej potęgi Szwecji i Brandenburgii, ale także wzrostu znaczenia i siły księcia siedmiogrodzkiego Jerzego II Rakoczego, ich głównego rywala w walkach o panowanie na Węgrzech. Działania dyplomatyczne Polski i Szwecji przyniosły taki skutek, że w 1657 roku w wojnę zaangażowała się niemal połowa Europy.

### Wyprawa Czarnieckiego do Gdańska

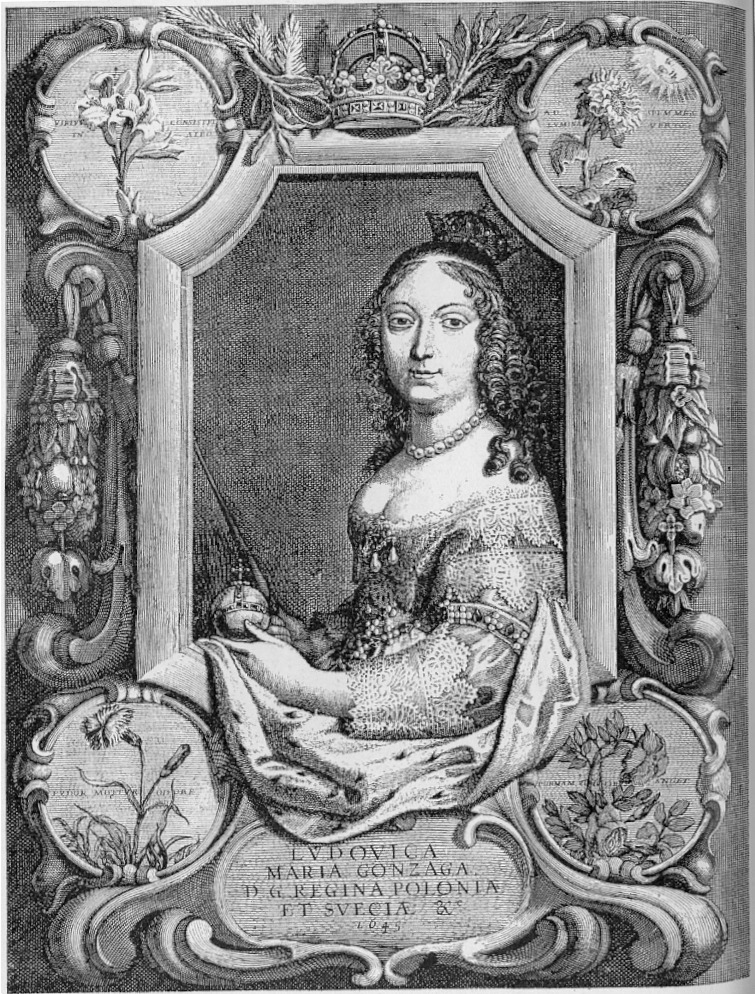
Aby połączyć królową Ludwikę Marię z mężem, Czarniecki musiał popisać się mistrzostwem w wojnie manewrowej

Na przełomie 1656 i 1657 roku stojący pod Gdańskiem Jan Kazimierz został odcięty od reszty kraju. Ze względu na prowadzone wówczas rozmowy z francuskim posłem Antonim de Lumbresem do Gdańska pragnęła dotrzeć królowa Ludwika Maria. Gdy Karol Gustaw dowiedział się o tym, zagwarantował jej bezpieczeństwo i rozkazał swym wojskom, by przepuściły polską królową. Ludwika Maria, nie chcąc korzystać z uprzejmości nieprzyjaciela, postanowiła przedrzeć się z pomocą Czarnieckiego. Kasztelan kijowski ruszył więc z Piotrkowa Trybunalskiego do Wolborza, gdzie oczekiwała go królowa. Stąd rozpoczęła się operacja połączenia pary królewskiej.
Pod Chojnicami dołączyły 31 grudnia do prowadzącego Ludwikę Marię Czarnieckiego idące z Gdańska siły hetmanów koronnych. Trzy dni później Polacy zostali zaatakowani przez przednią straż szwedzką dowodzoną przez pułkownika von Aschenberga, co doprowadziło do bitwy pod Chojnicami. W trakcie walk była chwila, że nawet królowa znalazła się w niebezpieczeństwie.
Królowa, widząc, że sama nie zdoła dostać się do Gdańska, postanowiła wydostać stamtąd Jana Kazimierza. Hetmani koronni odmówili udziału w wyprawie, tłumacząc się brakiem żywności i niezapłaconym żołdem. Pomysł poparł jedynie Czarniecki. Królowa, płacąc własnymi pieniędzmi i obiecując wypłatę zaległego żołdu, skłoniła wielu żołnierzy z wojsk hetmańskich, by przyłączyli się do organizowanej przez Czarnieckiego akcji.
Gdy Czarniecki ocenił, że zgromadzone siły są już gotowe, ruszył szybkim marszem w kierunku Torunia, tam przeprawił się przez Wisłę, szerząc przy tym wieść, że idzie do Prus. W tej sytuacji stojący pod Gdańskiem Karol Gustaw ruszył za Czarnieckim, by przeszkodzić mu w przeprawie. Czarniecki jednak wrócił na lewy brzeg Wisły i skierował się na Bydgoszcz. Przed Bydgoszczą nagle przeprawił się przez Wisłę i ruszył na Ciechanów, sugerując tym ruchem chęć połączenia się z armią litewską oblegającą Tykocin. W tej sytuacji Szwedzi przegrupowali się – Karol Gustaw, by osłonić Prusy, z częścią sił udał się w kierunku Malborka, natomiast Stenbock z głównymi siłami starał się odszukać Czarnieckiego. Udało się to 1 lutego pod Przasnyszem, jednak Czarniecki zdołał uniknąć bitwy i pod osłoną lasów uszedł w stronę Pułtuska.
W Pułtusku Czarniecki wybrał doborową grupę 2 tys. jazdy i ruszył prosto na Gdańsk. Odciągnięty na wschód Stenbock i stojący na drugim brzegu Wisły Karol Gustaw nie byli w stanie mu w tym przeszkodzić. Czarniecki w ciągu trzech dni przebył komunikiem trasę 280 kilometrów i 7 lutego znalazł się w Gdańsku wraz z 13 szwedzkimi chorągwiami, które zdobył w potyczkach, do jakich doszło w drodze. Ponieważ na tajnej naradzie postanowiono, że król natychmiast ruszy na południe Polski, Czarniecki 9 lutego wyprowadził Jana Kazimierza z Gdańska i omijając szwedzkie załogi i liczne podjazdy dotarł do Kalisza, skąd spokojną już drogą w ciągu dwóch dni znalazł się w Częstochowie, gdzie odbył się zjazd senatorów. Omówiono na nim dalsze plany wojenne i polityczne, a także problem wojskowej współpracy z cesarzem. Podobno pod naciskiem królowej Ludwiki Marii po śmierci Stanisława Lanckorońskiego Jan Kazimierz nadał urząd hetmana polnego koronnego Jerzemu Lubomirskiemu, podczas gdy niezwykle zasłużony Stefan Czarniecki zadowolić się musiał stanowiskiem wojewody ruskiego.

### Atak armii siedmiogrodzkiej

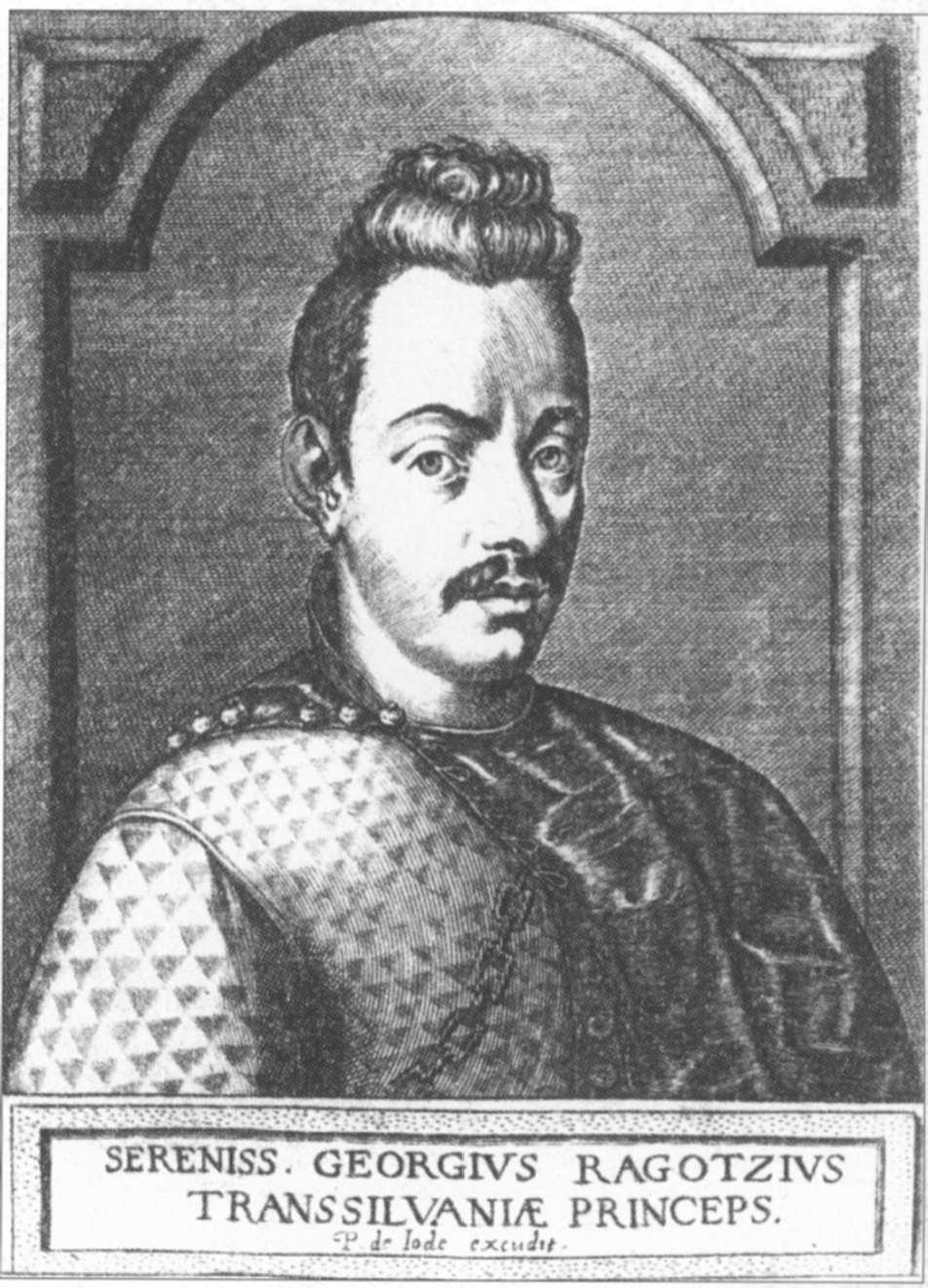
Atak Jerzego II Rakoczego był jednym z najtragiczniejszych momentów w historii Polski i Węgier

Na południu w końcu stycznia 1657 roku spadło na Polskę kolejne nieszczęście. Korzystając z tego, że szlachta ruska nie obsadziła na czas przełęczy karpackich, wtargnął do Polski książę siedmiogrodzki wraz z armią liczącą 25 tys. żołnierzy, głównie Węgrów, Wołochów i Mołdawian. Wojska te postępowały ze szczególnym okrucieństwem, niszcząc na drodze swego pochodu wiele miast i wsi. Gdy Karol Gustaw dowiedział się o wkroczeniu Siedmiogrodzian do Polski, zostawił pod Gdańskiem część sił pod wodzą księcia Adolfa Jana i Stenbocka, sam natomiast wziął 6–7 tys. rajtarów i dragonów wraz z lekką artylerią i ruszył na spotkanie armii Rakoczego.
Początkowo Rakoczy zamierzał oblegać Lwów, jednak na wieść o coraz trudniejszej sytuacji cierpiącego głód i niedostatek szwedzkiego garnizonu Wirtza w Krakowie, ruszył z odsieczą. Mający zbyt małe siły Lubomirski zwinął oblężenie Krakowa i skierował się do Sandomierza, by dołączyć do wojsk hetmana Potockiego, który w tym okresie porzucił leże zimowe w Wielkopolsce i przemieścił się nad Wisłę. Natomiast Czarniecki 9 lutego wyprowadził Jana Kazimierza z Gdańska i omijając załogi szwedzkie zakończył ryzykowną wyprawę w Kaliszu.
Książę siedmiogrodzki miał nadzieję, że mając dosyć wojny, szlachta uzna jego władzę, by móc wreszcie żyć w pokoju. Poparli go jednak tylko protestanci, którzy nawet brali udział w organizacji siedmiogrodzkiego najazdu na swoją ojczyznę. Jednak wbrew nadziejom Rakoczego ogromna większość ludności stawiła nowym najeźdźcom zacięty opór, a walkę wspomagały liczne podjazdy koronne.
Ponieważ Lubomirski wycofał się spod Krakowa, pomoc siedmiogrodzka nie była już tak pilna, więc Rakoczy zatrzymał swą armię w okolicach Medyki nad Sanem, by poczekać na kozacki korpus pułkownika Antona Żdanowicza liczący 10 tys. żołnierzy. Ostatecznie Kozacy połączyli się z wojskami siedmiogrodzkimi 20 lutego, a 3 dni później wzmocniony Rakoczy ruszył w pościg za armią Potockiego, który uchylił się jednak od walki i wycofał do Sandomierza, a potem do Bełżyc. W tej sytuacji Rakoczy przerwał pościg i ponownie skierował się na Kraków. Po 4 tygodniach marszu armia siedmiogrodzko-kozacka wjechała 28 marca do Krakowa, uroczyście witana przez szwedzki garnizon miasta. Książę siedmiogrodzki zamieszkał na Wawelu, a dowódca Szwedów Wirtz podkreślał, że na mocy układu z Radnot Rakoczy w Krakowie jest prawowitym władcą. Dwa dni później armia siedmiogrodzko-kozacka, po wzmocnieniu krakowskiej załogi siłą 2,5 tys. żołnierzy, ruszyła na spotkanie idącej z Pomorza armii szwedzkiej dowodzonej przez Karola Gustawa, która 23 marca wyszła z Torunia. W trakcie marszu na południe król szwedzki zajął 2 kwietnia Piotrków, obsadzając go załogą brandenburską, po czym maszerował przez Przedbórz, Jędrzejów i Pińczów, by 11 kwietnia dotrzeć do Modlibożyc koło Ćmielowa. Tutaj 12 kwietnia przybyła armia siedmiogrodzko-kozacka Rakoczego, która w trakcie marszu wciąż musiała toczyć walki z nękającą ją dywizją Czarnieckiego. Obaj władcy, Karol Gustaw i Jerzy Rakoczy, wydali w zamku Krzyżtopór uroczystą ucztę.
Ze względu na całkowite spustoszenie lewobrzeżnej Sandomierszczyzny połączona armia szwedzko-siedmiogrodzko-kozacka postanowiła przeprawić się na prawy brzeg Wisły. Wojska szwedzkie miały przeprawić się pod Zawichostem, natomiast wojska siedmiogrodzkie i zaporoskie pod Kazimierzem. Celem połączonych sił było zdobycie Lublina i rozbicie znajdujących się w jego okolicy wojsk hetmanów koronnych oraz armii litewskiej Sapiehy. Po zniszczeniu głównych sił Rzeczypospolitej sprzymierzeni mieli zdobyć Zamość i Brześć Litewski.
Ponieważ wojska siedmiogrodzko-kozackie nie zdołały zbudować mostu, przeprawiły się w dniach 18–22 kwietnia razem z siłami Karola Gustawa pod Zawichostem. Na prawym brzegu Wisły połączona armia ruszył przeciwko wojskom polsko-litewskim. Rozpoczął się kilkutygodniowy pościg, który pokazał, że wojska Rzeczypospolitej są bardziej ruchliwe od swych przeciwników i potrafiły skutecznie uniknąć decydującej bitwy. Zmęczona długim pościgiem armia szwedzko-siedmiogrodzko-kozacka stanęła pod Brześciem Litewskim, który poddał się 13 maja niemal bez walki. Był to jedyny znaczący sukces sojuszniczej armii od momentu połączenia.
Szczęściem dla Polaków i Litwinów stosunki między sprzymierzeńcami nie były najlepsze, gdyż Rakoczy, który oficjalnie podporządkował się Karolowi Gustawowi, nie zawsze wykonywał jego rozkazy. Ponadto dochodziło do scysji między żołnierzami obu armii, gdyż na furażujących Szwedów często napadali Węgrzy lub Kozacy. Także w obozie dochodziło często do kłótni, prowadzących do zamieszek i zabójstw. Jedyne co łączyło oba wojska, to wspólna chęć łupienia polskich miast i wsi.
Doprowadzenie do ataku księcia siedmiogrodzkiego okazało się wielkim sukcesem szwedzkiej dyplomacji i w ogromnym stopniu skomplikowało sytuację Rzeczypospolitej, która pod koniec 1656 roku zdawała się wydostawać z toni. Atak Rakoczego miał także drugą stronę medalu, gdyż ociągający się dotąd cesarz w obawie upadku Rzeczypospolitej połączonego ze wzmocnieniem wrogiego mu księstwa siedmiogrodzkiego, zdecydował się na zwiększenie pomocy dla Polski. Zawarto nowy układ, którego jednak Ferdynand III nie zdążył ratyfikować, gdyż zmarł 2 kwietnia 1657 roku. Nowy układ z Habsburgami Rzeczpospolita zawarła 27 maja 1657, po objęciu tronów Czech i Węgier przez Leopolda I. W układzie postanowiono, że do Polski miała przybyć 12–15 tysięczna armia cesarska pod wodzą feldmarszałka Melchiora Hatzfeldta i generała artylerii Ludwiga Radwiga de Souchesa, z zastrzeżeniem, że wojska te będą utrzymywane przez skarb Rzeczypospolitej. Jako gwarancję finansową cesarz otrzymał w zastaw saliny wielickie. Za otrzymaną pomoc zbrojną obiecano sukcesję tronu polskiego po Janie Kazimierzu synowi cesarza arcyksięciu Karolowi Habsburgowi. Ustalono, że armia Hatzfeldta przystąpi do oblężenia Krakowa, podczas gdy ciężar walki z Rakoczym weźmie na siebie Czarniecki.
Działania wojsk siedmiogrodzko-kozackich pozostawiły po sobie potworne zniszczenia. Podkomendni Rakoczego okrucieństwem swym prześcignęli nawet Szwedów. Nierzadkie były sceny, gdy ludzi palono na wolnym ogniu lub dla poszukiwania ukrytych kosztowności żywcem przerzynano na pół przy pomocy pił. Na drogach Sandomierszczyzny, Mazowsza i Podlasia częstym widokiem były tyki z zatkniętymi na nich głowami. Działania armii siedmiogrodzko-kozackiej doprowadziły do całkowitej ruiny największy ośrodek przemysłowy Rzeczypospolitej – Staropolski Okręg Przemysłowy.

### Dania przystępuje do wojny ze Szwecją
W czerwcu 1657 król Danii i Norwegii Fryderyk III postanowił wykorzystać szwedzkie zaangażowanie w Polsce i rozpoczął wojnę ze swym odwiecznym wrogiem. Szwedzi spodziewali się tego ataku, toteż od końca 1656 roku wycofali z ziem polskich znaczną część swych sił. Z tego samego powodu Karol Gustaw 20 maja 1657 zostawił pod Brześciem armię siedmiogrodzko-kozacką Jerzego Rakoczego i ruszył na północ. Gdy wojna z Danią już trwała, król szwedzki maszerował na Brodnicę i Toruń, potem do Prus, a stamtąd prosto w kierunku Jutlandii. Duński atak od razu dał się odczuć w Polsce, szczególnie w Wielkopolsce, której obszar opuściły wszystkie wojska szwedzkie, zostawiając na miejscu osamotnione załogi brandenburskie.
Gdy Karol Gustaw maszerował do Danii, w Polsce armia siedmiogrodzka wspólnie ze szwedzką armią Stenbocka przeprawiła się przez Wisłę pod Zakroczymiem i po słabym oporze 17 czerwca zdobyła Warszawę. Warszawa po raz trzeci w tej wojnie znalazła się pod obcą okupacją. Gdy Stenbock otrzymał rozkaz marszu do Danii, sprzymierzeni – po czterodniowym pobycie, podczas którego trwało nieprzerwane łupienie miasta – 21 czerwca opuścili miasto.
W tym czasie Lubomirski wywarł zemstę za najazd Rakoczego wkraczając 16 czerwca do Siedmiogrodu na czele armii liczącej 40 tys. ludzi (4 tys. żołnierzy oraz masy spragnionych łupu i rewanżu chłopów). Pozbawione wojsk księstwo nie było w stanie oprzeć się najazdowi, toteż ogromne jego połacie zostały ograbione i spalone. Po kilkutygodniowym łupieniu Siedmiogrodu Lubomirski, stosując się do królewskiego rozkazu, pod koniec czerwca wrócił do Polski.
Stenbock opuścił armię Rakoczego 22 czerwca pod Błoniem i ruszył na Szczecin. W drodze nękany był wciąż przez dywizję Czarnieckiego. W końcu czerwca Szwedzi całkowicie ewakuowali się z Łowicza, uwalniając miasto i okolice od okupacji. Natomiast armia siedmiogrodzko-kozacka, idąc na południe lewym brzegiem Wisły, dotarła do Sandomierza 29 czerwca, po czym zawróciła w kierunku Zawichostu, przeprawiła się przez Wisłę i skierowała na Zamość. Sytuacja osamotnionej armii Rakoczego stawała się coraz bardziej dramatyczna, a sam książę zwracał się kilkakrotnie do Polaków z propozycją rozejmu, nie otrzymując żadnej odpowiedzi. W tej sytuacji postanowił wyrwać się z opresji i skierować swą armię najkrótszą drogą do granicy siedmiogrodzkiej.
Idącemu za Stenbockiem Czarnieckiemu Jan Kazimierz nakazał, by ruszył pod Częstochowę. Posłuszny królewskim rozkazom Czarniecki połączył się z oddziałem jazdy cesarskiej, jazdą litewską Aleksandra Hilarego Połubińskiego oraz z grupą Tatarów, osiągając stan liczebny 10 tys. żołnierzy. Połączona armia ruszyła do Łańcuta, który stanowił miejsce koncentracji sił Rzeczypospolitej. W zamku Lubomirskiego w dniach 7–8 lipca trwała narada wojenna, na której zdecydowano, że za Rakoczym ruszy armia Czarnieckiego, natomiast hetmani Potocki i Lubomirski zagrodzą wojskom Rakoczego drogę do granicy.
Zaraz po łańcuckiej naradzie Czarniecki ruszył w pościg za Rakoczym i rozpoczął wojnę szarpaną, atakując z tyłu, z boków lub nawet od czoła, niszcząc tabory i podjazdy. W końcu Czarniecki 11 lipca uderzył i rozbił pod Magierowem tylną straż umykającej armii kozacko-siedmiogrodzkiej, a następnego dnia zadał nieprzyjacielowi znaczne straty podczas przeprawy przez Pełtew. Ponieważ armia siedmiogrodzko-kozacka znajdowała się w głębokim rozkładzie, Rakoczy poprosił o rozejm. W odpowiedzi Czarniecki zażądał zaniechania ucieczki i całkowitej kapitulacji. Pod Podhajcami Czarniecki 16 lipca połączył się z hetmanami koronnymi i odtąd wspólnie kontynuowano pościg za nieprzyjacielem, którego Polacy dopadli ostatecznie pod Czarnym Ostrowem i 23 lipca zmusili do podpisania kapitulacji. Pozbawiona łupów i opuszczona przez Kozaków armia siedmiogrodzka za cenę wysokiego okupu otrzymała pozwolenie na powrót do domu. Wkrótce jednak przybyli Tatarzy, którzy nie mieli najmniejszego zamiaru uznawać zawartej niedawno umowy i 26 lipca zaatakowali cofających się Węgrów, zdobywając ich obóz 31 lipca w Trembowli. Większość najeźdźców dostała się do tatarskiej niewoli, a sam książę wrócił do swego zniszczonego państwa z nielicznymi niedobitkami. Na miejscu dowiedział się, że został pozbawiony tronu przez swego lennego zwierzchnika, sułtana Mehmeda IV.
W lipcu 1657 roku główne siły szwedzkie pod wodzą króla Karola Gustawa i admirała-generała Karola Gustawa Wrangla najechały Półwysep Jutlandzki. O wiele mniejsza armia duńska nie potrafiła oprzeć się tej inwazji. Podobnie jak w Rzeczypospolitej, część duńskiej szlachty przeszła na stronę wroga. Wraz z końcem potopu szwedzkiego w Polsce, rozpoczął się taki sam w Danii. Oba okupowane przez Szwedów państwa doszły wkrótce do porozumienia i 18 lipca Dania i Rzeczpospolita zawarły przymierze. Niemałym ciosem dla Szwedów była śmierć ich sojusznika Bohdana Chmielnickiego, który 6 sierpnia zmarł w Subotowie.
W Polsce natomiast zwycięskie wojska koronne przybyły 7 sierpnia do Lwowa, skąd po krótkim odpoczynku dywizje Lubomirskiego i Czarnieckiego ruszyły pod Kraków, by wspomóc oblegającą miasto cesarską armię Hatzfeldta. Dywizja Potockiego poszła tymczasem na Wołyń, by osłaniać kraj przed możliwym uderzeniem kozackim. Walczący z Danią Szwedzi wycofali 9 sierpnia swą załogę z Wielenia nad Notecią – byli to ostatni żołnierze szwedzcy, którzy przebywali na terenie Wielkopolski. Odtąd prowincję tę okupowały już tylko siły brandenburskie. Szwedzi wycofali się także z fortu, który istniał wtedy w pobliżu Nowego Dworu nad Bugonarwią. Wciąż jednak mocno trzymali się w Prusach Królewskich.
Nie mając nadziei na odsiecz, dowodzący krakowskim garnizonem generał Wirtz skapitulował 25 sierpnia, kończąc tym samym oblężenie Krakowa. Pięć dni później Szwedzi, zgodnie z zawartą umową, wyszli z miasta, by pomaszerować później do Gorzowa. Podczas tej uroczystości obecny był król Polski Jan Kazimierz, który 4 września wjechał do zniszczonej Warszawy. Zgodnie z umową do Krakowa wkroczyły również oddziały cesarskie. Znajdujący się w rękach garnizonu brandenburskiego Poznań, oblegany przez wielkopolskie pospolite ruszenie, gdańską piechotę i artylerię Krzysztofa Grodzickiego, skapitulował 28 sierpnia. Później po zawarciu rozejmu z Polską załogi brandenburskie opuściły Kościan i Kórnik. Król 6 września ratyfikował zawarty w lipcu układ sojuszniczy z Danią.

## Wojna Szwecji z koalicją

### Rok 1657
Opuszczony przez Szwedów elektor brandenburski Fryderyk Wilhelm, widząc, że nie utrzyma się w Wielkopolsce, a przy radykalnej zmianie układu sił może stracić nawet Prusy Książęce, postanowił odstąpić Szwedów. Miał przy tym nadzieję, że wyczerpana wojną Polska przyjmie każdą pomoc i w trakcie pertraktacji będzie można uzyskać znaczne korzyści. W rozmowach z Rzecząpospolitą pomagał elektorowi cesarz Leopold I.
Armia szwedzka obległa twierdzę Fredriksodde 4 września. Twierdza po dwóch miesiącach skapitulowała i cała Jutlandia znalazła się w rękach Szwedów, a przed atakiem na duńskie wyspy powstrzymywała Karola Gustawa tylko dominująca na morzu duńska flota. Jednak sytuacja Szwecji nie przedstawiała się najlepiej, gdyż 19 września doszło do podpisania w Welawie nadzwyczaj korzystnego dla księcia elektora układu, zwalniającego go z zależności lennej w Prusach Książęcych. Odtąd Szwecja musiała samotnie stawiać czoło potężnej koalicji. Sytuację szwedzką pogorszył układ sojuszniczy zawarty między Rzecząpospolitą a Brandenburgią w Bydgoszczy, który stanowił ukoronowanie tzw. traktatów welawsko-bydgoskich. Na podstawie tego układu elektor uzyskał prawo przemarszu swych wojsk przez teren Prus Królewskich, mógł werbować żołnierzy na terenie Polski, a ponadto otrzymał Lębork i Bytów, a w zastaw Drahim oraz znajdujący się wciąż w szwedzkich rękach Elbląg. W układzie zastrzeżono, że w razie wygaśnięcia dynastii Hohenzollernów Prusy Książęce zostaną wcielone do Polski. Jedynym śladem byłej zależności Prus Książęcych od Rzeczypospolitej był hołd stanów pruskich na ręce polskich przedstawicieli w momencie obejmowania władzy przez nowego księcia. Zawarty staraniem cesarskiego posła Franciszka Lisoli układ sprawił, że Polska zapłaciła wysoką cenę za pozyskanie Hohenzollerna dla cesarskich interesów na obszarze Rzeszy. Do tego układ ten gwarantował całkowitą bezkarność dla Bogusława Radziwiłła.
Przystępując do nowego sojuszu, Brandenburgia miała nowy cel – zdobycie szwedzkiego Pomorza. Na razie jednak Brandenburczycy przystąpili wraz z Polakami do wyzwalania Prus Królewskich i Książęcych. Pozycja Szwedów w Polsce i na Litwie stawała się coraz gorsza, wskutek czego zwiększyli oni swoje zaangażowanie w walce z Danią.
Pozostawione przez Szwedów siły w Prusach Królewskich liczyły 8 tys. żołnierzy i miały w swych rękach twierdze Brodnicę, Elbląg, Głowę, Grudziądz, Malbork, Sztum i Toruń, a także szereg mniejszych miejscowości i zamków. Całością sił szwedzkich w Prusach dowodził książę Adolf Jan. Z powodu zbyt małej liczby piechoty, jaką dysponowała armia koronna, trzeba było czekać na przybycie wojsk cesarskich, które wyruszyły z Krakowa 11 września. Rejon koncentracji sił, mających uderzyć na Prusy, znajdował się w Płocku. Wojska cesarskie w sile 15 tys. żołnierzy przybyły tu w końcu września. Zaraz po nich nadeszła dywizja Lubomirskiego. Jan Kazimierz postanowił użyć armii cesarskiej do odzyskania Torunia, a wojska polskie skierować na Pomorze, by blokowały załogi szwedzkie, uniemożliwiając tym samym zorganizowanie odsieczy dla toruńskiego garnizonu. Austriacy nie spieszyli się jednak do oblężenia Torunia, a gdy w końcu podeszli pod miasto, nie przystępowali do prac oblężniczych. Doszło jedynie do kilku utarczek z wojskiem szwedzkim, po czym z powodu deszczu i jesiennych chłodów żołnierzy cesarskich odesłano na leże zimowe do Wielkopolski.
Przed planowanym na jesień polsko-cesarsko-brandenburskim uderzeniem na Pomorze Szwedzkie nastąpił wypad dywizji Czarnieckiego do Nowej Marchii, podjęty w końcu września po długim marszu spod Krakowa i postoju w Wielkopolsce. Wojska koronne przez 10 dni grabiły obszary należące do państwa rządzonego przez elektora Fryderyka Wilhelma. Gdy władca brandenburski gwałtownie zaprotestował z tego powodu u króla i senatorów, Czarniecki wrócił do kraju, tłumacząc się, że nic nie wiedział o zawartym porozumieniu polsko-brandenburskim.
Czarniecki wraz z 5 tys. żołnierzy 23 października wyruszył z obozu pod Ujściem i ponownie wtargnął na teren Nowej Marchii, budząc przerażenie wśród miejscowej ludności. Jednak tym razem wojsko przeszło spokojnie, gdyż jego celem była teraz część Pomorza Zachodniego będąca wraz ze Szczecinem w rękach Szwedów. Dywizja Czarnieckiego kilka dni po opuszczeniu Ujścia przeprawiła się przez Odrę, po czym zatrzymała się aż w Passewalku, leżącym na północny zachód od Szczecina. Próbowano zdobyć Ueckermünde, jednak nie udało się z powodu braku piechoty. Dywizja Czarnieckiego spaliła wokół Szczecina blisko 160 wsi i osiedli, a ofiarą najazdu padli głównie mieszkający tu od wieków słowiańscy chłopi. Po trzech tygodniach grabieży obciążone łupami wojska polskie 12 listopada wróciły do kraju.
Na froncie duńskim natomiast armia szwedzka odniosła wielki sukces, zdobywając 3 listopada po dwumiesięcznym oblężeniu potężną twierdzę Fredriksodde i otwierając drogę do morskiego desantu na Zelandię. W Polsce zwołano w Poznaniu 26 listopada naradę, na której stwierdzono, że z braku piechoty i artylerii wojska polskie bez cesarskiej pomocy nie zdołają zdobyć Torunia. Postanowiono więc, że dywizja Czarnieckiego z pomocą litewskiego pułku jazdy pułkownika Jana Sapiehy zablokuje garnizon toruński, natomiast część armii cesarskiej wraz z polską piechotą wiązać będzie Szwedów w Warmii i Prusach Królewskich. Reszta wojsk sprzymierzonych miała zimować w głębi kraju. Główną ofensywę w Prusach przesunięto na następny rok. Także w następnym roku zamierzano przyjść z pomocą Danii.
Dzięki duńskiemu wystąpieniu, które odciągnęło znaczną liczbę wojsk szwedzkich, rok 1657, który z powodu najazdu Rakoczego zapowiadał się dla Polski katastrofalnie, kończył się nadzieją na rychłe zwycięstwo. Pod koniec roku stać było siły polskie nawet na zaatakowanie szwedzkiego Pomorza. Na następny rok została sprzymierzonym tylko mozolna walka oblężnicza w Prusach i pomoc dla Danii.

### Rok 1658
Gdy w styczniu 1658 roku nastały silne mrozy, morze zamarzło, dając Szwedom wyjątkową okazję do ataku. Armia szwedzka przemaszerowała przez zamarznięty Mały i Wielki Bełt oraz Grönsund, dostała się na Fionię i Zelandię, a następnie 25 lutego podeszła pod Kopenhagę, zmuszając zaskoczonego króla Danii do podpisania 8 marca 1658 niezwykle ciężkiego traktatu z Roskilde, po którym Szwecja osiągnęła największe rozmiary terytorialne w swej historii. Jeden z punktów zawartego traktatu pokojowego nakazał Duńczykom zamknięcie Sundu dla wszystkich obcych bander, co stanowiło bezpośrednie uderzenie w holenderski handel bałtycki i tym samym było prowokacją wobec największej morskiej potęgi ówczesnego świata.
Błyskawiczne rozgromienie Danii przez Szwedów było dla wszystkich zaskakujące. Szczególnie groźne było to dla Rzeczypospolitej, którą mógł teraz czekać kolejny najazd wojsk Karola Gustawa. Prowadzone za francuskim pośrednictwem pertraktacje również nie przynosiły skutku, gdyż Francji zależało na tym, by wojna w Polsce trwała jak najdłużej i angażowała siły cesarskie, które w innym wypadku mogły pomóc Hiszpanom podczas walk toczonych w Niderlandach (wojna francusko-hiszpańska 1635–1659). Delegacja szwedzka za ustąpienie z Prus zażądała 4 milionów talarów, a do tego Kurlandii i pogodzenia się Polski i Litwy z utratą Inflant. Sejm warszawski z 1658 roku zdecydowanie odrzucił szwedzkie żądania.
W związku ze wznowieniem działań wojennych na wschodzie na zebranej w marcu radzie senatu postanowiono posłać na Ukrainę i Białoruś dywizję litewską Pawła Sapiehy oraz większość wojsk koronnych pod wodzą obu hetmanów koronnych, co oznaczało zabranie z frontu szwedzkiego aż 30 tys. żołnierzy. Ze Szwedami walczyć miał korpus generała Krzysztofa Grodzickiego liczący 3 tys. piechoty i dragonii, pułk jazdy Jana Sapiehy, licząca 3 tys. jazdy i dragonii dywizja Czarnieckiego, wojska brandenburskie dowodzone przez Bogusława Radziwiłła i armia cesarska. Ponadto w Inflantach walczyła z siłami szwedzkimi dywizja hetmana polnego litewskiego Wincentego Gosiewskiego, licząca około 5 tys. żołnierzy.
Karol Gustaw zamierzał najpierw zaatakować elektora, który według władcy Szwecji był główną zawadą w realizacji planu opanowania bałtyckich wybrzeży. Miał przy tym nadzieję, że jego nowa ofensywa zostanie poparta przez głównych wrogów cesarza – Francję i Anglię. Z tego powodu już 17 czerwca na Mierzei Wiślanej flota szwedzka wysadziła silny desant. Jednak dyplomacja elektorska sprawiła, że doszło do porozumienia między Leopoldem I a Francuzami i Anglikami. Karol Gustaw pozostał więc osamotniony, a jego desant odparty przez siły brandenbursko-polskie. W tym czasie znajdujące się na terenie Polski wojska cesarskie powoli ściągały z leż zimowych, na skutek czego dopiero 2 lipca skupiły się pod Toruniem w liczbie 3650 żołnierzy. Lipcowe działania przeciwko Toruniowi prowadził cesarski generał Ludwig de Souches. By osłonić się przed ewentualnym atakiem szwedzkim, wojska polsko-cesarsko-brandenburskie ustawiły cztery linie obronne od strony Szczecina. Doszło także do chwilowego porozumienia polsko-rosyjskiego, gdy uznano cara za następcę Jana Kazimierza na tronie polskim. Dzięki temu wróciła ze wschodu dywizja Lubomirskiego, by wziąć udział w oblężeniu Torunia. Pod Toruń skierowano także świeżo utworzone regimenty piechoty polskiej. Po przybyciu Krzysztofa Grodzickiego i Lubomirskiego rozpoczęła się rzetelna praca oblężnicza.
W sierpniu sprzymierzeni zostali zaalarmowani, że w Kilonii zaokrętowano wojska szwedzkie. Spodziewano się, że oddziały te zostaną wysadzone na wybrzeżach Pomorza. Ku zaskoczeniu wszystkich armia szwedzka wylądowała na Zelandii. Spowodowane to było tym, że Karol Gustaw po niepowodzeniu desantu na Mierzei Wiślanej zrezygnował z walki o Pomorze, gdyż zaczął myśleć o rozbiorze królestwa Oldenburgów albo jego całkowitym podbiciu i restytucji unii kalmarskiej, tym razem pod szwedzką hegemonią. Dlatego okupujący wciąż Jutlandię Szwedzi wysadzili na Zelandii armię. Armia ta, którą dowodził Karol Gustaw Wrangel, w sierpniu drugi raz w tym roku podeszła pod Kopenhagę i zdobyła twierdzę Kronborg (sierpień-wrzesień 1658 r.).
Zjednoczenie Skandynawii pod szwedzką hegemonią mało komu było na rękę, stąd po stronie Duńczyków stanęli Habsburgowie austriaccy, Brandenburgia, Niderlandy i Rzeczpospolita. Nawet Habsburgowie hiszpańscy przysłali swój korpus ekspedycyjny. Decyzja Karola Gustawa pogorszyła i tak już trudną sytuację Szwecji, gdyż teraz grono nieprzyjaciół powiększyło się o szczególnie zainteresowaną sprawami bałtyckimi Holandię, której flota pojawiła się u wybrzeży Jutlandii już 3 sierpnia. Król Szwecji liczył na błyskawiczne zwycięstwo, które pozwoliłoby zablokować Sund i nie wpuścić na Bałtyk holenderskich okrętów. Zaskakująco silny opór Duńczyków pokrzyżował jego plany. W tym czasie wolna już w większości od Szwedów Polska wzmogła swoją aktywność na wschodzie i 16 września zawarła z Kozakami unię hadziacką. Doprowadziło to wkrótce do wznowienia wojny polsko-rosyjskiej.
W czasie, gdy większość wojsk polsko-cesarskich skupiona była pod Toruniem, toczyły się walki na terenie Prus Królewskich, gdzie działała polska kawaleria pod wodzą Aleksandra Koniecpolskiego. Koniecpolski, który dowodził trzema pułkami liczącymi 3,3 tys. jazdy, blokował szwedzkie garnizony w Malborku, Sztumie, Grudziądzu i Brodnicy, utrudniając komunikację między szwedzkimi wojskami. Rozbił podjazd wysłany z Malborka, stoczył nieudaną potyczkę pod Chełmnem, po której udał się do Kiszporku. Z powodu ciężkiej choroby musiał przekazać dowództwo w ręce chorążego koronnego Jana Sobieskiego. Wojska polskie działające na terenie Prus Królewskich wspomagały siły brandenburskie, na których czele stał Bogusław Radziwiłł. Dochodziło do wielu drobnych utarczek, jednak coraz mocniej napierani Szwedzi postanowili zniszczyć swoje fortyfikacje na Żuławach i wycofać się do większych twierdz. W walkach na Pomorzu wyróżnił się oddział partyzantów chłopskich, którym dowodził ludowy bohater znany jako Michałko.
W Inflantach Szwedzi dowodzeni przez Roberta Douglasa, korzystając z tego, że Rosja w związku z unią hadziacką skierowała większość swych sił do walki z Rzecząpospolitą, uderzyli we wrześniu na Kurlandię, zmuszając do poddania się jej księcia i lennika Rzeczypospolitej Jakuba Kettlera. Jednak sam akt poddania się księcia Szwedom nie wystarczył i w październiku ponownie zaatakowali, opanowali Mitawę i uwięzili księcia, zmuszając go do wydania swych twierdz.
We wrześniu na pomoc Danii ruszyła armia cesarska dowodzona przez Raimondo Montecuccolego w sile 10,6 tys. żołnierzy, dowodzona przez Fryderyka Wilhelma armia brandenburska licząca 14,5 tys. żołnierzy oraz dywizja Czarnieckiego licząca 4,5 tys. żołnierzy. Siły austriacko-brandenbursko-polskie (w sumie 29,6 tys. żołnierzy), nad którymi naczelne dowództwo objął Montecuccoli, w końcu września przeprawiły się przez Odrę i ruszyły prosto do Jutlandii, przechodząc przez obszar szwedzkiego Pomorza Zachodniego i Meklemburgię. Sam Czarniecki przeszedł Odrę 24 września pod Kostrzynem i 16 października dotarł do Szlezwiku. Wkrótce za Czarnieckim do Danii ruszyli ze swoimi oddziałami Krzysztof Jan Żegocki i Piotr Opaliński. Początkowo Fryderyk Wilhelm pragnął z pomocą floty holenderskiej przeprawić się przez morze na Zelandię, jednak uniemożliwiło to pojawienie się przyjaznej Szwedom floty angielskiej, która przebywała w rejonie prowadzonych działań do czasu zawarcia porozumienia cesarsko-angielskiego. Nie mogąc przeprawić się na Zelandię, sprzymierzeni uderzyli na Jutlandię i zaczęli stopniowo wypierać Szwedów na północ.
Na początku listopada koło Zelandii blokująca obleganą przez Karola Gustawa Kopenhagę flota szwedzka dowodzona przez Wrangla została pobita w Sundzie przez holenderską flotę admirała Jacoba van Wassenaera Obdama. Sukces ten uwolnił stolicę Danii od oblężenia.
Po opanowaniu niemal całej Jutlandii sprzymierzeni skoncentrowali się teraz na bardziej skomplikowanym zadaniu, jakim było wyparcie Szwedów z wysp duńskich. Elektor doszedł do wniosku, że na Zelandię będzie można się dostać po opanowaniu kilku mniejszych wysp. Na pierwszy ogień poszła gęsto zaludniona i posiadająca 3 miasta oraz kilkadziesiąt wsi wyspa Alsen, na której sprzymierzeni zaczęli lądować 14 grudnia. Stojące na wyspie wojska szwedzkie nie podjęły walki, lecz cofały się w kierunku zamku Sonderburg, którego garnizonem dowodził Rüttiger Aschenberg. By dopaść cofającego się nieprzyjaciela, trzeba było jak najszybciej przeprawić jazdę. Żołnierzy Czarnieckiego przerzucono na wyspę barkami, natomiast konie przeprawiły się wpław przy barkach. Gdy cała wyspa została już opanowana, garnizon Sonderburga ewakuował się drogą morską, natomiast druga na wyspie twierdza, Norburg, skapitulowała. Cała wyspa Alsen 21 grudnia znalazła się we władaniu antyszwedzkiej koalicji.
W związku ze wznowieniem wojny polsko-rosyjskiej oraz tym, że działania wojenne między obu krajami praktycznie i tak już były wstrzymane, Rosja i Szwecja zawarły 20 grudnia w Waliesar traktat rozejmowy, który pozwolił zatrzymać Rosjanom niewielkie zdobycze, jakie udało się im uzyskać.
Po zdobyciu wyspy Alsen dywizja Czarnieckiego wróciła na Jutlandię i 23 grudnia zaatakowała dawną rezydencję królów duńskich, Koldyngę, której bronił niezbyt liczny garnizon szwedzki (oblężenie Koldyngi). Miasto zostało zdobyte 25 grudnia. Szwedzi chcieli jeszcze odzyskać stratę, jednak ich wojska, które wylądowały na Jutlandii, zostały odparte przez żołnierzy Czarnieckiego. Zwieńczeniem udanego dla Polski roku było zdobycie silnie ufortyfikowanego Torunia, którego załoga skapitulowała 30 grudnia.

### Rok 1659
Po zdobyciu Koldyngi wojska polskie rozłożyły się na leże zimowe, a ponieważ żołnierzy Czarnieckiego zakwaterowano na zniszczonych i wyeksploatowanych obszarach, doszło do zatargów z miejscową ludnością oraz kłótni między Czarnieckim a Montecuccolim. Cała armia sojusznicza dość bezpardonowo poczynała sobie z miejscową ludnością cywilną, jednak według raportów duńskich komisarzy, jakie przedstawione zostały królowi Fryderykowi III, żołnierze polscy byli stosunkowo mniej ciężcy dla jego poddanych.
Po zdobyciu Torunia znaczna część sił polskich musiała opuścić Prusy Królewskie z powodu coraz intensywniejszych działań wojennych na froncie rosyjskim. Został tylko korpus dowodzony przez generała Grodzickiego liczący 5750 żołnierzy, głównie piechoty. Niemal cała jazda ruszyła na wschód.
Walki polsko-szwedzkie w ostatnim roku wojny stopniowo wygasały. Rzeczpospolita coraz bardziej angażowała się w wojnę z Rosją, a Szwedzi coraz więcej uwagi musieli poświęcać walce z potężną koalicją na froncie duńskim. Łącznie Karol Gustaw na początku roku miał 34 tys. żołnierzy, z tego 15 tys. walczyło w Danii, 7 tys. w Prusach Królewskich, 4–5 tys. na Pomorzu Zachodnim, około 3,5 tys. w Kurlandii a reszta w Inflantach i na granicy szwedzko-rosyjskiej. Tymczasem antyszwedzka koalicja miała łącznie 110 tys. żołnierzy, choć tylko część tych sił była zaangażowana w walkę z wojskami szwedzkimi.
Zarówno Polska, jak i Austria nie mogły w pełni zaangażować się w walkę ze Szwecją. Rzeczpospolita musiała teraz walczyć na wschodzie z Rosją, natomiast cesarz trzymał w pogotowiu znaczne siły w Nadrenii ze względu na zagrożenie ze strony monarchii Ludwika XIV. Ponadto w Polsce zaczynała się polityczna walka między stronnictwami austriackim i francuskim. Tylko Duńczycy siłą rzeczy w całości angażowali swe siły w walkę z wojskami Karola Gustawa. Z tych powodów słabsi od całej koalicji Szwedzi dzięki sprawnemu dowodzeniu i pełnemu zaangażowaniu swych sił mogli skutecznie opierać się licznym nieprzyjaciołom, a nawet na początku 1659 rok przystąpić do ofensywy, której celem było zmuszenie Danii, Polski i Brandenburgii do korzystnego dla Szwecji pokoju. Sporą przeszkodą dla szwedzkiego panowania nad Bałtykiem była działalność wspierającej Danię floty holenderskiej.
Na początku 1659 roku Szwedzi postanowili przejść do ofensywy nie tylko w Danii, ale również i w Prusach, gdzie w ich rękach znajdowały się liczne twierdze. Żuławy osłaniały twierdze Malbork, Elbląg i Głowa. Niewielkie zamki Stara Wisła, Liserowo i Szpica Mątowska tworzyły wewnętrzny pierścień szwedzkiej obrony w Prusach. Do tego w rękach Szwedów znajdowały się wciąż Brodnica i Grudziądz. Siły polskie przeznaczone do działań w Prusach liczyły 5860 żołnierzy. Ponadto w Prusach książęcych stacjonowało 7,2 tys. żołnierzy brandenburskich. Nieliczne wojska polskie, którymi dowodził generał Grodzicki, w większości były jeszcze na leżach zimowych w województwie brzesko-kujawskim. Mniejsza część sił stacjonowała w niedawno odzyskanym Toruniu. Siły Rzeczypospolitej na tym obszarze uzupełniał potężny garnizon gdański.
Ponieważ siły antyszwedzkiej koalicji nie były w Prusach zbyt duże, a ponadto w okresie zimowym charakteryzowała je niemal całkowita bezczynność, Szwedzi utworzyli plan dwustronnego ataku na Pomorze gdańskie. Od zachodu uderzyć miał maszerujący ze Szczecina generał Paweł Wirtz, a ponadto wesprzeć go miały załogi Malborka i Elbląga, podlegające księciu Adolfowi Janowi. Od wschodu natomiast uderzyć miał feldmarszałek Douglas, który musiał przedostać się przez Żmudź i Prusy Książęce. Atak armii Douglasa miał odciągnąć siły brandenburskie znad Wisły, a groźba spustoszenia Prus Książęcych miała skłonić Fryderyka Wilhelma do zawarcia separatystycznego pokoju, lub w ostateczności zmusiłaby elektora do wycofania swych wojsk z frontu duńskiego. W obu przypadkach ułatwiłoby to Karolowi Gustawowi zdobycie wysp duńskich. Dodatkową korzyścią akcji miało być opanowanie mało zniszczonych obszarów, co pozwoliłoby rozwiązać problemy żywnościowe armii szwedzkiej.
W styczniu Wirtz skoncentrował we Frydlądzie Pomorskim 2 tys. rajtarów i ruszył na wschód. W tym samym czasie wyszedł z Malborka książę Jan Adolf, prowadząc ze sobą 1,5 tys. jazdy i 700-800 piechoty i korzystając z faktu, że Wisła była wówczas zamarznięta, przeprawił się na drugi brzeg po lodzie. Na początku lutego książę Jan Adolf zdobył bronione przez samych tylko mieszczan Chojnice i spalił je. Wirtz połączył się z Janem Adolfem pod Czarnem, po czym w dniach 9–10 lutego wspólnie zaatakowali Człuchów. Miasto, bronione przez regiment piechoty Bogusława Leszczyńskiego wspierany przez mieszczan i okolicznych chłopów, odparło atak Szwedów. Potem Szwedzi zajęli Świecie i Chełmno, a następnie skierowali się do Prus Książęcych, zajmując Kwidzyn, Zalewo, Miłakowo i Morąg.
Jan Adolf, który obawiał się, że wojska gdańskie, wykorzystując jego nieobecność, uderzą na słabo bronione Żuławy, zawrócił do Malborka. W czasie powrotnego marszu zdobył z zaskoczenia Tczew. Na ziemiach elektorskich został osamotniony Wirtz, przeciwko któremu ruszyły wkrótce z Torunia wojska koronne generała Grodzickiego. Na wieść o tym Wirtz natychmiast opuścił Prusy i ruszył z powrotem na Pomorze Zachodnie.
Ponieważ sprzymierzeni szybko odzyskali utracone w Prusach Książęcych miejscowości, zimowa ofensywa Szwedów nie przyniosła spodziewanego efektu w postaci odciągnięcia sił elektorskich z Danii.
Gdy 12 lutego armia Karola Gustawa niespodziewanie ruszyła do ataku na Kopenhagę, wspomagani przez Holendrów Duńczycy odparli szturm. Wówczas Szwedzi wycofali się do swego obozu i przystąpili do blokady stolicy Danii. Odtąd walki między obu stronami miały charakter głównie oblężniczy.
Na zjeździe delegatów państw sprzymierzonych, do którego doszło 30 marca w Toruniu, nie zdołano ustalić planu wspólnych działań przeciwko wojskom szwedzkim. Na obradującym w Warszawie sejmie wiosennym (22 marca – 2 maja) doszło do ostrej walki między stronnictwem austriackim i francuskim. Zdecydowana większość posłów żądała natychmiastowego wydalenia wojsk cesarskich z obszaru Rzeczypospolitej. Głównym argumentem, obok wysokich kosztów utrzymania, które musiał pokrywać skarb państwa, było unikanie walki ze Szwedami oraz grabienie ludności cywilnej. Zdaniem posłów armia cesarska znajdująca się na terenie Polski była dla kraju równie szkodliwa, co szwedzcy najeźdźcy. Gdy chorągwie koronne z powodu nie zapłaconego żołdu zawiązały konfederację, nie chcąc przystąpić do walki, sejm zmuszony był uchwalić nowe podatki, co załagodziło konflikt z wojskiem. Posłowie, by uwolnić z rąk szwedzkich nieliczne okupowane przez nich twierdze w Prusach, zdecydowali o wysłaniu na Pomorze większych sił koronnych.
Szczególnie podzieliła społeczeństwo propozycja elekcji vivente rege, na której rzecz Jan Kazimierz z inspiracji Ludwiki Marii rozpoczął agitację już na sejmie w 1658 roku. Zawiedziony na Habsburgach i ich egoistycznej polityce król proponował na swego następcę na tronie Henryka Juliusza Burbona, księcia d’Enghien, syna Wielkiego Kondeusza. Ciosy, jakich doznała Rzeczpospolita od roku 1648 przekonały wszystkich, że konieczne są głębokie zmiany. Dlatego nikt nie oponował przeciwko złożonym przez dwór propozycjom reform.
W maju Polska i Rosja zawarły rozejm pod Czadosami, dzięki czemu znaczna część sił litewskich mogła zostać skierowana do Inflant i Kurlandii. Doprowadziło to do bardziej intensywnych walk na granicy kurlandzko-litewskiej, gdyż oboźny litewski Samuel Komorowski tuż po zawarciu rozejmu natychmiast ruszył przeciwko Szwedom i 18 maja stoczył pod Szkudami nierozstrzygniętą bitwę z armią Roberta Douglasa, który zmuszony został do rezygnacji z ataku na Żmudź. Ponieważ mający niemal samą jazdę Komorowski nie mógł prowadzić wojny oblężniczej, musiał poczekać na piechotę i artylerię.
Tymczasem w Danii sprzymierzeni zdobyli 27 maja Frederiksodde, najnowocześniejszą twierdzę na Jutlandii. Pod naciskiem Duńczyków armie sojusznicze bezskutecznie próbowały odbić Fionię.
Gdy dopiero w sierpniu nadciągnęła do brandenburska piechota i artyleria, Komorowski mógł przystąpić do zdobywania twierdz kurlandzkich. Sprzymierzeni przystąpili również do ofensywy na innych frontach. W sierpniu na czele armii liczącej 12,6 tys. żołnierzy (w tym 2 tys. wojsk cesarskich) i 30-40 dział ruszył do Prus Królewskich Jerzy Lubomirski, który już 28 sierpnia wziął szturmem miasto Grudziądz, a zaraz potem zmusił do kapitulacji zamkniętą w zamku szwedzką załogę. Także w sierpniu potężna, bo licząca aż 30 tys.żołnierzy armia cesarsko-brandenburska, na której czele stał cesarski generał Ludwig de Souchess, wtargnęła na Pomorze Szwedzkie, bezskutecznie atakując Szczecin i Greifswald. Sprzymierzeni zdołali jedynie zająć Demmin. By wesprzeć działania sprzymierzonych pod Szczecinem, Stefan Czarniecki opuścił Danię 4 września, zostawiając 1 tys. jazdy pod wodzą pułkownika Kazimierza Piaseczyńskiego. Z powodu nieporozumień z sojusznikami ostatecznie Czarniecki nie wziął udziału w zachodniopomorskiej ofensywie. Po powrocie do Polski połączył się z idącym spod Malborka Jerzym Lubomirskim.
Na froncie pruskim nocy z 26 na 27 września wojska sprzymierzonych wtargnęły na Żuławy, zajmując opuszczone uprzednio przez Szwedów mniejsze fortece, po czym oblegli Głowę i Malbork. Do działań tych niebawem dołączyły wojska gdańskie. Wkrótce 20 października przybył z Danii Stefan Czarniecki i rozłożył się na leże zimowe w Wielkopolsce.
W Kurlandii Komorowski po długiej blokadzie zdobył Goldyngę, a po nadejściu dywizji Połubińskiego wojska litewskie we wrześniu i w październiku zdobyły Windawę i Szkrundy. W tym samym czasie wojska brandenburskie zdobyły dwa inne zamki. Po śmierci Komorowskiego naczelne dowództwo nad armia litewską w Inflantach objął oboźny litewski Michał Pac, który 24 listopada przystąpił do oblężenia Mitawy. Po zostawieniu swych garnizonów w kilku miejscowościach wojska brandenbursko-cesarskie opuściły w listopadzie Pomorze Szwedzkie.
Jesienią o mało nie doszło do kolejnej bitwy morskiej między Szwedami a Holendrami, jednak ci ostatni zrezygnowali z walki, kiedy pojawiła się flota angielska. Anglicy starali się nie dopuścić do zbytniego zaangażowania Holendrów w tę wojnę, by ci nie wyciągnęli z niej zbyt dużych korzyści. Ponieważ Anglicy nie zamierzali angażować się w walkę, w listopadzie Michiel Adriaenszoon de Ruyter wspomógł działania lądowe sprzymierzonych (wśród których znajdowała się jazda Piaseczyńskiego) w bitwie pod Nyborgiem, przyczyniając się do kapitulacji Szwedów. W bitwie zginął pułkownik Piaseczyński. Dzięki temu sukcesowi Nyborg skapitulował dwa dni później (26 listopada) i ostatecznie Szwedzi utracili Fionię. Na froncie duńskim zdecydowanie zaczęli brać górę sprzymierzeni, a przejęty niepowodzeniem Karol Gustaw wkrótce poważnie się rozchorował.
Nad Wisłą natomiast po długim i uciążliwym oblężeniu skapitulował 22 grudnia na honorowych warunkach szwedzki garnizon twierdzy Głowa. Od tej chwili delta Wisły znów znalazła się w polskich rękach, a ponadto szwedzkie garnizony Malborka i Elbląga odcięte zostały od dostaw żywności. Jeszcze przed końcem roku na podobnych warunkach skapitulował szwedzki garnizon Brodnicy. Jednak Malborka, pomimo oblężenia, nie udało się odzyskać i twierdza ta, podobnie jak Elbląg, wróciła do Polski dopiero na mocy traktatu pokojowego.
Ofensywa jesienna spowodowała odzyskanie przez siły sprzymierzonych całych Prus Królewskich z wyjątkiem Malborka i Elbląga, blokowanych do końca wojny. W czasie toczonych walk wyeliminowano 3 tys. żołnierzy szwedzkich.
Polska na skutek doświadczeń wyniesionych z walk ze Szwedami rozbudowała te rodzaje wojska, które dysponowały dużą siłą ognia. W czwartym kwartale 1659 roku Polska miała aż 12 regimentów autoramentu cudzoziemskiego, 9 regimentów autoramentu narodowego i 21 jednostek dragonii – łącznie około 17 tys. żołnierzy, a liczba wojsk autoramentu cudzoziemskiego była czterokrotnie większa niż w okresie bitwy warszawskiej w 1656 roku. Po tych reformach stosunek tego typu wojsk do jazdy autoramentu narodowego wyniósł 1:1.

### Rok 1660
Po ponad sześciotygodniowym oblężeniu Michał Pac 8 stycznia 1660 roku zdobył Mitawę. Z powodu wznowionej wojny z Rosją część wojsk litewskich opuściła Kurlandię i odtąd Pac musiał kontynuować walką ze znacznie mniejszymi siłami. Wojska litewskie przystąpiły do oblężenia Bowska, jednak działania przeciwko twierdzy nie przyniosły rezultatu – odzyskano ją dopiero na mocy traktatu pokojowego.
Gdy w Danii sprzymierzeni szykowali się do inwazji na Zelandię, Karol Gustaw wyjechał do Göteborga na obrady Riksdagu, gdzie niespodziewanie zmarł 23 lutego, mając zaledwie 38 lat. Śmierć wojowniczego władcy ułatwiła teraz pertraktacje pokojowe. Początkowo Riksdag miał jedynie uchwalić nowe podatki na wojnę i pobór do wojska. Nagła śmierć króla doprowadziła do starcia dwóch frakcji – wojennej i pokojowej. Wyczerpanie wojenne Szwecji sprawiło, że frakcja pokojowa uzyskała przewagę. Także tocząca ciężkie boje z Rosją Rzeczpospolita pragnęła pokoju ze Szwedami. Doszło do pertraktacji pokojowych, w których mediatorem była Francja, pilnująca, by Szwecja nie doznała zbyt wielkiego uszczerbku. Anglia i Francja starały się pilnować, by nie osłabić pozycji Szwecji w Rzeszy Niemieckiej, a tym samym nie wzmacniać potęgi Habsburgów.
Konferencja pokojowa odbywała się w Oliwie pod Gdańskiem. Rzeczpospolitą reprezentowali obaj kanclerze wielcy, koronny Mikołaj Jan Prażmowski i litewski Krzysztof Zygmunt Pac, ponadto wojewoda poznański Jan Leszczyński, referendarz koronny Jan Andrzej Morsztyn, podskarbi nadworny koronny Władysław Rey oraz starosta gnieźnieński Jan Gliński. Cesarstwo reprezentowali namiestnik królewski Franciszek Kollowrath i baron oraz radca cesarskiej komory nadwornej Franciszek de Lisola. Na czele delegacji elektorskiej stał Jan Hoverbeck, natomiast na czele duńskiej – agent królewski Krzysztof de Parsberg. Szwedzkiej delegacji przewodniczył gubernator Inflant Magnus Gabriel De la Gardie, a wspomagał go kanclerz Bengt Oxenstierna. Całością obrad kierował poseł francuski Antoni de Lumbres.
Rokowania były trudne, a rozmowy wielokrotnie przerywano. W końcu 3 maja 1660 roku podpisany został traktat pokojowy między Rzecząpospolitą a Szwecją. Praktycznie nie przynosił on żadnych zmian terytorialnych, a jedynie zatwierdzał przynależność Inflant do Szwecji, które i tak od kilkudziesięciu lat były pod szwedzką kontrolą. Przy Polsce i Litwie pozostał tylko południowo-wschodni skrawek tej prowincji, znany odtąd pod nazwą Inflant Polskich. Głównym miastem tego obszaru był Dyneburg. Ponieważ Jan Kazimierz był bezdzietny, Szwecja zgodziła się, by dożywotnio zachował tytuł króla szwedzkiego. Pokój oliwski potwierdził traktaty welawsko-bydgoskie, dzięki czemu Brandenburgia była tym państwem, które odniosło największe korzyści w zakończonej wojnie.
Dania i Szwecja podpisały oddzielny traktat pokojowy 6 czerwca w Kopenhadze. Duńczycy ostatecznie wyrzekli się Skanii, Blekinge i Bohuslänu. Odzyskali natomiast zajęte w trakcie wojny przez Szwedów Trondheim z okolicami oraz wyspę Bornholm. Reprezentanci stanów Skanii zostali w 1662 dopuszczeni do udziału w obradach szwedzkiego sejmu stanowego (Riksdag). Podpisany pokój niewiele więc różnił się od traktatu z Roskilde.
Paradoksalnie najpóźniej zawarty został pokój między Szwecją a Rosją, między którymi wojna zakończyła się już w końcu 1658 roku na skutek rozejmu w Waliesar. Ostateczny traktat pokojowy oba państwa podpisały 21 czerwca 1661 roku w Kardis. Na mocy tego traktatu Rosja musiała zwrócić niewielkie korzyści terytorialne, jakie przyznał jej traktat rozejmowy z 20 grudnia 1658 roku.

## Skutki wojny
Według historyków rok 1660 oznaczał szczyt szwedzkiej potęgi, która odtąd stopniowo słabła. Ambitnych planów Karola Gustawa nie udało się zrealizować, dzięki czemu zarówno Dania, jak i Rzeczpospolita zachowały integralność terytorialną. Szwecja jednak potrafiła przeciwstawić się potężnej koalicji i definitywnie zabezpieczyć swoje granice południowe. Zakończona wojna uważana jest także przez niektórych za wstęp do mocarstwowej pozycji Brandenburgii, która zaczęła odgrywać coraz poważniejszą rolę w stosunkach europejskich, a jej zaprawiona w II wojnie północnej armia już wkrótce miała zademonstrować swoje wysokie walory podczas wojny Francji z koalicją, znakomicie spisując się w walkach z wojskami francuskimi nad Renem, a następnie wykazując wyższość nad armią szwedzką podczas bojów toczonych w tej samej wojnie na Pomorzu Zachodnim.
Szwecja, która wyszła z wojny obronną ręką, utrzymując swój stan posiadania, a nawet dodając do niego terytoria zdobyte kosztem Danii, popadła w ciężki kryzys finansowy. Zadłużenie państwa osiągnęło poziom 10,5 miliona talarów i ponad 2,5-krotnie przekroczyło roczne dochody szwedzkiej monarchii. Wojna północna znacznie osłabiła Szwecję, co dało znać o sobie podczas kolejnej wojny z Danią i Brandenburgią, do której doszło w latach 70. XVII wieku.
Największe straty materialne wśród uczestników wojny poniosła niewątpliwie Rzeczpospolita, a w szczególności ziemie zamieszkane przez ludność narodowości polskiej. Była ogromna liczba ofiar wśród ludności cywilnej i to na ogół nie w wyniku niewątpliwego okrucieństwa okupacyjnych wojsk szwedzkich, ale przede wszystkim na skutek głodu i epidemii. Państwo, które w 1648 roku zamieszkiwało 11 milionów ludzi, w 1660 roku liczyło już tylko 7,5 miliona mieszkańców. Największe straty ludnościowe dotknęły Pomorze Gdańskie, Wielkopolskę, Mazowsze i Małopolskę. W tych trzech ostatnich prowincjach gęstość zaludnienia w 1650 roku wynosiła 26,3 mieszkańców na kilometr kwadratowy. W 1660 roku kilometr kwadratowy zamieszkiwało średnio już tylko 19,9 mieszkańców. Najwięcej straciło Pomorze, bo aż połowę ludności. W 1650 roku Wielkopolskę, Mazowsze i Małopolskę zamieszkiwało łącznie 3,8 mln ludzi, a w 1660 roku 2,8 mln ludzi, w tym znaczna liczba kalek i inwalidów. Dopiero sto lat później ludność Korony przekroczyła stan sprzed najazdu Karola Gustawa.
W ogromnym stopniu zrujnowane zostały miasta – w Wielkopolsce utraciły 62% zabudowań, a na Mazowszu jeszcze więcej, bo aż 84% zabudowań. Ludność Warszawy spadła dwukrotnie, a Krakowa trzykrotnie. Ludność Gdańska natomiast spadła o 30%. Liczba zniszczonych miast i wsi w różnych regionach Polski wahała się od 10 do 30%. Również ogromne straty dotknęły gospodarkę – na przykład w królewszczyznach mazowieckich zniszczono 40% młynów, co spowodowało, że znaczna część ludności wróciła do prymitywnych żaren. Powszechnie odczuwano brak narzędzi rolniczych, skutkiem czego w niektórych rejonach wrócono do zarzuconej w XIII-XIV wieku dwupolówki. W wyniku strat demograficznych znaczna część ziemi leżała odłogiem, bo nie miał kto jej uprawiać (na Mazowszu 60%). Znacznie zmalało pogłowie zwierząt gospodarskich – najbardziej na Mazowszu (o ponad 30%).
Efektem ogromnych zniszczeń wojennych i spadku ludności było załamanie gospodarcze i wynikający z niego spadek dochodu narodowego. Po roku 1660 produkcja zbożowa była mniejsza niż 40% poziomu sprzed wojny. Plony spadły do poziomu 3,3 ziarna z jednego wysianego, gdy dla porównania nawet w zrujnowanych przez wojnę trzydziestoletnią Niemczech plony osiągały 6-7 lub nawet więcej ziaren. Podobna zapaść dotknęła pozostałe działy gospodarki. Wydobycie ołowiu w Olkuszu spadło 3,5-krotnie. Żadna w dziejach wojna, nawet II wojna światowa, nie przyniosła Polsce takich strat materialnych i demograficznych. Dodatkowym, znacznie groźniejszym zjawiskiem, był fakt, że jedyną warstwą, która nie tylko nie zbiedniała, ale stała się jeszcze bogatsza, była magnateria. Znaczenie warstwy magnackiej, która w każdym państwie stanowiła czynnik anarchizujący, znacznie wzrosło za panowania Jagiellonów. Na krótko rozwój jej zahamowany został podczas panowania Stefana Batorego. Jednak fatalna polityka wewnętrzna Zygmunta III Wazy sprawiła, że pierwszy raz w dziejach Polski dochody najpotężniejszych magnatów stały się porównywalne, a niekiedy i większe od królewskich. Na skutek II wojny północnej dysproporcja majątkowa między magnatami a szlachtą osiągnęła niespotykany wcześniej poziom. Odtąd warstwa magnacka czyniła wszystko, by uzyskaną przewagę zachować. Stało się to czynnikiem uniemożliwiającym przeprowadzenie reform, koniecznych dla wzmocnienia państwa. Ostatnią i nieudaną próbę obalenia magnackiej wszechwładzy podjął Jan III Sobieski. Okazało się to niemożliwe, a kolejny najazd szwedzki na początku XVIII wieku pogłębił stan upadku Rzeczypospolitej do stanu, znanego w historii jako czasy saskie.
Naturalną konsekwencją wzrostu pozycji magnatów był upadek autorytetu władzy królewskiej i dalszy rozkład parlamentaryzmu. Coraz większe znaczenie zyskiwały za to sejmiki, których obrady w większości toczyły się pod dyktandem lokalnych wielmożów. Najazd i okrucieństwo obcych wojsk zrodziły na polskich ziemiach nieznane dotąd zjawisko ksenofobii, a opowiedzenie się licznych obywateli Rzeczypospolitej wyznających religię protestancką po stronie najeźdźców, którzy sami na ogół byli protestantami, znacznie zmniejszyło poziom tolerancji religijnej w społeczeństwie polskim (przykładem było wydalenie z Polski arian uchwalone przez sejm w 1658), które w zdecydowanej większości składało się z katolików.
W ciągu 60 lat wojen polsko-szwedzkich stosunek sił między obu państwami zmienił się radykalnie. Na początku XVII wieku Rzeczpospolita pod każdym względem zdecydowanie górowała nad Szwecją, toteż walcząc z nią mogła sobie pozwolić jednocześnie na zaatakowanie Rosji i walkę z Turcją. Po pokoju oliwskim Szwecja należała do największych potęg Europy, podczas gdy Rzeczpospolita była zrujnowanym mocarstwem bez większych nadziei na powrót do dawnego znaczenia.
Ubocznym skutkiem wojny było podniesienie poziomu wyszkolenia i organizacji armii Rzeczypospolitej, co przyniosło wkrótce efektowne zwycięstwa w wojnie z Rosją. Najazd szwedzki i związana z nim później konieczność odzyskiwania licznych twierdz wpłynęły na rozbudowę polskiej piechoty, artylerii i inżynierii, szczególnie po roku 1658. Podniósł się również poziom wyszkolenia kadry oficerskiej. Pod koniec wojny armia polska znów była w stanie stawić czoła Szwedom w otwartym polu. Świetnie wyszkolone i zaprawione w bojach wojsko Rzeczypospolitej stało się w drugiej połowie XVII wieku jedyną osłoną dla osłabionego gospodarczo i demograficznie oraz pogrążonego w wewnętrznym kryzysie politycznym państwa.

## Chronologiczna lista bitew
- 1655 – bitwa pod Ujściem (24.07.1655)
- 1655 – bitwa pod Piątkiem (2.09.1655)
- 1655 – bitwy pod Sobotą (2.09.1655)
- 1655 – bitwa pod Żarnowem (16.09.1655)
- 1655 – bitwa pod Nowym Dworem (21.09.1655)
- 1655 – bitwa pod Wojniczem (3.10.1655)
- 1655 – bitwa pod Kościanem (4.10.1655)
- 1655 – oblężenie Krakowa (25.09 – 17.10.1655)
- 1655 – Bitwa pod Krosnem (7.12.1655)
- 1655 – oblężenie Jasnej Góry (18.11 – 27.12.1655)
- 1656 – bitwa pod Gołębiem (19.02.1656)
- 1656 – bitwa pod Jarosławiem (15.03.1656)
- 1656 – bitwa pod Niskiem (28.03.1656)
- 1656 – bitwa pod Kozienicami (6.04.1656)
- 1656 – bitwa pod Warką (7.04.1656)
- 1656 – bitwa pod Kłeckiem (Gniezno) (7.05.1656)
- 1656 – bitwa pod Kcynią (1.06.1656)
- 1656 – oblężenie Warszawy (kwiecień – 1.07.1656)
- 1656 – bitwa pod Tykocinem (13.07.1656)
- 1656 – bitwa pod Warszawą (28 – 30.07.1656)
- 1656 – bitwa pod Łowiczem (25.08.1656)
- 1656 – bitwa pod Lubrzem (28.08.1656)
- 1656 – bitwa pod Prostkami (8.10.1656)
- 1656 – bitwa pod Filipowem (22.10.1656)
- 1657 – bitwa pod Chojnicami (2.01.1657)
- 1657 – starcie pod Toruniem (20.03.1657)
- 1657 – bitwa pod Magierowem (11.07.1657)
- 1657 – bitwa pod Czarnym Ostrowem (20.07.1657)
- 1657 – bitwa pod Skałatem (23.07.1657)
- 1657 – bitwa pod Ängelholm (28.07 1657)
- 1657 – oblężenie Krakowa (1656 – 25.08.1657)
- 1657 – bitwa pod Genevadsbro (10.09 1657)
- 1657 – bitwa morska pod Mön (22.09 1657)
- 1657 – bitwa pod Hjärtum (5.10 1657)
- 1657 – bitwa pod Kattarp (13.10 1657)
- 1657 – oblężenie Frederiksodde (4.09 – 3.11 1657)
- 1658 – bitwa pod Tybrindvig (9.02 1658)
- 1658 – bitwa morska w Sundzie (8.11.1658)
- 1658 – oblężenie Koldyngi (23.12 – 25.12 1658)
- 1658 – oblężenie Torunia (2.07 – 30.12 1658)
- 1659 – bitwa pod Koldyngą (7.01.1659)
- 1659 – bitwa pod Szkudami (18.05.1659)
- 1659 – szturm na Grudziądz (29–30.08.1659)
- 1659 – starcie pod Głową (26.10.1659)
- 1659 – bitwa pod Nyborgiem (24.11.1659)